# Stará radnice (Prachatice)
Stará radnice (č.p. 1) je renesanční budova v Prachaticích. Jeden z nejvýznamnějších renesančních objektů v Čechách. Renesanční dvoupatrový palác ve stylu florentské renesance se dvěma bočními křídly a arkádami na nádvoří. Průčelí je členěno nárožní bosáží, v přízemí vstupní bosovaný dioritový portál. Budova má na fasádě do náměstí dochovanou renesanční malířskou výzdobu technikou chiaroscuro s tematikou dobré vlády s důrazem na soudní tematiku (spravedlnost). Objekt je součástí městské památkové rezervace Prachatice, v ÚSKP je evidován pod číslem 46337/3-3384. V roce 2023 byla stará  radnice královského města Prachatice s účinností od 1. července 2024 prohlášena za národní kulturní památku.

## Popis budovy
Budova radnice se nachází v jihozápadním rohu Velkého náměstí. Tvoří ji hlavní křídlo směrem do náměstí a dvě kratší dvorní křídla, jde tedy o palácový typ budovy. Budova je dvoupatrová, první i druhé patro člení pět velkých sdružených oken, zasklených pomocí terčíků do olova. V přízemí se nachází, asymetricky umístěný, hlavní vstupní bosovaný portál, v jehož klenáku je umístěn kamenný městský znak s letopočtem 1571. Dále se v přízemí nachází čtyři pravoúhlá okna s kamenným ostěním. Pětiosé průčelí hlavní fasády pokrývá v celé výšce nárožní bosáž a je horizontálně členěno dvěma pásovými dioritovými římsami. Čelní fasádu zakončuje fabionová římsa. Celou plochu fasády do náměstí zdobí především figurální chiaroscurová malířská výzdoba, nádvoří pak sgrafitová výzdoba ve formě sgrafitové rustiky. Hlavní křídlo je zastřešeno sedlovou střechou (původně valbovou), boční křídla jsou zastřešena pultovou střechou (původně sedlovou). Součástí dvorní fasády radnice je venkovní schodiště a renesanční arkády italského typu (původně otevřené, později zasklené). Dnešní podoba nádvorní fasády vychází z rekonstrukce provedené v letech 1994–1995, při které byla odstraněna nevhodná přístavba schodiště z 19. století a arkády tak pohledově obnoveny. Zadní trakt radnice do Horní ulice (č.p. 164), původně hospodářský trakt původního gotického domu, byl v pol. 19. století přestavěn na vězení. V každém patře budovy se nacházejí vždy dva velké sály zaklenuté renesanční neckovou klenbou s výsečemi, v přízemí pouze jeden, druhé patro je pak plochostropé. Radnice vykazuje vysoký stupeň dochování autenticity jak v exteriéru, tak i v interiéru, bez výraznějších novodobých stavebních úprav a rekonstrukcí. Jediné novodobé úpravy, oproti původním renesanční dispozici, jsou odstranitelné příčky rozdělující dva podélné sály v prvním a druhém patře a ve vstupní síni v přízemí. Restaurátorské průzkumy uvnitř budovy potvrdily přítomnost původních renesančních omítek s grafity, zejména nápisy červenou rudkou.

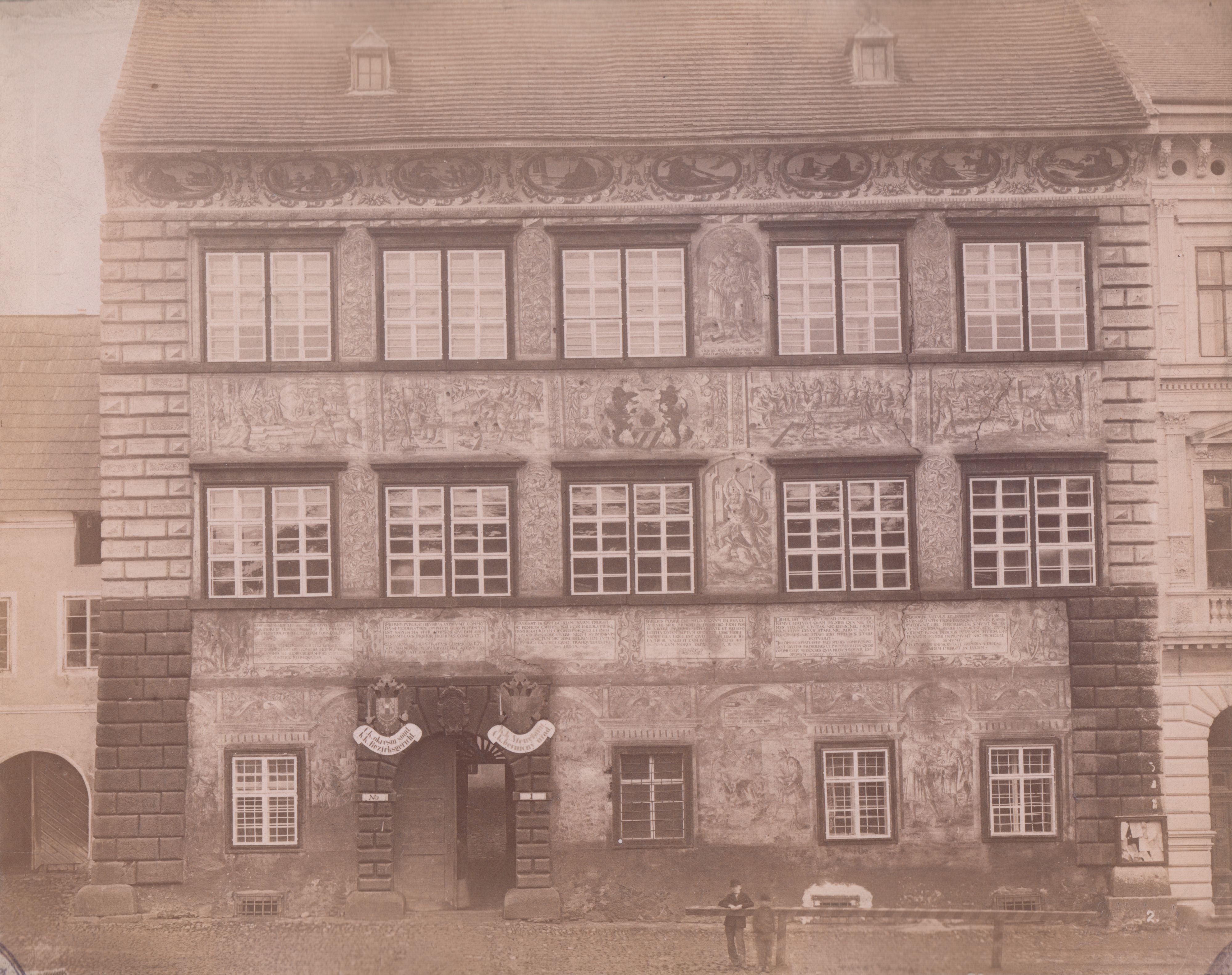
Průčelí radnice v roce 1890

## Historie radnice

### Původní radnice
Nejstarší spolehlivý písemný doklad o existenci samostatné budovy radnice je doložen teprve z roku 1529, ale nejstarší doklad o existenci rychtáře a konšelů je již z roku 1312. První doklad o umístění radnice se zachoval z roku 1559, kdy stála na náměstí mezi domy Jakuba Lauta a Havla Kherna. Kvůli nárůstu počtu obyvatel a rozšíření městské samosprávy se však již v druhé polovině 16. století ukázala tehdejší budova jako nedostatečná.
Často bývá mylně uváděno, že radnice byla postavena na místě bývalého Rožmberského hrádku nebo zámečku, který Vilém z Rožmberka daroval roku 1569 prachatickým měšťanům. Není to pravda. Rožmberský hrádek byl v daném roce opravdu městu darován, ale stával u Horní brány. Poprvé tuto mylnou informaci přinesl zřejmě Josef Messner. Odtud ji pak převzal August Sedláček, který sice na jednom místě správně uvádí, že Rožmberský hrádek stál u Horní brány, ale o pár řádek níže píše, že stál na prachatickém náměstí. Další literatura už tuto informaci pouze nekriticky přejímala. Ve skutečnosti byla budova radnice vystavěna na místě starší radnice. To potvrzují jednak dva berní rejstříky z let 1559 a 1590-93, kde je radnice vždy shodně osmnáctým objektem (počítáno od kostela ve směru hodinových ručiček) a jednak níže uvedené peněžní vydání při výstavbě radnice na „boření starého rathouzu“.

### Výstavba současné prachatické Staré radnice
V květnu 1570 došlo k volbě pěti prachatických měšťanů za „ouředníky nad stavením nového rathouzu“ (byli jimi: Martin Wolfart, Jiřík Kutil, Martin Krejčí, Filip Pihon a Matěj Holý), jejich úkolem byl dohled nad postupem stavby radnice, vybírali z obecní pokladnice potřebné peníze, které pak dostávali za svou práci jednotliví dělníci, řemeslníci a další osoby, které se na stavbě podíleli. Dne 23.5.1570 bylo např. vydáno 57 kop gr. míš. „ouředníkuom, které od boření starého rathouzu a zase stavení Vlachuom i za jiné potřeby“. Nejvyšší jednorázová částka (300 kop gr. míš.) byla vydána 11. srpna 1570, poslední vyplacená částka v roce 1570 byla vydána 28.12.1570 tesařům ve výši 30 kop gr. míš. Z těchto údajů lze soudit, že hrubá stavba radnice byla ukončena již v průběhu roku 1570. V následujícím roce byla dána na radnici nová makovice a postavena radniční věžička. I během roku 1571 se pravidelně opakuji vydané peněžní částky na stavbu radnice. Největší částka byla zaplacena 9. července 1571 (480 kop gr. míš.). Hlavní položky na stavbu radnice končí v měsíci září, proto lze předpokládat, že tehdy byla stavba radnice dokončena. Celkem bylo prostavěno, podle dvou knih příjmů a vydání z let 1570-1571, 2648 kop 40 gr. míš.
Autor radnice není znám, vychází však z okruhu italských stavitelů pracujících v rožmberských službách. Podle Jarmily Krčálové, na základě jejího slohového rozboru architektury, by mohl být stavitelem prachatické radnice Baldassare Maggi. Písemné doklady pro to však chybí a není ani doloženo, zda se Maggi již v této době nacházel na našem území. O staviteli radnice se v archivech nacházejí pouze dvě zmínky. První v dopise adresovaném městskou radou v roce 1571 panu Vilému z Rožmberka, kde si měšťané stěžují, v záležitosti ohledně sporu o doplacení dlužné částky: „Vlachovi, kderýž podle spisu svého od vyvstávajícího díla při stavení nového našeho rathouzu jest žádal 558 kop míš. a nyní opustíc první žádost, na 480 kop míš. stojí. Proti tomu od purgmistra a konšeluov 250 kop míš. jemu poddáno. Podle našeho pak nynějšího zdání nás vyslaných, aby to dílo podle cedule a spisu poddaného vykonal, 300 kop míš. jemu sme poddali. V tom jaké by Vaší milosti zdání bylo, za to poníženě prosíme, že nám psaním Vaší milosti oznámiti ráčítě tak, abychom někderých všetečných osob, kderýž se domnívají, že sami od sebe nětco činíme, pomluvy ujíti mohli.“ Druhou zmínkou je zápis, kdy obilní úředníci slevili určitou peněžní částku "mistrovi Vlachovi, který nový rathouz staví“.
Je znám ale malíř, který radnici malbami vyzdobil. Autorem výzdoby byl prachatický malíř Jan Březnický (také zvaný Jan Kulíšek), zachoval se doklad ze dne 14.5.1571, kdy bylo vráceno členu městské rady Janu Vinterberskému „ co byl dal malíři Janovi Březnickému na malování nového rathouzu dle cedulí řezaných“. Ostatně i na fasádě radnice je zobrazen na pravé straně v pásu s latinskými citáty erb s monogramem IBM, u kterého je jeden z možných a zároveň nejpravděpodobnějších výkladů, že jde o iniciály malíře (Iohannus Brzeczniciensis Maler či maléř, ostatně v podobném erbu na Sitrově domě je takto zvěčněný malíř Šebestián Hájek). Rovněž postavička genia na konci tohoto pásu, držící v pravici zmiňovaný erb, drží ve své levici přílbu, na které je drobná korunka a dančí parohy, tedy obvyklé heraldické klenoty, používané malíři. Autorem ikonografického konceptu fasády je pravděpodobně měšťan Martin Wolfart, jeden z pověřených členů městské rady při výstavbě radnice a jehož erb se nachází na levé straně fasády stejného pásu.

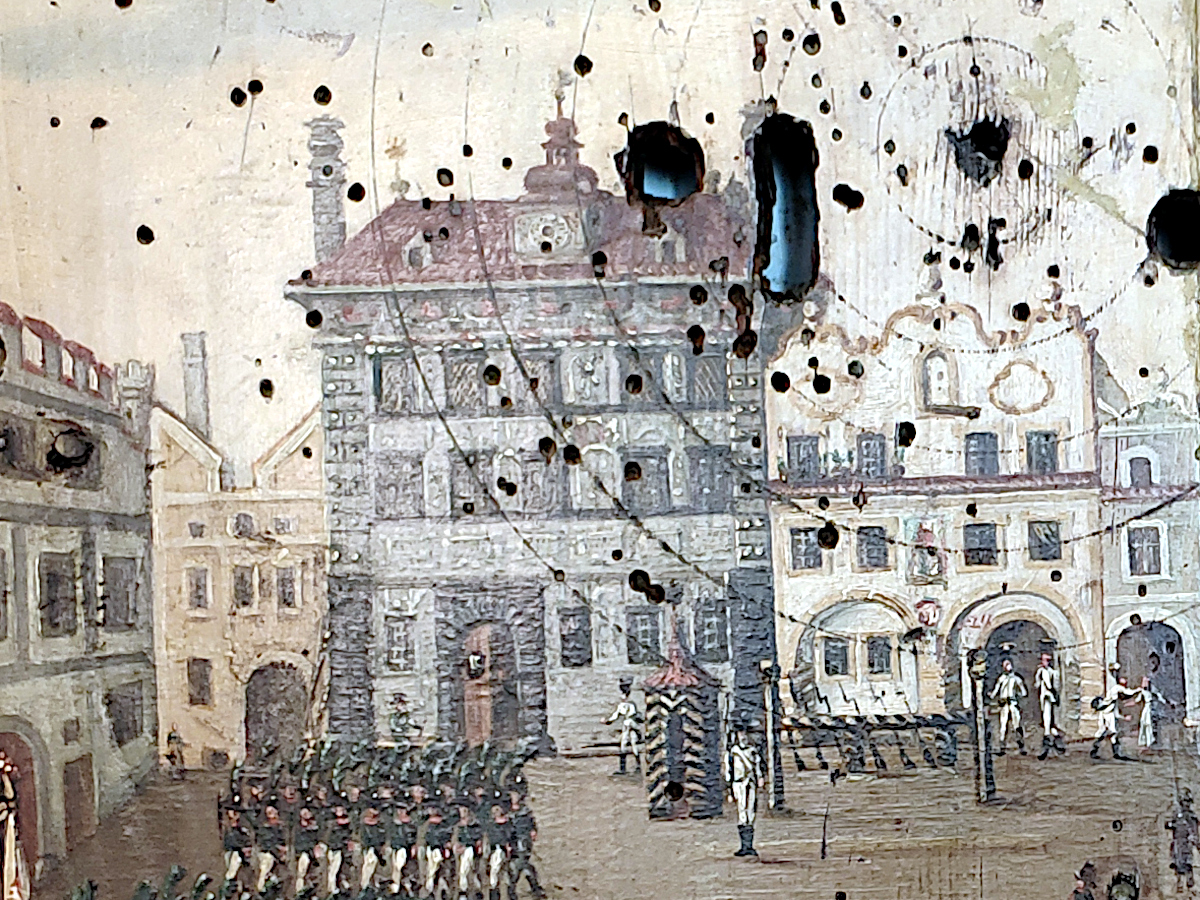
Vyobrazení Staré radnice na střeleckém terči z roku 1816.

### Další osudy radnice
Renesančním stavitelem byla radnice provedena s vysokou valbovou střechou s hodinovou věžičkou s cibulovou bání v ose průčelí, přičemž věžička, vikýře i valby byly na vrcholech zdobeny makovicemi. V roce 1631 odkázal Zikmund Turnovský z Turnštejna městu orloj, „velké hodiny s dosti velkým a značným cymbálem“.  Umístění orloje však bránil špatný technický stav radniční věže: při zasedání městské rady v březnu 1642 bylo poukázáno na to, „že ta věž v některých místech velmi shnilá jest a brzkost opatření potřebná jest“, jinak že hrozí, že věž „sama upadne“.  V roce 1654 ještě hodiny stále umístěny nebyly: v tom roce nabídly Netolice, že by rády cymbál k hodinám odkoupily, Prachatice však nabídku odmítly, neboť orloj byl v závěti určen přímo pro jejich radnici, „kdež již i místo připravené, avšak toliko pro jinší nedostatek v své místo postavené nejsou“. K umístění orloje došlo až někdy kolem roku 1669, věž je pak prvně s hodinami vyobrazena na obraze Jindřicha de Verleho z roku 1670. Roku 1702 vížku zapálil blesk, v rámci obnovy byla v roce 1719 nahrazena jinou. Po velkém požáru města v roce 1832 byla provedena nynější sedlová střecha. Věžička byla obnovena, ovšem roku 1884 ji radní nechali pro zchátralost odstranit. Následně již postavena nebyla. Vzhled západní fronty Velkého náměstí se zásadně změnil roku 1903 stavbou Nové radnice s nárožní věží, čili vížka na střeše Staré radnice již nemá původní architektonické opodstatnění. V roce 1666 byl zřízen obecní „vinný šenk v rathauzu“. V sále v přízemí radnice vzniklo roku 1810 Městské divadlo, poměrně dobře vybavené. V roce 1832 postihl radnici, stejně jako město požár, při které shořela střecha, byla poškozena fabionová římsa a požár postihl i některé místnosti v přízemí, včetně divadla. V roce 1850 byla budova předána bezplatně státu, který v ní zřídil C.K. okresní soud. Pro potřeby soudu byla následně vystavěna nová věznice, dokončená roku 1872. V letech 1904-1940 bylo ve velkém sále v přízemí umístěno městské muzeum. Po přestěhování okresního soudu v roce 1974 do nové budovy na Dolním předměstí sloužila budova Okresnímu národnímu výboru a poté od roku 1992 přešla do majetku města Prachatice a je v současné době užívána jako sídlo MěÚ Prachatice.

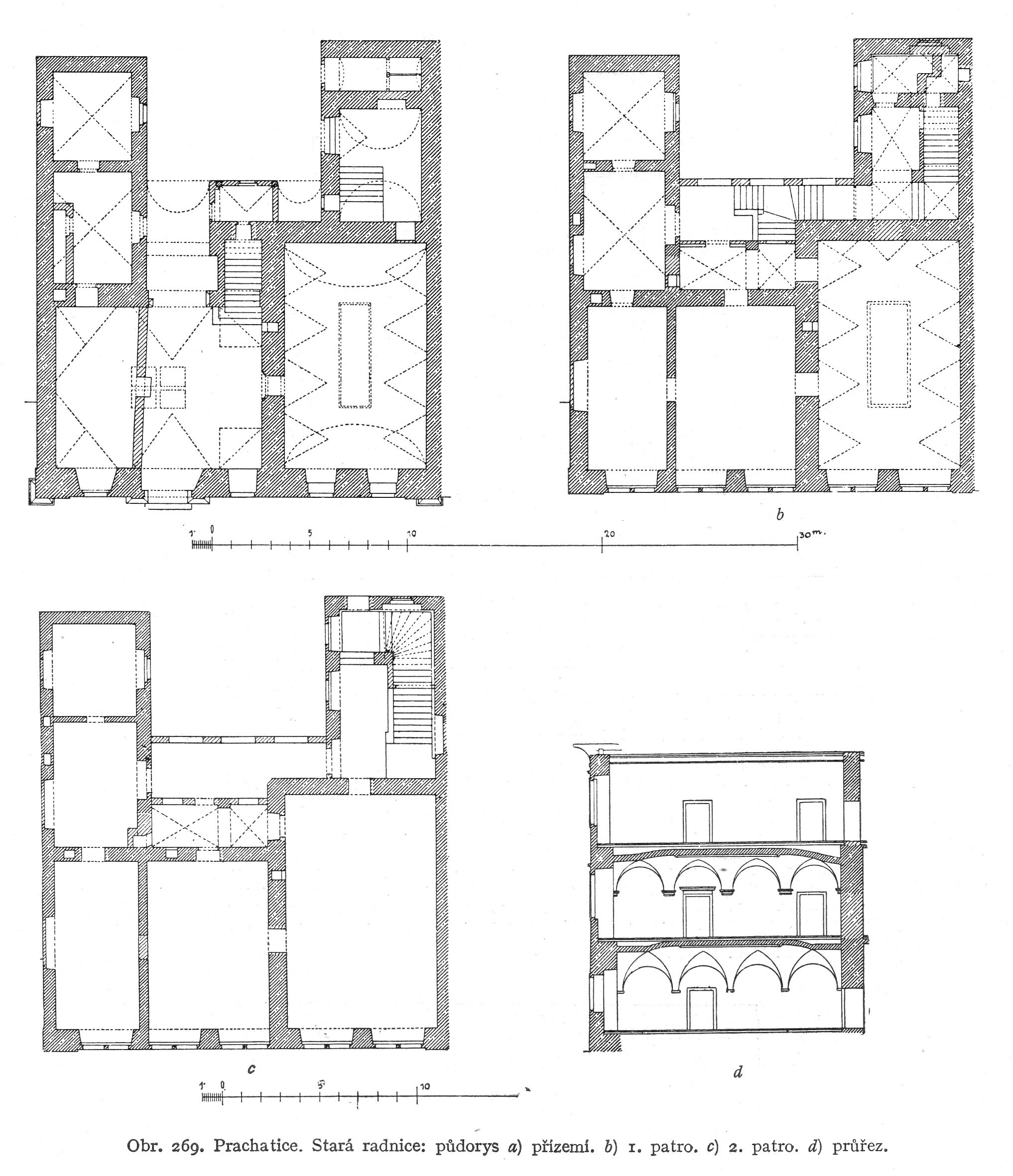
Výkresy radnice z roku 1913

## Popis malované výzdoby radnice
Renesanční malovaná výzdoba se dochovala téměř na celé ploše průčelí, pouze malby pokrývající fabiónovou římsu jsou rekonstrukcí z roku 1843, zhotovené podle původních maleb. Plocha fasády je členěna celkem do šesti horizontálních pásů, ukončených vždy na nárožích kamennou bosáží, která od prvního patra přechází na štukovou bosáž s rostlinným dekorem.

### Malovaná výzdoba v přízemí
V přízemním pásu se nachází pět vzájemně oddělených obrazových polí. Zcela vlevo od kamenné bosáže se nachází první výjev s postavou muže s plnovousem ve vojenském obleku, který ukazuje prstem směrem k zemi. Za oknem stojí další postava muže s turbanem na hlavě, šavlí u pasu a kopím v pravici. Muž je obrácen směrem k vstupnímu portálu, jedná se tedy o strážce vchodu do radnice. V pozadí obrazu je průhled na město. Napravo od portálu se nachází další obrazového pole, na něm se opět obrací další ozbrojený muž ve zbroji a s přilbicí ke vstupnímu portálu, jde o dalšího strážce vchodu do radnice. Jako grafické předlohy pro zobrazení postav vojínů byly použity grafické listy, pocházející z Bible, vydané ve Frankfurtu v roce 1564 ve velkém formátu a s latinským textem a poté znovu v roce 1571 v menším formátu německy, nakladatelem Sigmundem Feyerabendem a jejichž autorem byl Jost Amman na základě kreseb Johanna Melchiora Bocksbergera. Konkrétněji, vojín s přilbou po pravé straně portálu byl vytvořen podle postavy Davidova druha Abizaie (I. REGUM XXVI.), pro zobrazení levého strážce bylo jako vzor použito postavy Nehemiáše (NEHEMIAE IIII.). Postava zcela vlevo pak vykazuje podobnost s grafickým listem Josta Ammana, zobrazující buď Kenaana nebo Boha, žehnajícího Noemovi a jeho potomkům, Hospodin zde Noema a jeho potomky vyzývá k dodržování božích zákonů na Zemi a varuje je před vzájemnými rozepřemi (GENESIS IX.). Grafický list pochází z knihy Neuwe biblische Figuren des Alten und Neuwen Testaments (Sigmund Feyerabend, 1564). Gesto ruky tak pravděpodobně upozorňuje na význam dodržování základních božích zákonů na Zemi pro stabilitu lidské společnosti a pravděpodobně také směřuje i k základnímu kameni radnice, jako symbolu stability právního systému v obci.
Výzdoba pokračuje na pravé straně dalšími dvěma figurálními scénami, tematicky se vztahující k mementu mori.
Na prvním z následujících výjevů je zobrazen uprostřed sedící soudce přijímající peníze od jednoho ze souzených, za soudcem pak stojí smrt. Výjev zobrazuje "Úplatného  soudce". Na druhém výjevu obhájce přijímá peníze od obviněného, oba objímá zezadu postava smrti, držící v pravé ruce přesýpací hodiny.  Druhý výjev zobrazuje "Úplatného obhájce". Oba výjevy mají vzor v rytinách Hanse Holbeina ml. z cyklu Tance smrti, které vyšly u Jiřího Melantricha v Praze spolu s českým textem knihy Erasma Rotterdamského. Jednalo se o knihu O hotovení se k smrti, která vyšla poprvé roku 1533 a Melantrich ji vydal až roku 1563 s názvem "Kniha Erasma Rotterodámského, v kteréž se gednomu každému křesťanskému czlověku naučenij y napomenutij dává, jakby se k smrti hotowiti měl".
Pod iluzivním obloukem nad výjevem Úplatného soudce je umístěna tabulka vsazená do rollwerkového rámce se staročeským nápisem:
„Kdož pro dary krzywie saudyss chudého

Vytrhnu tie z saudu y z lidu mého
Nemužiete prawa osudu zbyty
Gehož což živo gest nemůž ugyti.“.
(Kdož pro dary křivě soudíš chudého, vytrhnu tě z soudu i z lidu mého. Nemůžete práva osudu zbýti, jehož což živo jest, nemůže ujíti.)

Pod iluzivním obloukem nad výjevem "Úplatného obhájce" je opět umístěna tabulka se staročeským nápisem:
„Bohaty chytřec wida zle, wyhne se

Chudy przed se gda w sskodu uwaly se
Práwem každý newinný býwá dáwen
Skrz dary winny býwá pomsty zbaven
Prawo pawučinie se przirownawa
Gijz brouk prorazij musska w nij zustawa“
(Bohatý chytřec vida zlé, vihne se. Chudý přece jda, v škodu uvalí se. Právem chudý nevinný bývá dáven, skrz dary vinný bývá pomsty zbaven. 
Právo pavučině se přirovnává, jíž brouk prorazí, muška v ní zůstává.)

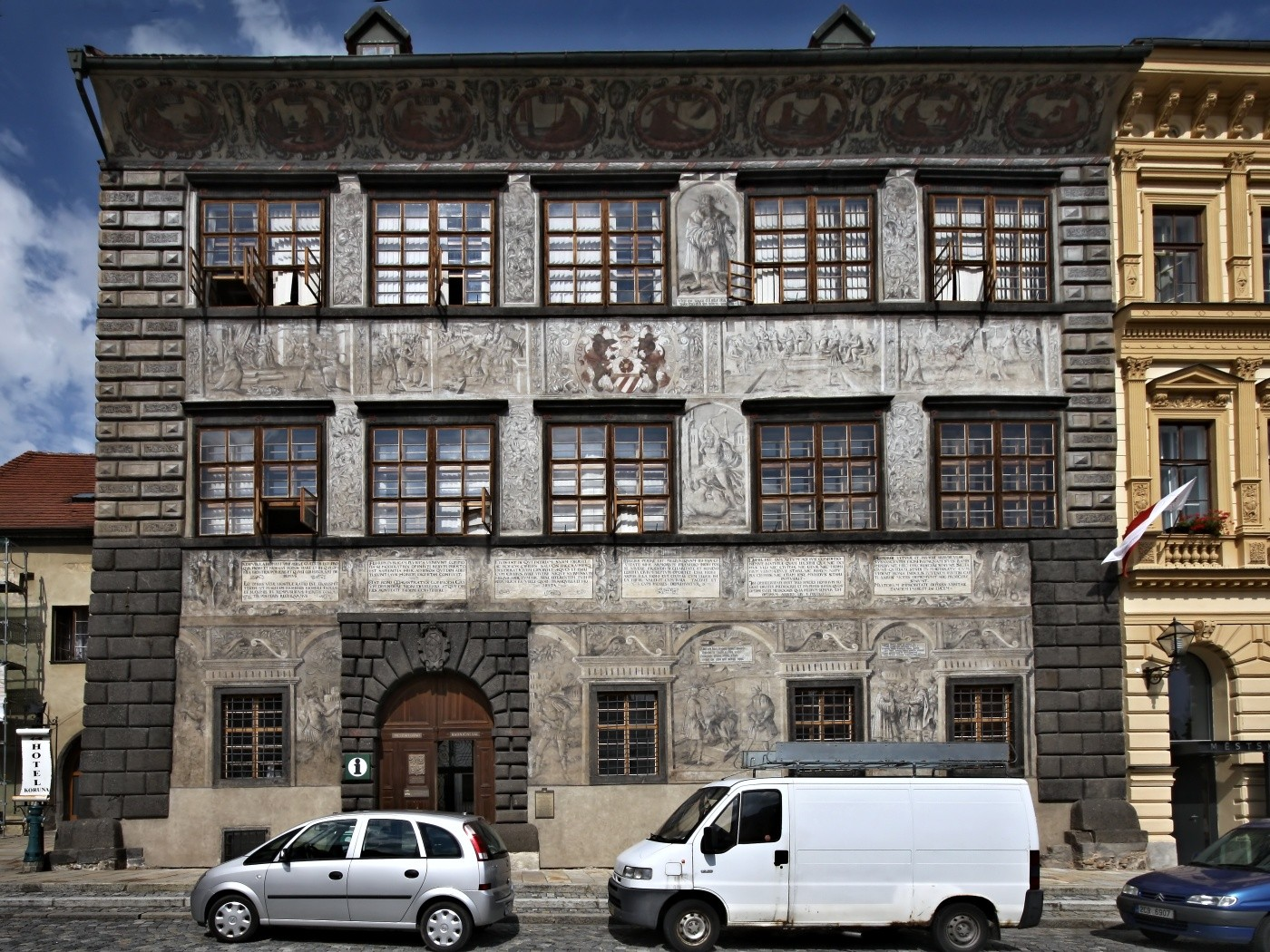
Stará radnice, průčelí do Velkého náměstí
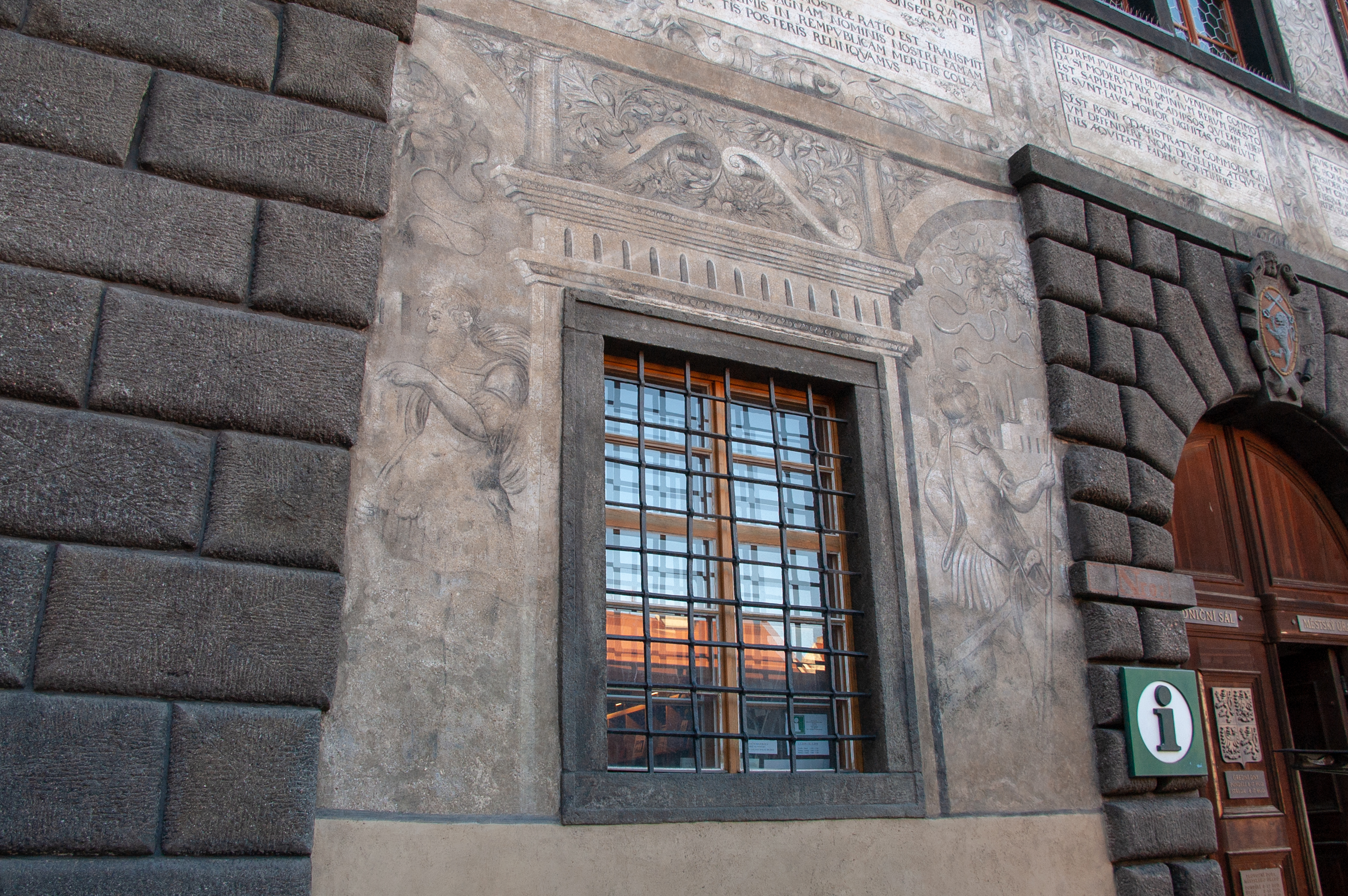
Stará radnice, levá část výzdoby přízemí
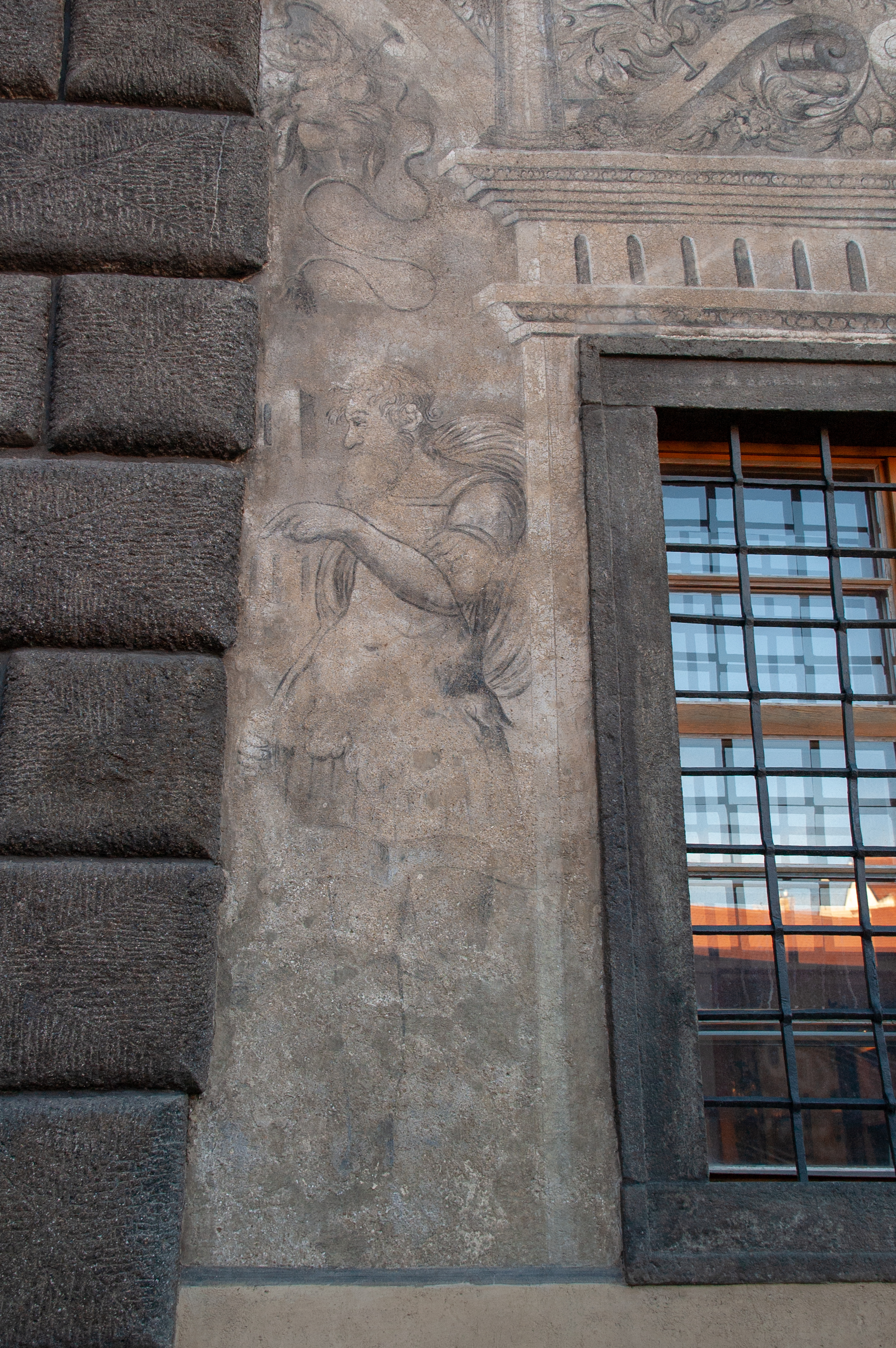
Stará radnice, muž s plnovousem
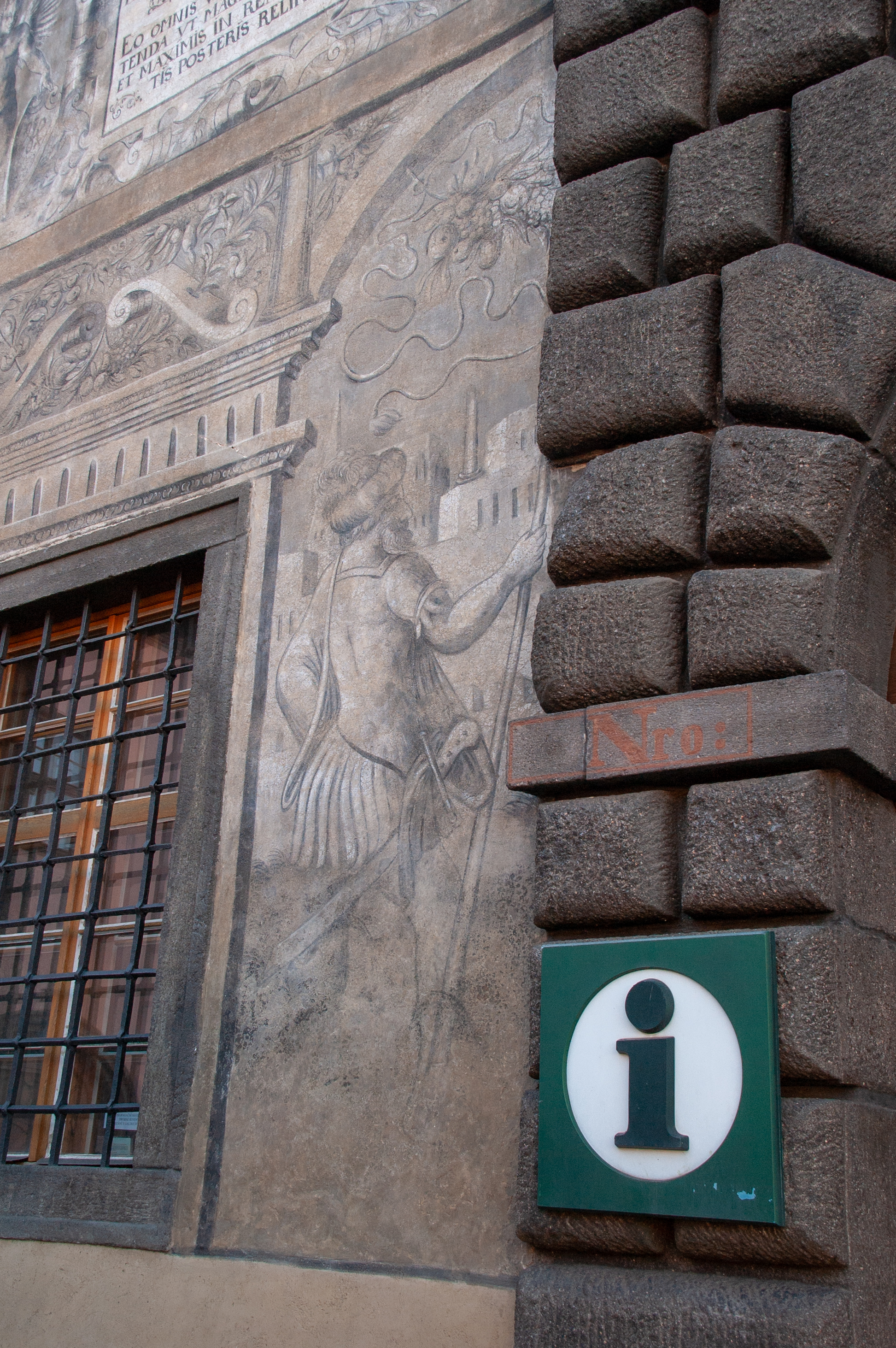
Stará radnice, muž s turbanem
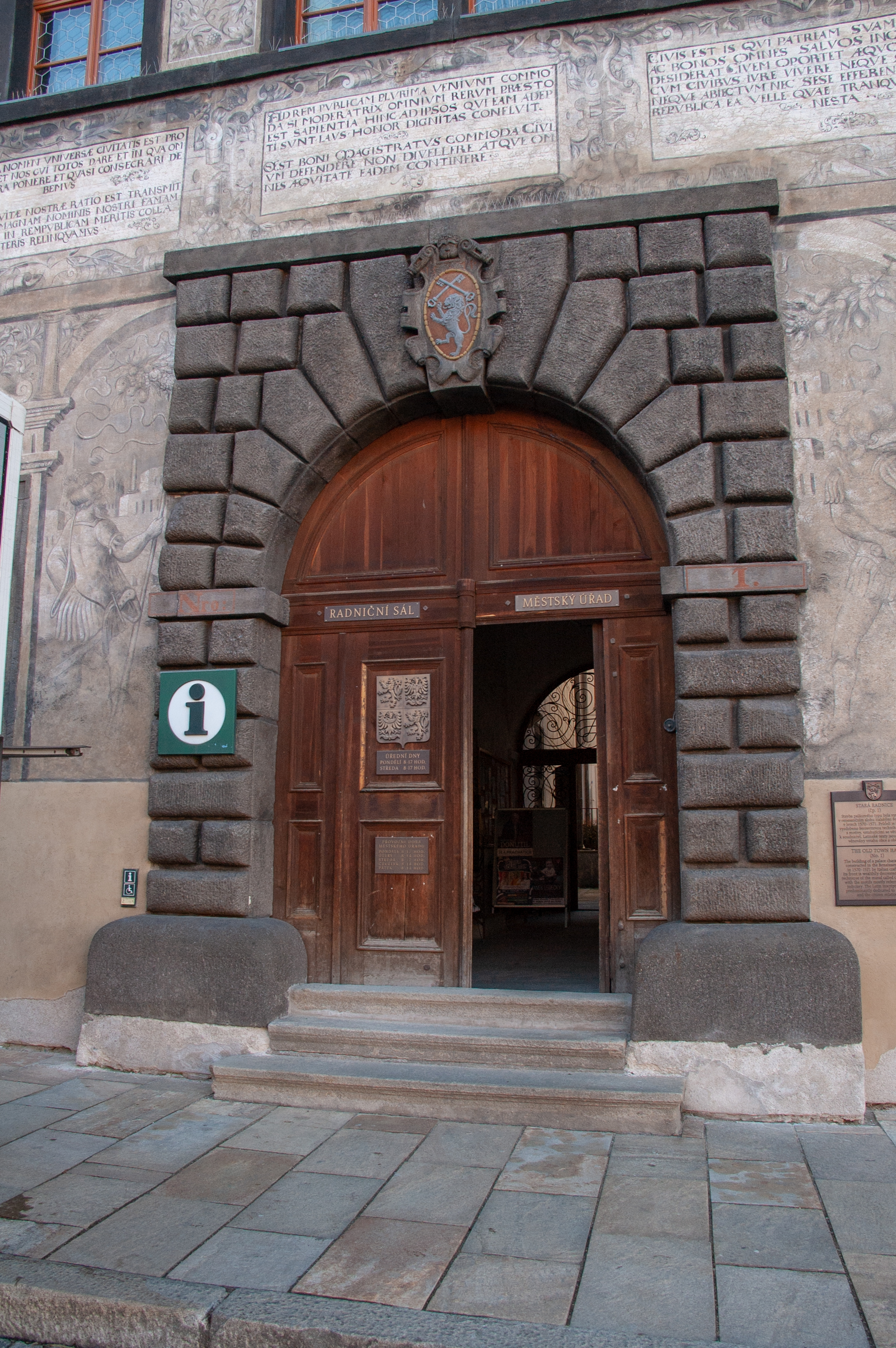
Stará radnice, vstupní portál
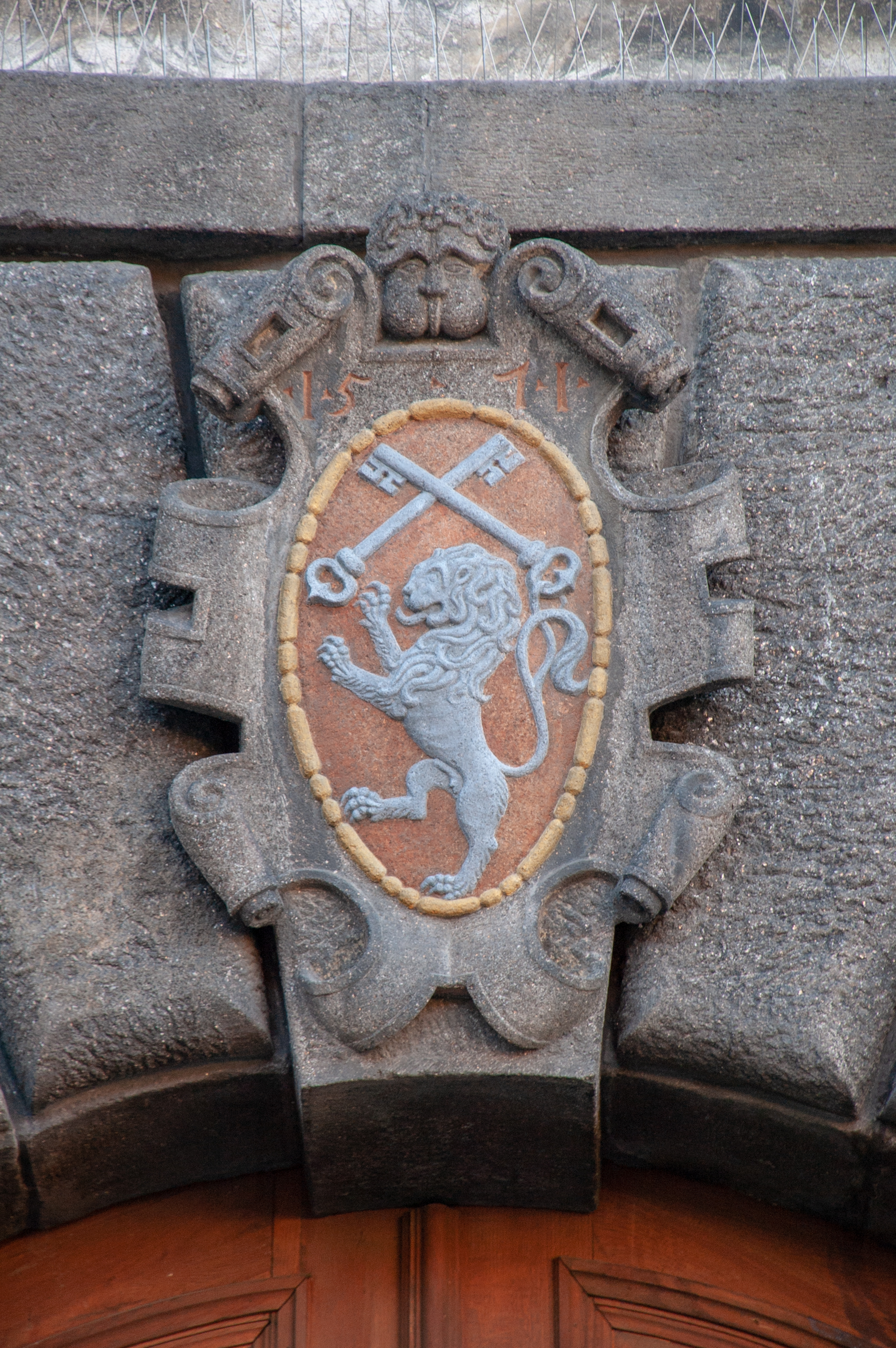
Stará radnice, detail městského znaku nad vstupem
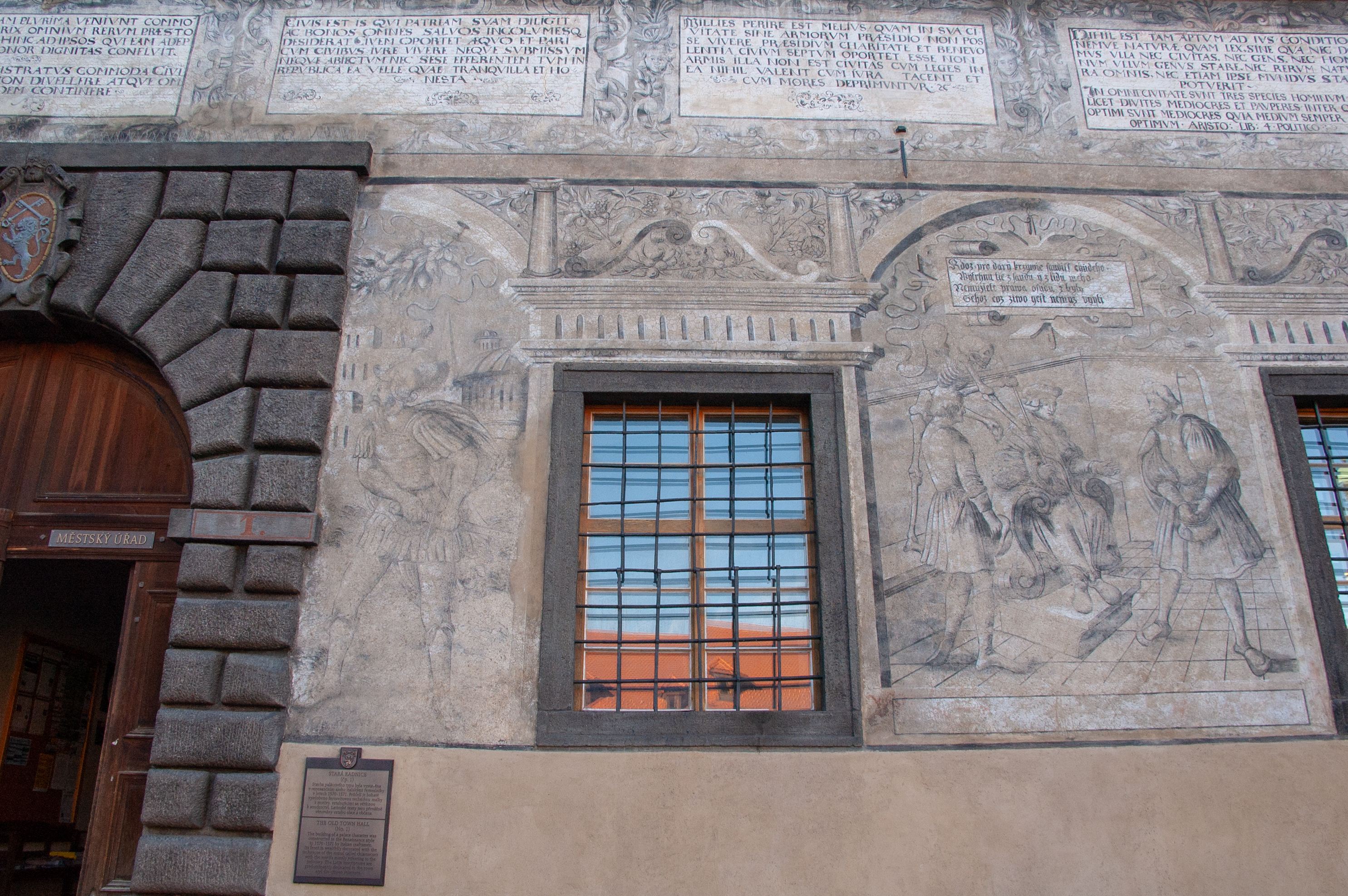
Stará radnice, pravá část výzdoby přízemí
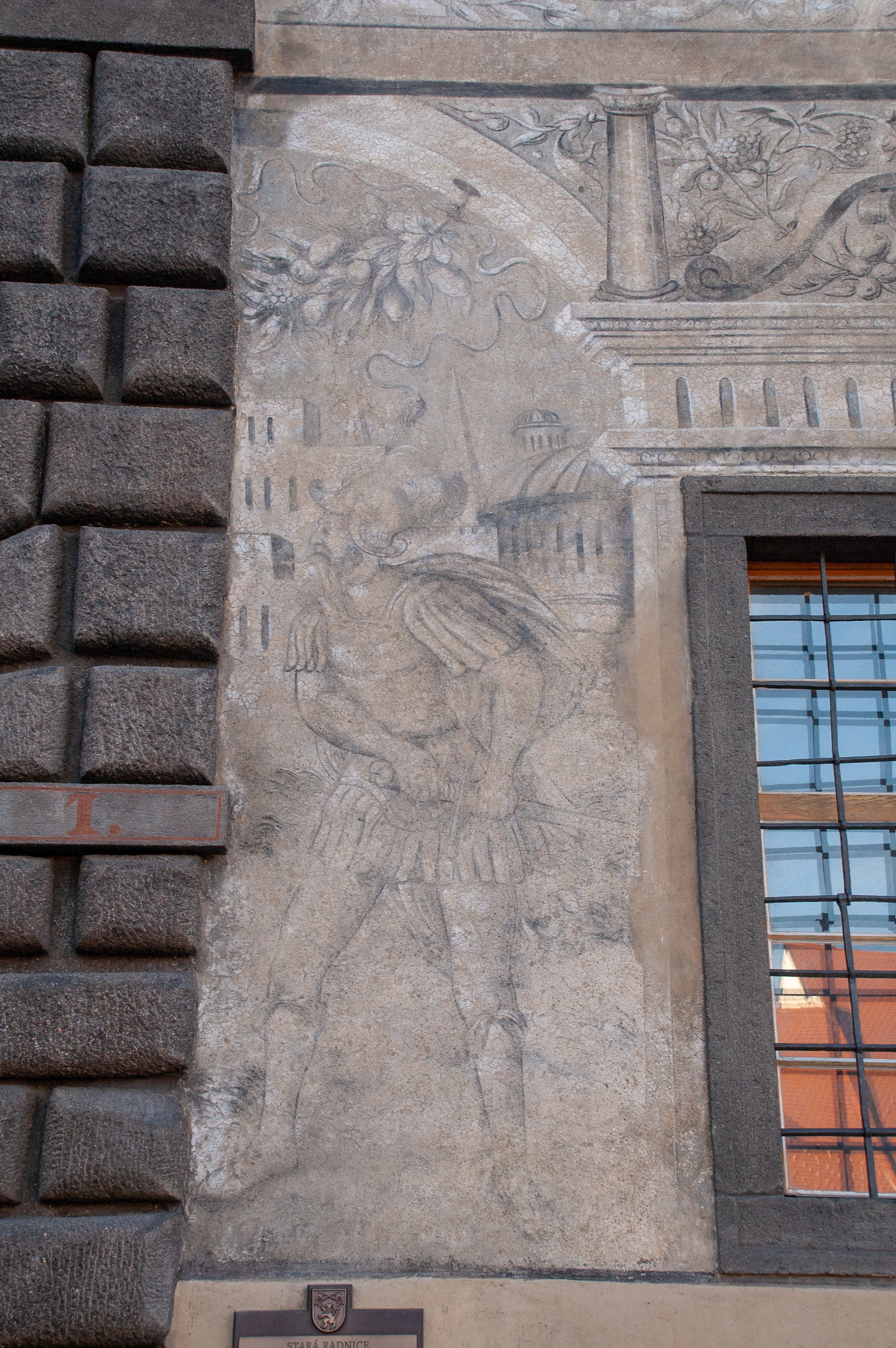
Stará radnice, muž s mečem ve zbroji
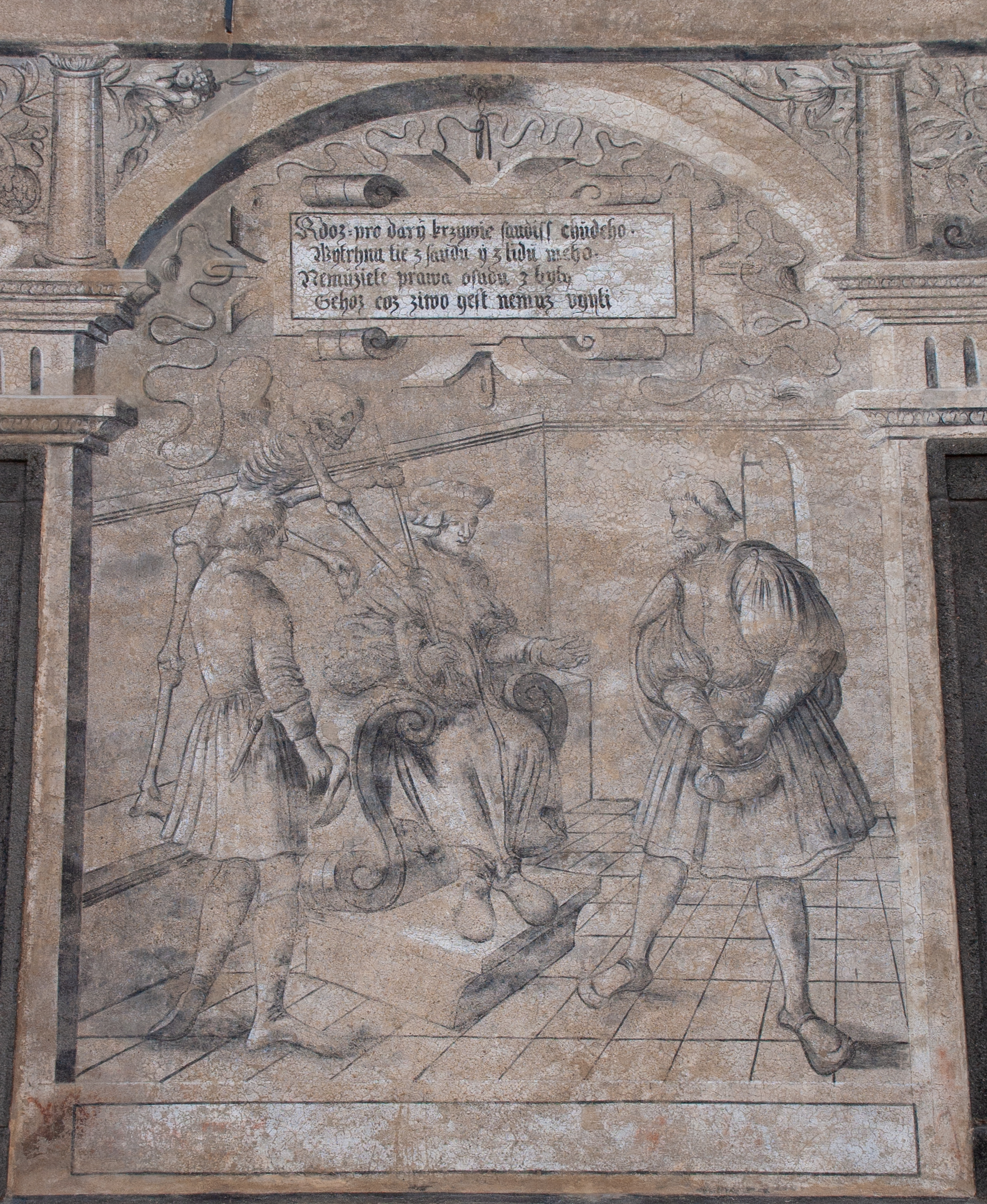
Stará radnice, Úplatný soudce
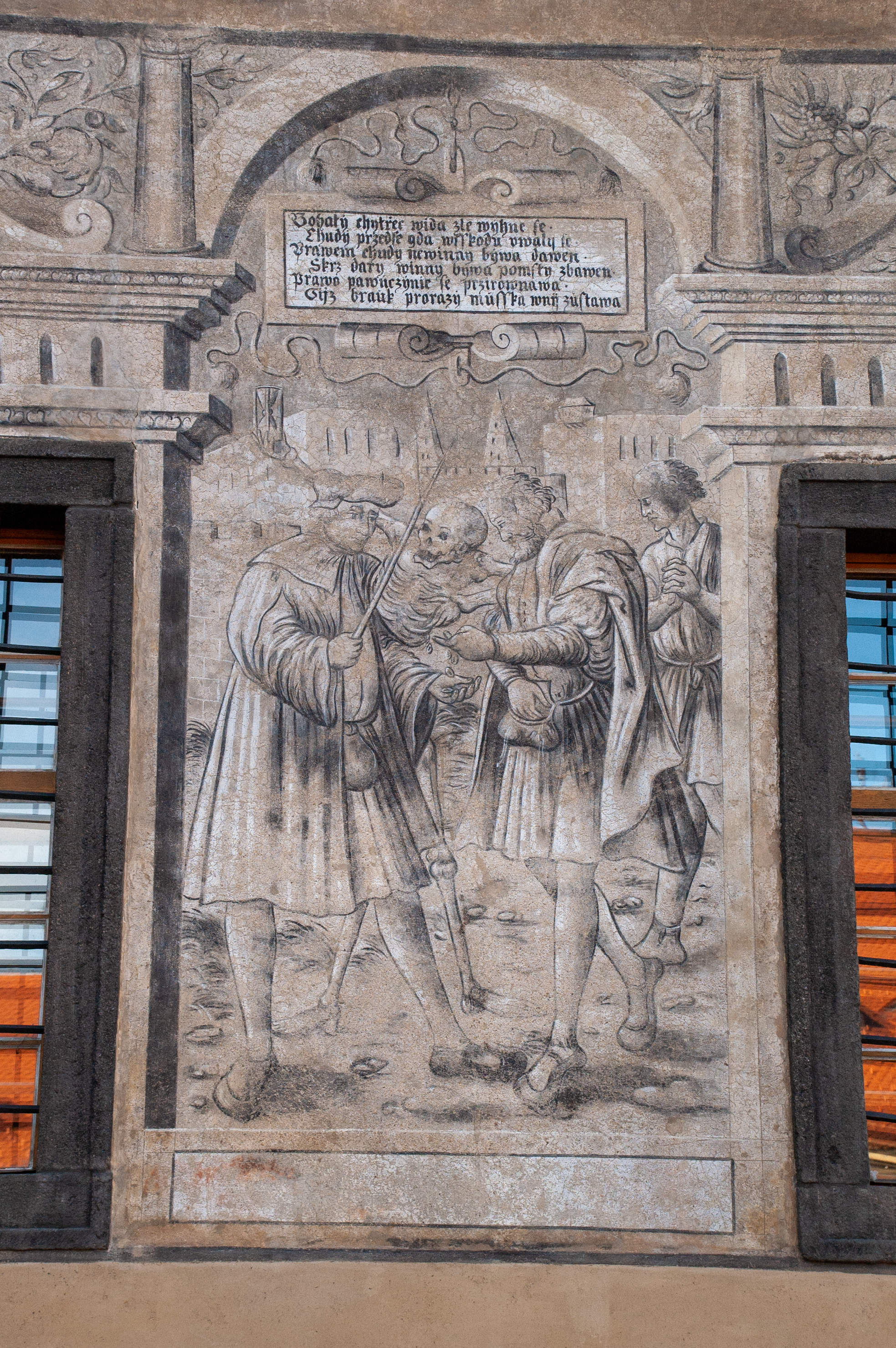
Stará radnice, Úplatný obhájce
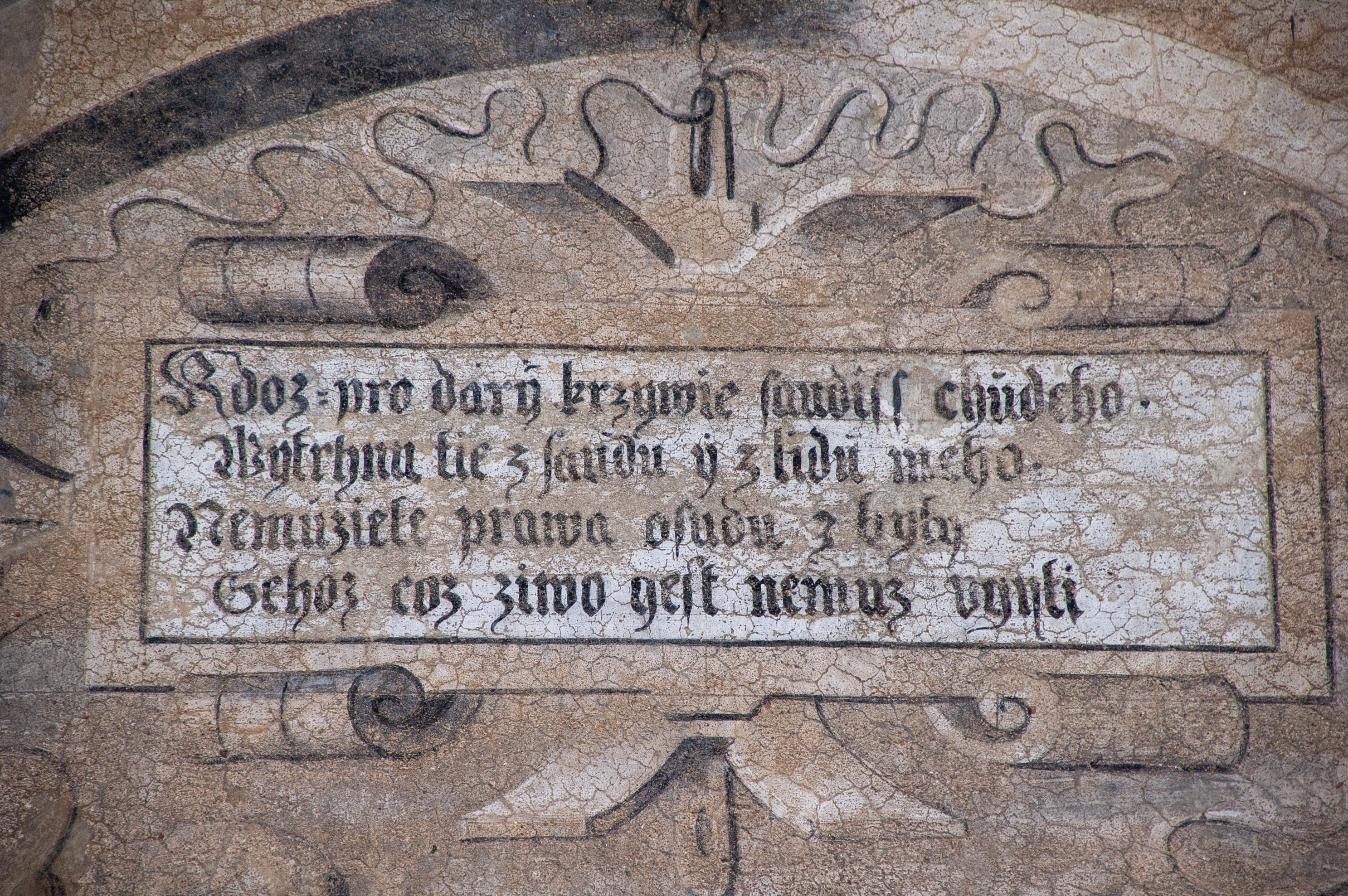
Stará radnice, Úplatný soudce, detail nápisu v přízemí
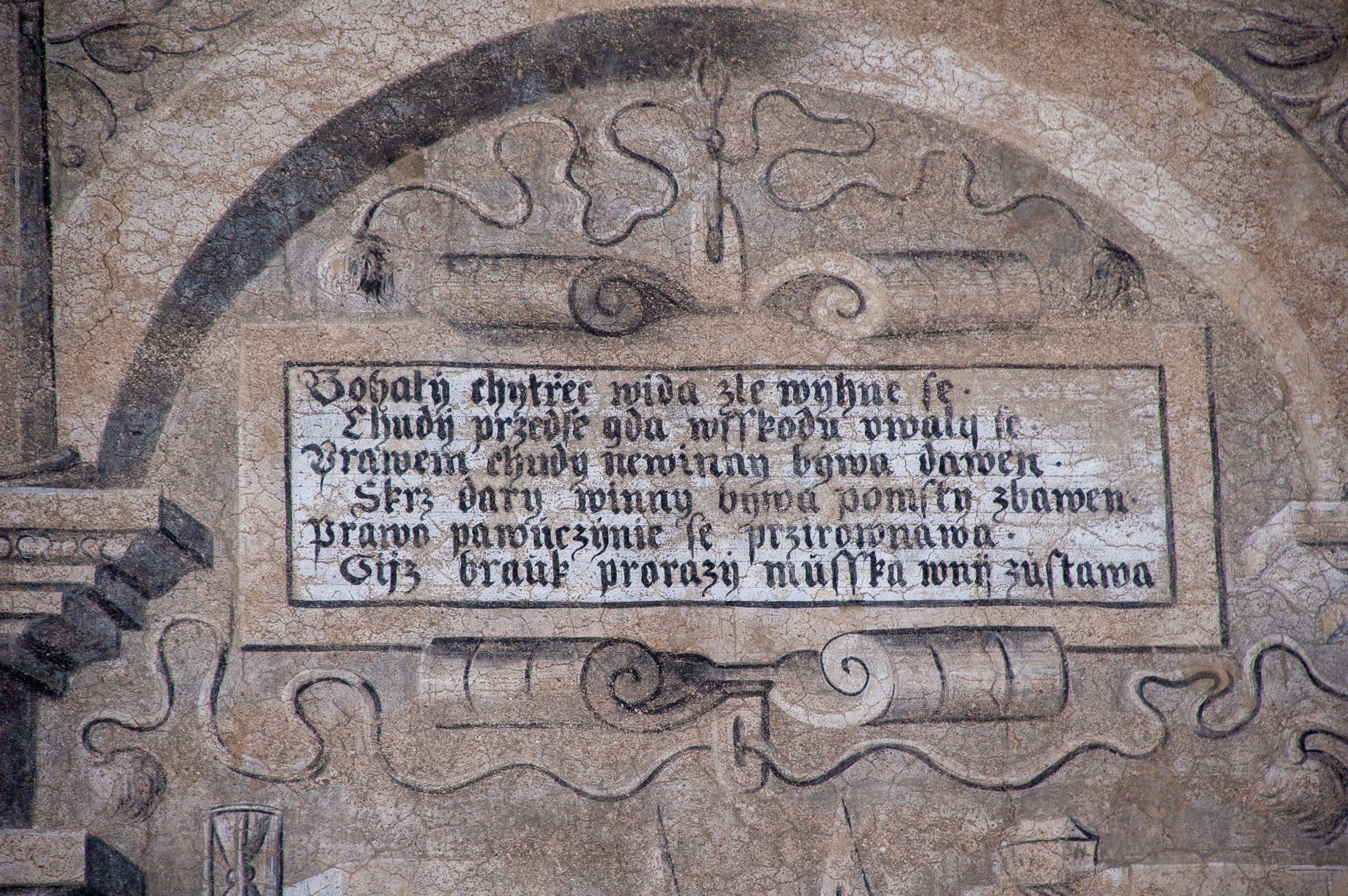
Stará radnice, Úplatný obhájce, detail nápisu v přízemí

### Druhý horizontální pás
Zobrazuje šest tabulek v rollwerkových rámcích s latinskými humanistickými citáty. Jde o volné variace a kombinace citátů antických autorů, které pro obec sestavil pravděpodobně Martin Wolfart, např. první tabulka je citátem z Ciceronovy knihy De legibus (O zákonech, II, 5, 19 nn..), pátá tabulka je kombinací citátu z Ciceronova De legibus (III, 3, 1 nn.) a citátu z Aristotelovi Politiky (1295b1nn.- IV,11.). Citáty jsou zde deklarací jasného a vyhraněného postoje k ústavě mezi občanem a státem, vycházejí z filozofických spisů Cicera (kromě De legibus zejména ze spisů De officiis a De republica), Aristotela (Politika) a Platóna (Ústava, Zákony) i Justiniánových zákonodárných spisů (Corpus iuris civilis). Horizontální pás s citáty pak rámuje na levé straně postava s křídly a erbem Wolfartů, na pravé straně dětská postava s křídly, v levici držící klenot s parožím, opírající se o erb, v němž jsou napsána písmena IMB.  Pro zobrazení geniů byly malíři vzorem grafické listy Hanse Sebalda Behama z roku 1535. Postupně jsou v pásu mezi oběma erby malovány nápisy, zleva doprava:
REPVBLICA NOMEN UNIVERSAE CIVITATIS EST, PRO
QVA MORI, ET NOS CVI TOTOS DARE, ET IN QVA OM
NIA NOSTRA PONERE ET QVASI CONSECRARI DE
BEMVS.
EO OMNIS VITAE NOSTRAE RATIO EST TRANSMIT
TENDA VT MAGNAM NOMINIS NOSTRI FAMAM
ET MAXIMIS IN REM PVBLICAM MERITIS COLLA

TIS POSTERIS RELINQVAMVS. 
(Jméno celé obce je stát, pro nějž jsme povinováni zemřít, jemuž jsme povinováni se cele dát, a v němž jsme povinováni se vzdát všeho našeho majetku a jemu se jakoby zasvětit. Tím směrem je třeba zaměřit způsob celého našeho života, abychom potomkům zanechali slávu svého jména, a to tím, že jsme státu prokázali největší zásluhy.)

AD REM PVBLICAM PLVRIMA VENIVNT COMMO
DA, SI MODERATRIX OMNIVM RERVM PRAESTO
EST SAPIENTIA HINC AD IPSOS QVI EAM ADEP
TI SVNT, LAVS, HONOR, DIGNITAS CONFLVIT.
EST BONI MAGISTRATVS, COMMODA CIVI
VM DEFENDERE NON DIVELLERE ATQVE OM

NES AEQVITATE EADEM CONTINERE. 
(Státu přinese největší užitek, bude-li všechny věci řídit moudrost. Všem, kdož se jí drží, z toho vzejde chvála, pocty a hodnosti. Dobrá správa má chránit práva občanů, nikoli je rozvracet, a všechny spojovat týmž smyslem pro rovnost.)

CIVIS EST IS, QVI PATRIAM SVAM DILIGIT
AC BONOS OMNES, SALVOS, INCOLVMESQ
DESIDERAT CIVEM OPORTET AEQVO ET PARI
CVM CIVIBVS IVRE VIVERE NEQVE SVBMISSVM
NEQVE ABIECTVM NEC SESE EFFERENTEM TVM IN
REPVBLICA EA VELLE QVAE TRANQVILLA ET HO

NESTA. 
(Občan je ten, kdo svou vlast miluje a přeje si, aby byli všichni dobří živi a zdrávi. Občan má mít vůči ostatním rovné a stejné právo, nemá být ani ponížený ani hrubý ani se nemá vynášet. V takovém státě pak může žít v klidu a cti.)

MILLIES PERIRE EST MELIVS QVAM IN SVA CI
VITATE SINE ARMORVM PRAESIDIO NON POS
SE VIVERE PRAESIDIVM CHARITATE ET BENEVO
LENTIA CIVIVM SEPTVM OPORTET ESSE NON
ARMIS ILLA NON EST CIVITAS CVM LEGES IN
EA NIHIL VALENT CVM IVRA TACENT ET

CVM MORES DEPRIMVNTVR.
(Mnohem lépe je zemřít, než nemoci žít bez ochrany zbraní. Je žádoucí, aby bezpečnost byla zajištěna láskou a dobrou vůlí občanů. To není obec, kde neplatí, právo mlčí a mravy nic neznamenají.)

NIHIL EST TAM APTVM AD IVS CONDITIO
NEMVE NATURAE QVAM LEX, SINE QVA NEC DO
MVS VLLA NEC CIVITAS, NEC GENS, NEC HOMI
NUM VLLVM GENVS STARE, NEC RERVM NATV
RA OMNIS, NEC ETIAM IPSE MVNDVS STARE
POTVERIT.
IN OMNI CIVITATE SVNT TRES SPECIES HOMINVM SCI
LICET DIVITES MEDIOCRES ET PAVPERES INTER QVOS
OPTIMI SVNT MEDIOCRES QVIA MEDIVM SEMPER EST

OPTIMVM ARISTO LIB 4 POLITICO. 
(Nic není tak vhodné pro právo a patrně i pro přírodní podmínky jako zákon, bez něhož by nemohl trvat žádný dům, ani obec, ani rodina, ani žádný národ, ani veškerý přírodní řád, ani sám svět. 

V celé obci existují tři druhy lidí, totiž bohatí, prostřední a chudí, mezi nimi jsou nejlepší prostřední, neboť střed je vždy nejlepší. Aristoteles, kniha 4, Politika.)

ARBORES VETVLAE ET INVIDAE ARBVSCVLAS
SVBNASCENTES NON NVNQVAM SVIS RAMIS
IMPEDIVNT.NEC EFFLORESCERE SINVNT. SIC FA
CIVNT QVIDAM SENES IN MAGISTRATV CVM
VIDENT BONAE INDOLIS IVVENEM INVIDIA CAP
TI VARIIS MODIS DEPRIMVNT NEC PROFICERE
SINVNT.
MVLTORVM IMPROBITATE DEP(R)ESSA VERITAS

TANDEM EMERGIT IN LVCEM. 

(Staré a závistivé stromy překáží někdy svými větvemi stromečkům pod nimi rostoucími a nedovolují jim vykvést. Tak činí někdy i staří na úřadě, když vidí nadanou mládež, tu ze závisti ji různými způsoby potlačují a nedovolují ji vyniknout. Pravda, špatností mnohých potlačená, nakonec se dostane na světlo.) 

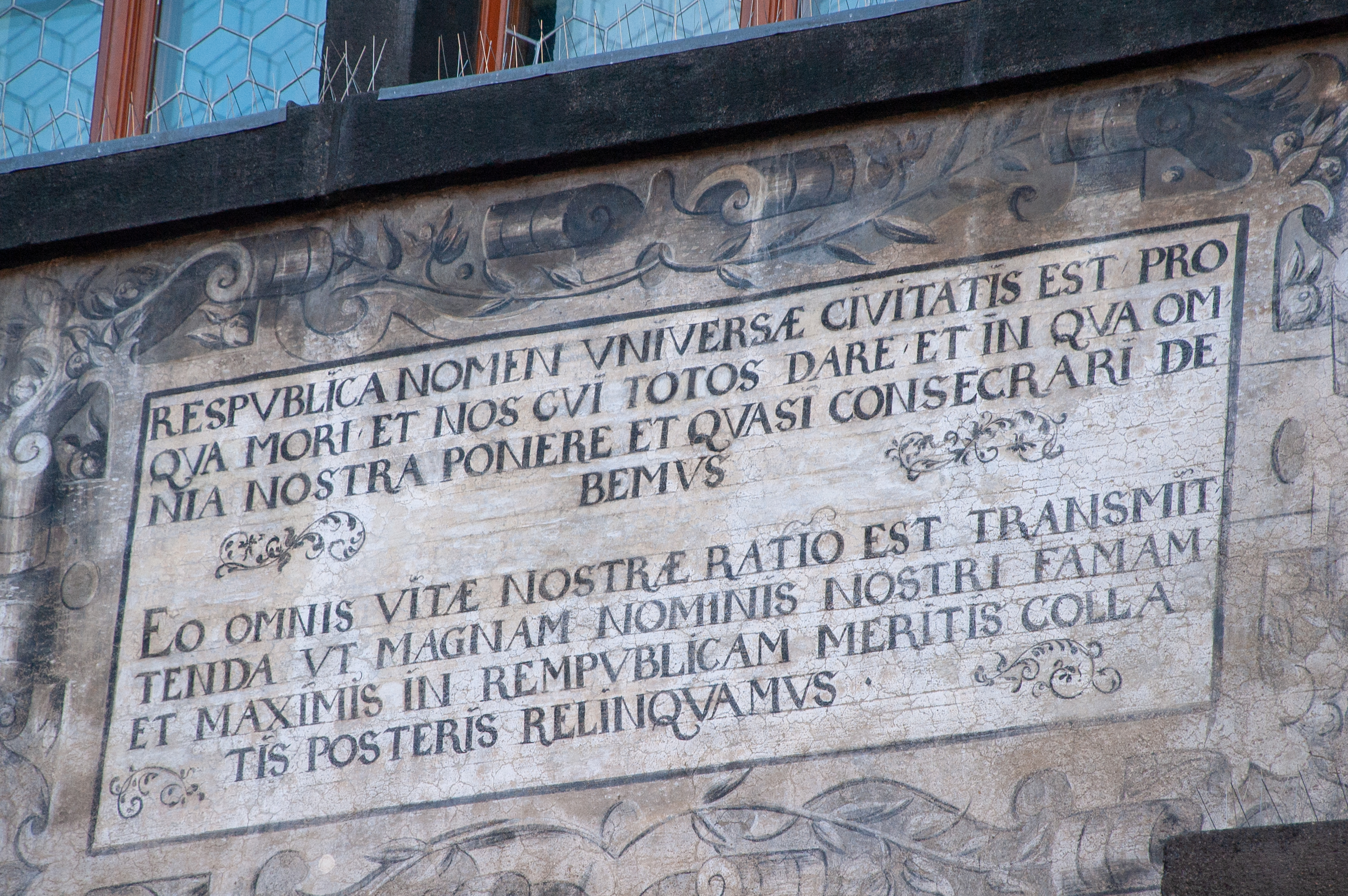
Stará radnice, detail 1. nápisu pod okny prvního patra
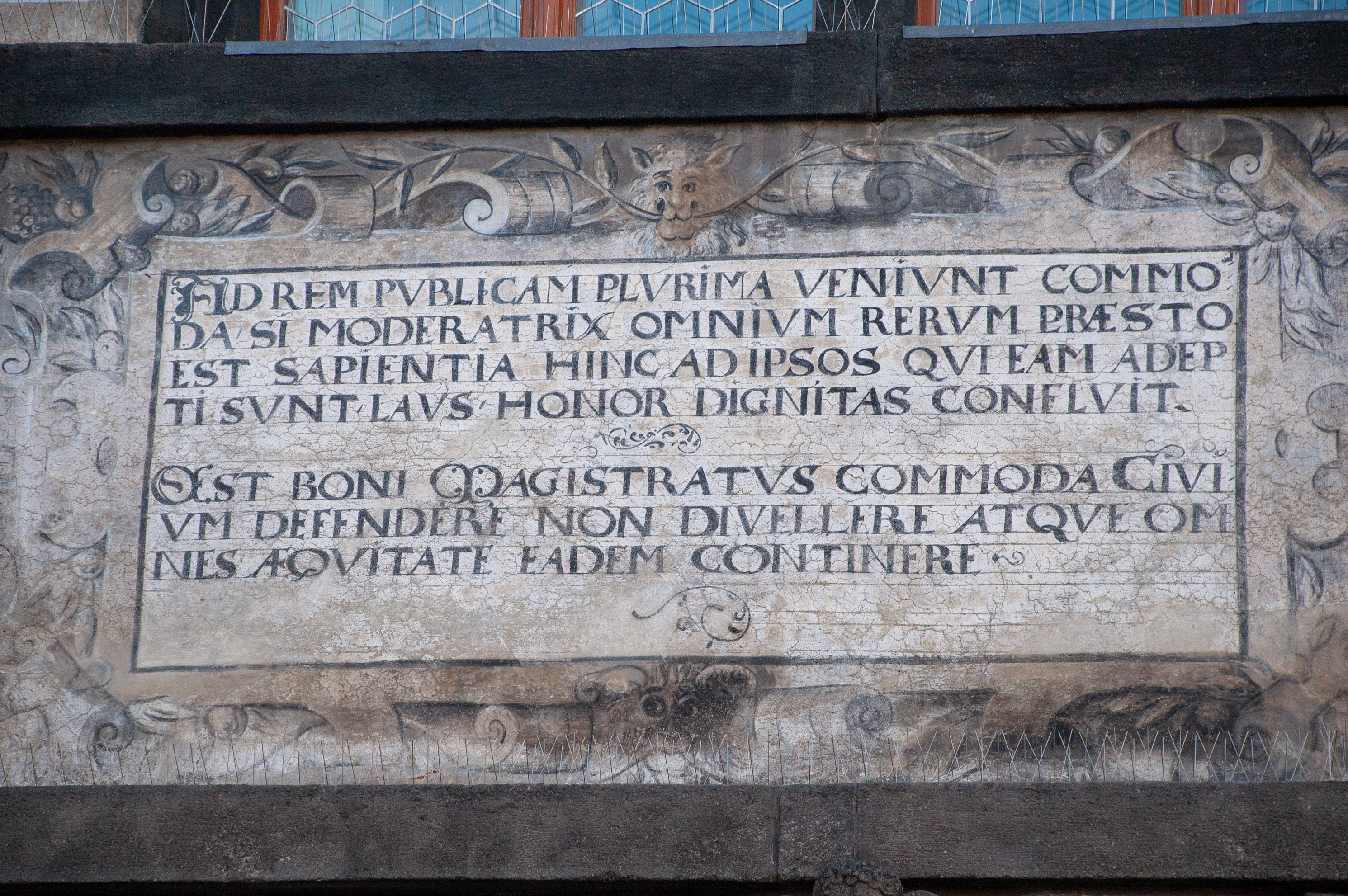
Stará radnice, detail 2. nápisu pod okny prvního patra
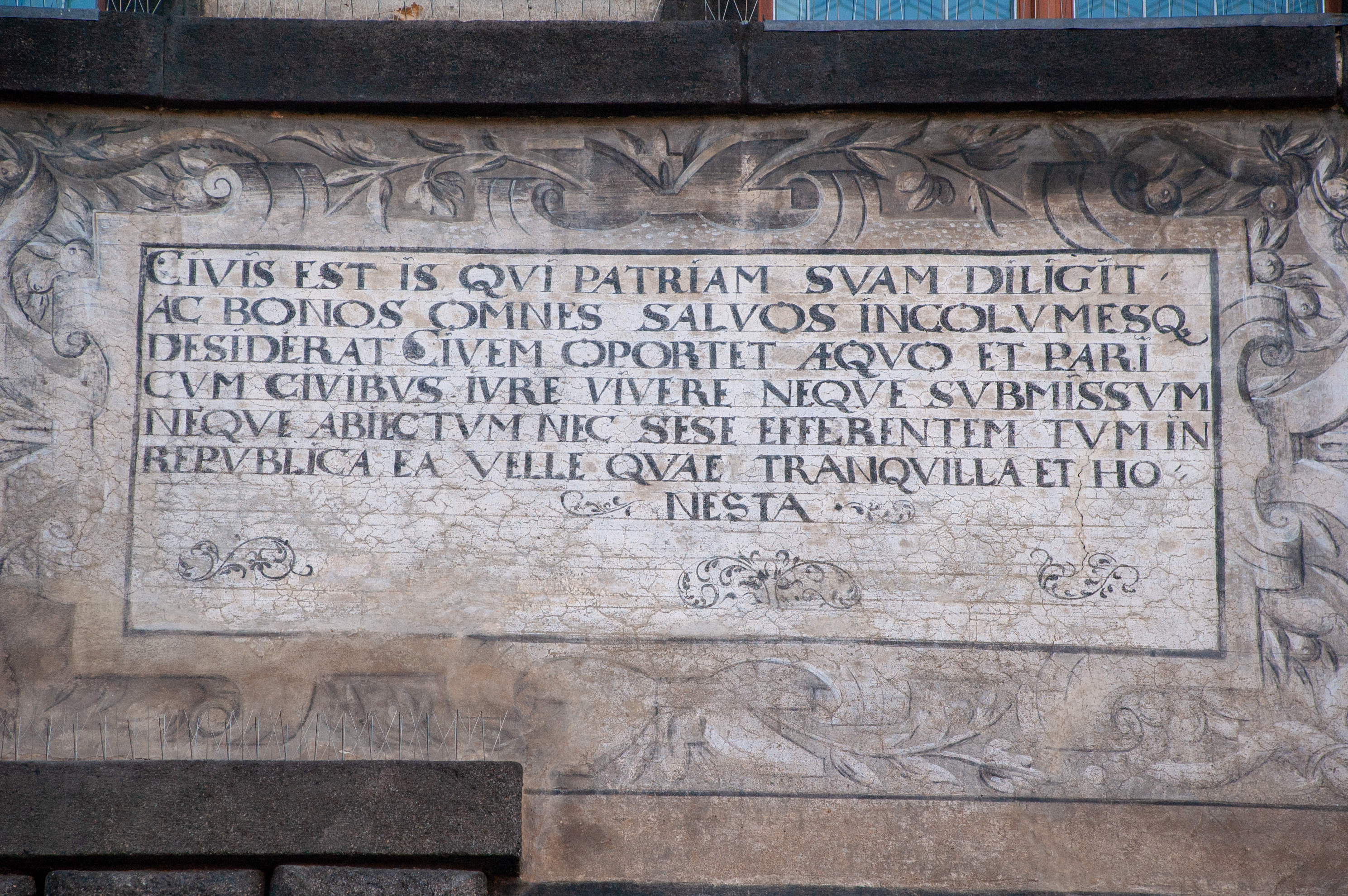
Stará radnice, detail 3. nápisu pod okny prvního patra
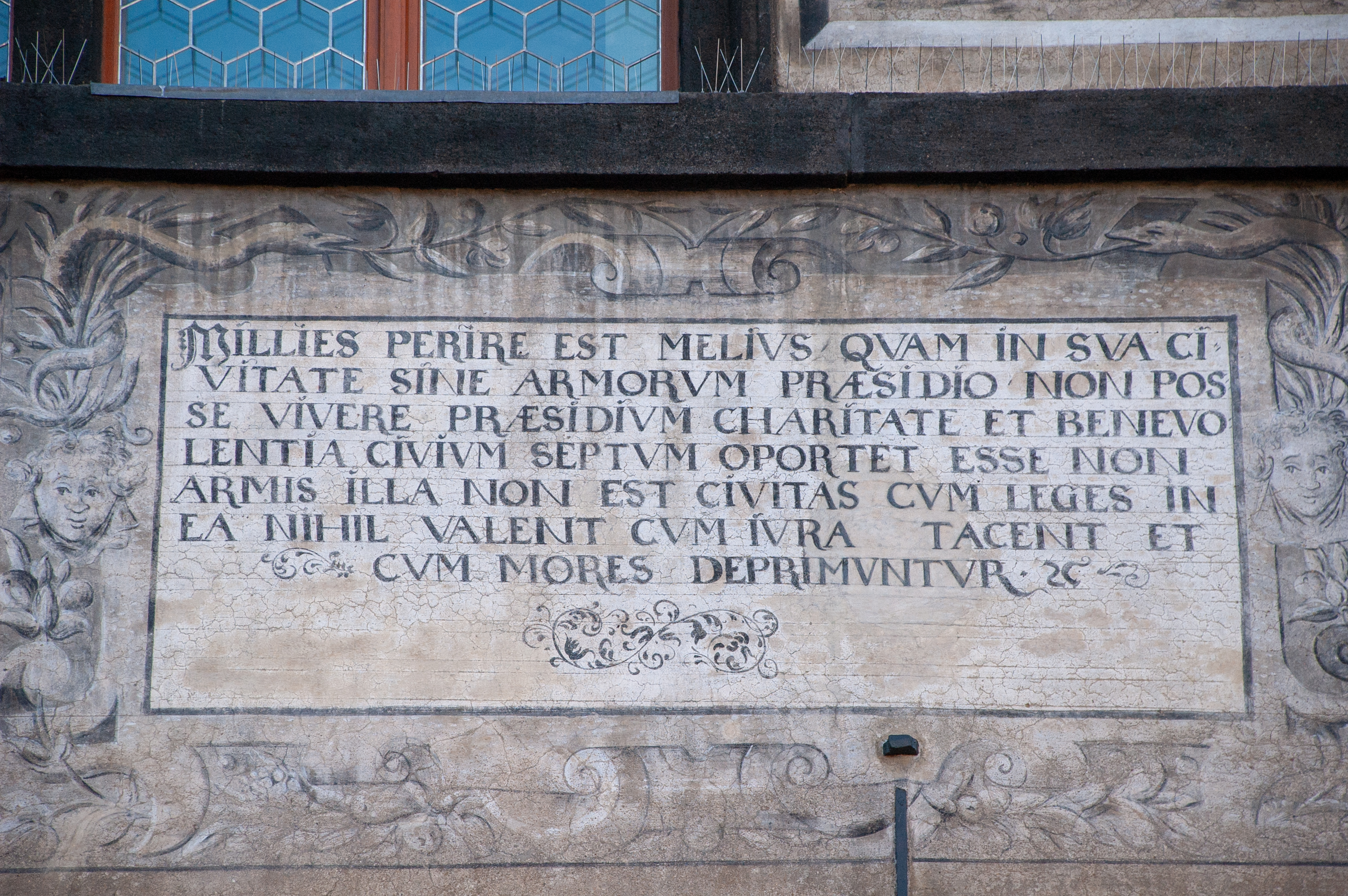
Stará radnice, detail 4. nápisu pod okny prvního patra
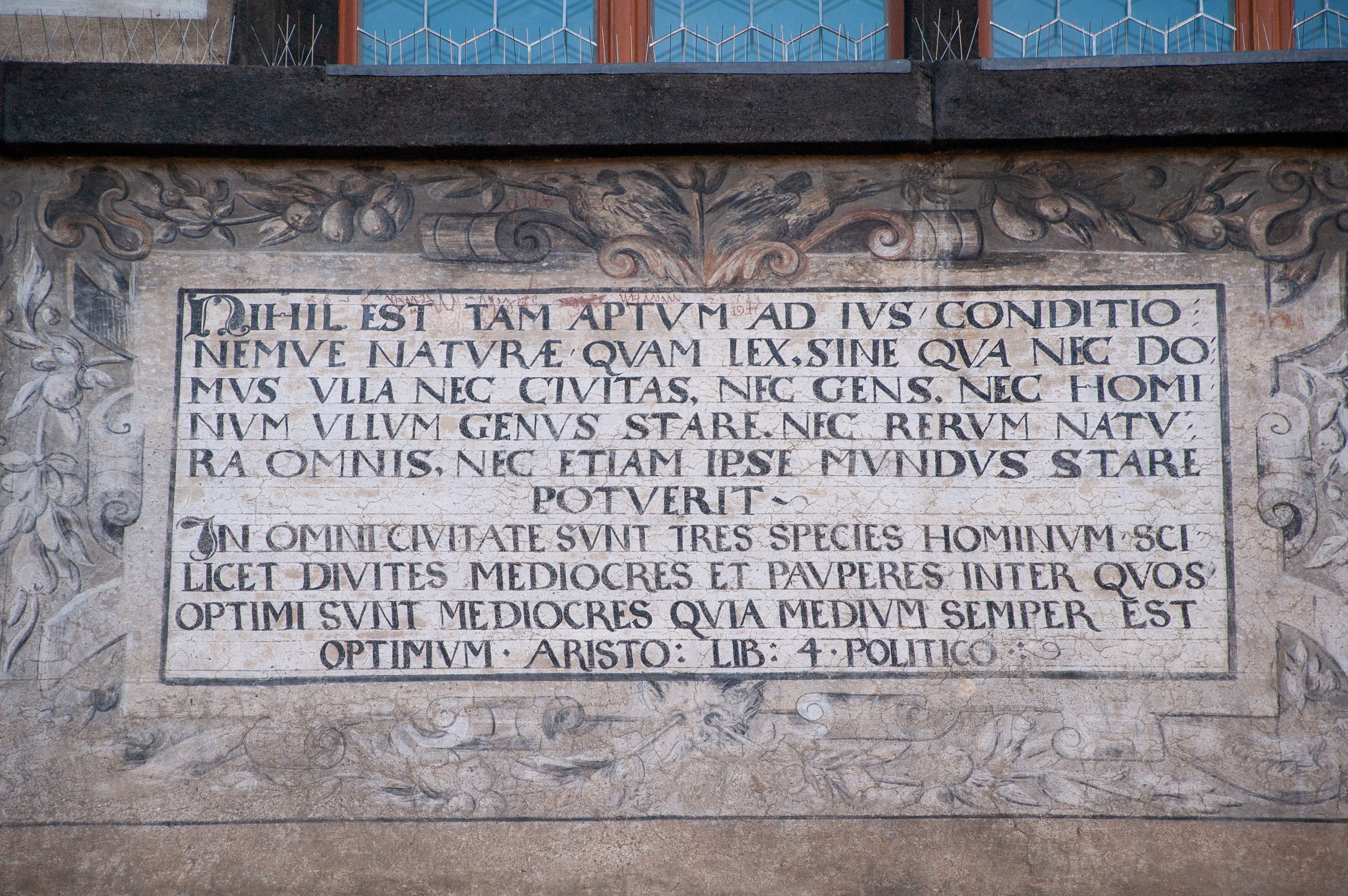
Stará radnice, detail 5. nápisu pod okny prvního patra
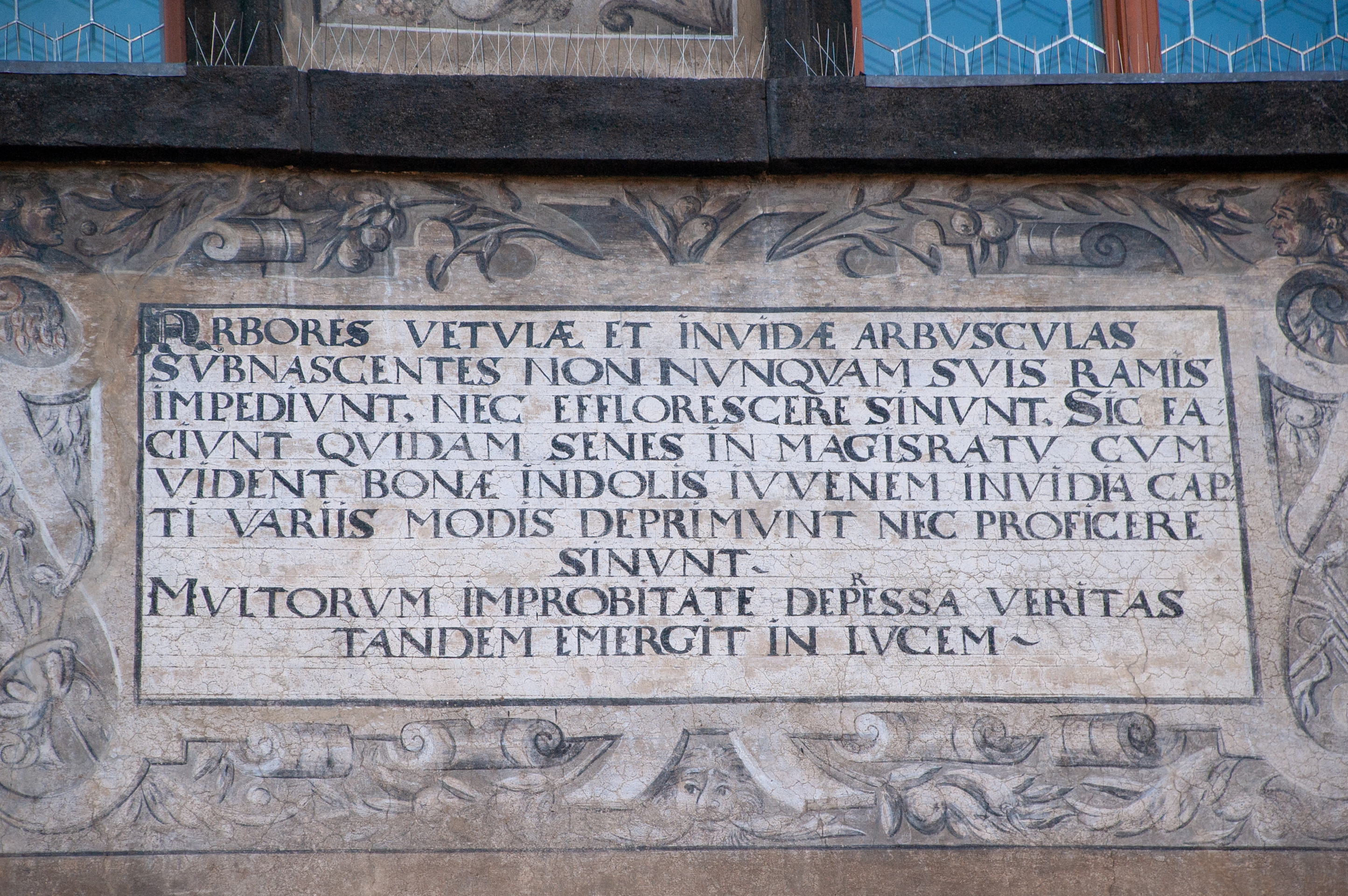
Stará radnice, detail 6. nápisu pod okny prvního patra

### Třetí horizontální pás malířské výzdoby
Vyplňují převážně velká sdružená okna prvního patra. Ve středu fasády pak dominuje obraz Herkula zabíjejícího Hydru. Postava Herkula byla v renesanci značně rozšířená a oblíbená pro své hrdinské skutky, kdy Herkules vítězí pomocí své nadlidské síly a schopnosti porazit jakéhokoliv protivníka. Postava Herkula byla obecně chápána jako symbol vítězství dobra nad zlem, ctností (zde především spravedlnosti) nad neřestmi či bezprávím (souboj s Hydrou je pro běžného člověka nekonečný, za každou useknutou hlavu Hydře narostou další dvě hlavy). Postava Herkula je zároveň vykonavatelem trestu. Je zde tak kromě moci soudní pravděpodobně rovněž i symbolem moci výkonné – zde především obce (na fasádě radnice jsou tak prezentovány všechny druhy moci ve státě nebo obci – zákonodárná, soudní a výkonná). Jako předloha pro výjev posloužil téměř identický grafický list s Herkulem Virgila Solise z let 1530-1562.

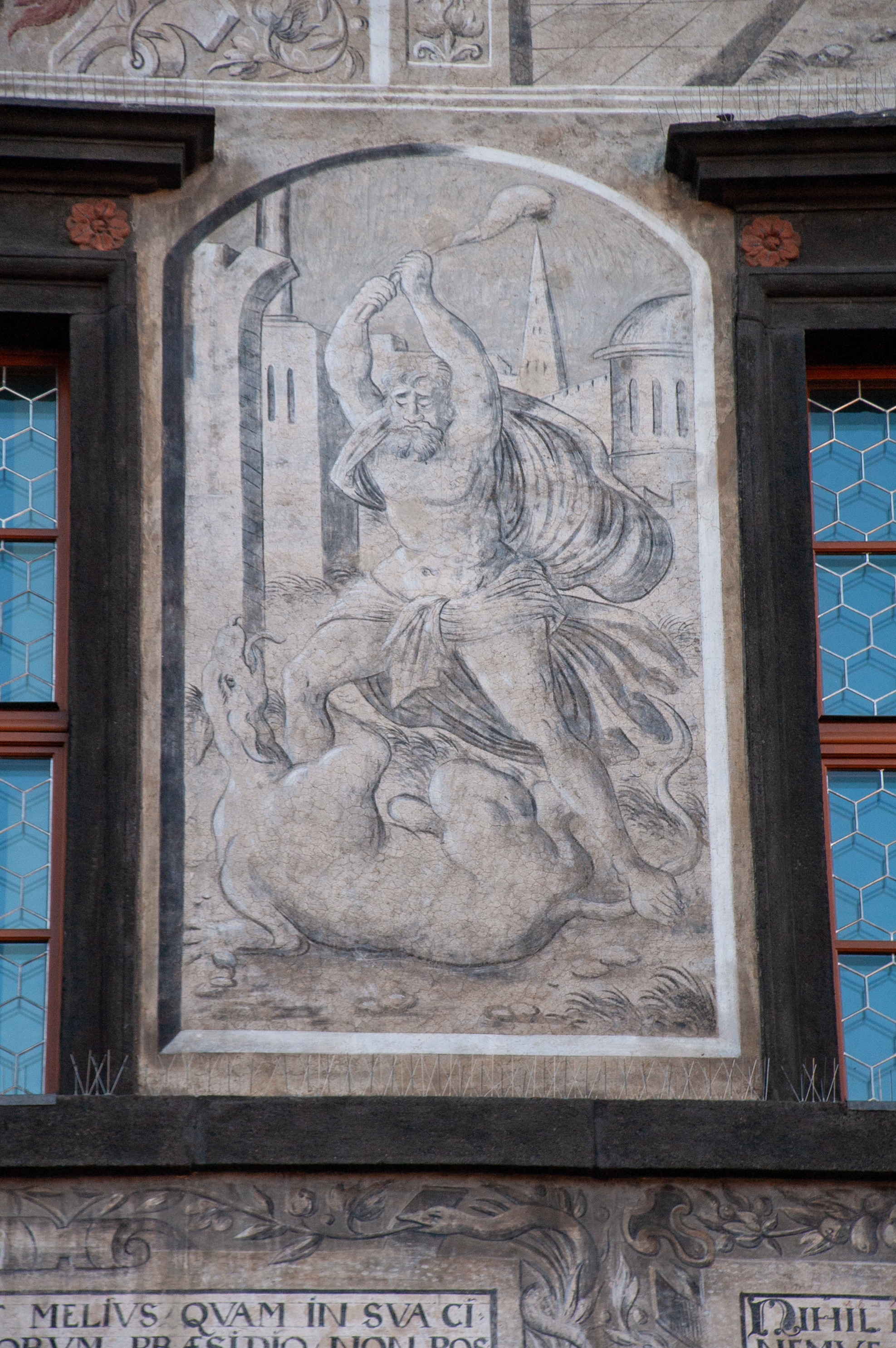
Stará radnice, Herkules zabíjí Hydru
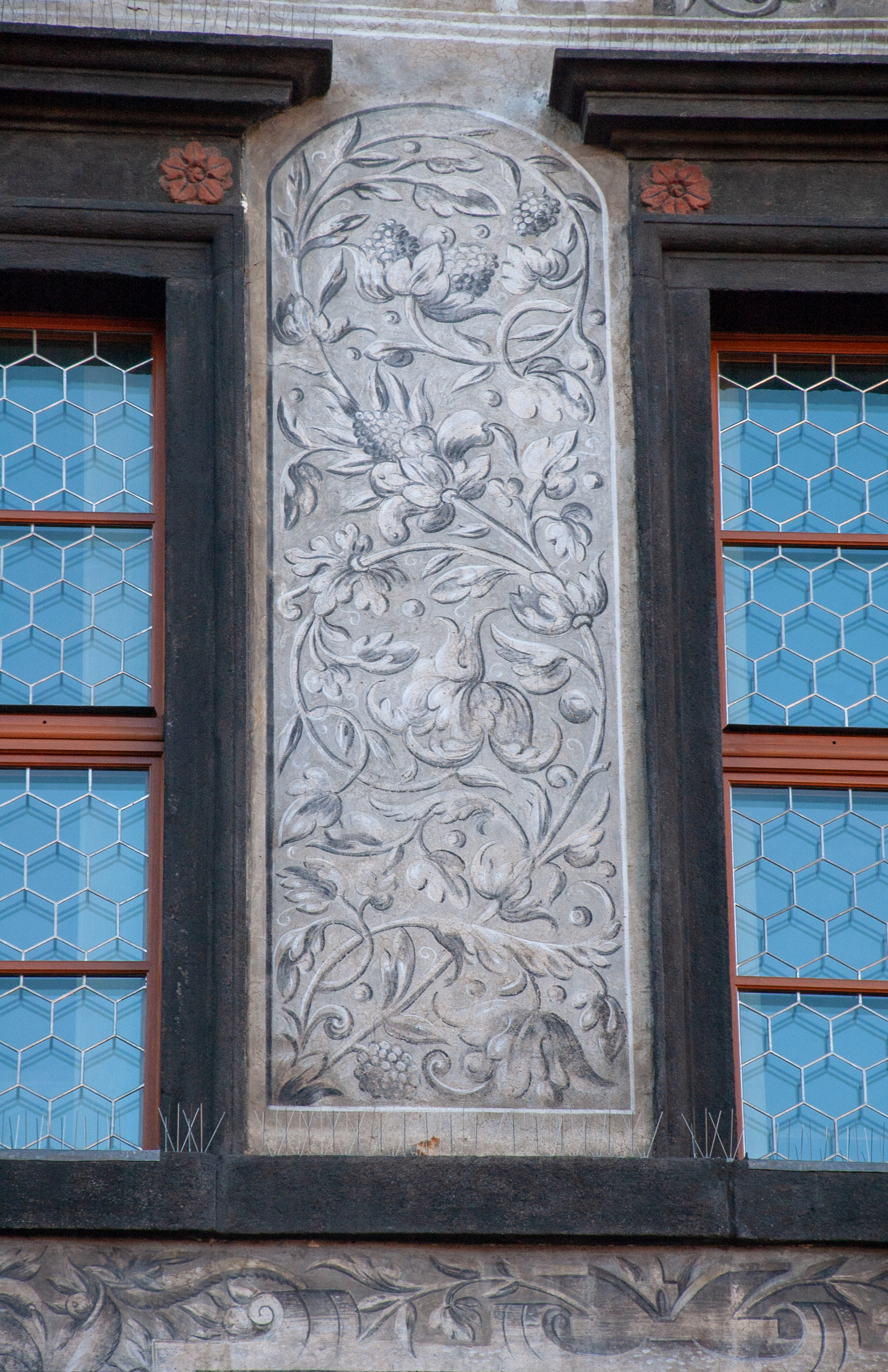
Stará radnice, dekor s vinnou révou mezi okny prvního patra

### Čtvrtý horizontální pás výzdoby
Ve čtvrtém pásmu jsou zobrazeny dvě biblické scény se soudní tematikou a dvě scény s antickou soudní tematikou, ve středu je pak zobrazen erb Viléma z Rožmberka. První z biblických scén je "Šalamounův soud", druhá scéna pak zobrazuje v jediném obrazu tři výjevy ze starozákonního příběhu o Zuzaně ("Pokušení Zuzany", "Soud nad starci", čerpající kompozičně z Apellovi pomluvy a "Ukamenování starců"). Napravo od erbu Viléma z Rožmberka je jako první z antických scén zobrazen "Thébský soud", na obraze je zobrazeno dvanáct soudců, jedenáct z nich má useknuté ruce a vrchní soudce má zavázané oči. Výjev zobrazuje význam spravedlnosti nepodléhající darům a prosbám. Na dalším obraze jsou zobrazeny dvě scény z "Kambýsova soudu": "Potrestání nespravedlivého soudce Sisamna perským králem Kambysem" a "Dosazení Sisamnova syna Otana na soudcovskou stolici". Zkorumpovaný soudce Sisamnes byl za nespravedlivý rozsudek stažen za živa z kůže, na soudní stolici byl pak dosazen jeho syn a k čalounění soudcovského křesla, na kterém seděl, byla použita Sisamnova lidská kůže, to aby pamatoval, že má soudit spravedlivě.  

Výjevy Šalamounova soudu, Thébského soudu a Kambýsova soudu jsou inspirovány titulním grafickým listem Hanse Sebalda Behama z knihy Justina Göblera "Der Gerichtlich Prozeß" (Soudní proces) vydané ve Frankfurtu nad Mohanem v roce 1542. Inspirace je zde především tematická a kompoziční, pro jednotlivé výjevy pak byly dále použity i další zdrojové grafické listy pro co nejpřesvědčivější ztvárnění daného tématu. Pro zobrazení Šalamounova soudu se tedy malíř inspiroval rovněž grafickým listem (SSALOMAUN) z české Melantrichovi Bible vydané v roce 1570, pro postavu vojáka zcela vlevo ve stejné scéně pak byl využit i grafický list (ESTHER V.) Josta Ammana z knihy "Neuwe biblische Figuren des Alten und Neuwen Testaments" (Sigmund Feyerabend, 1564). Scény Kambýsova soudu jsou inspirovány také malbami Gerada Davida z diptychu namalovaného v roce 1492 pro radnici v Brugách. Pro zobrazení Thébského soudu posloužil jako inspirace i grafický list z dvoustrany č. XII, zobrazující Pompeia, z knihy "Der teutsch Cicero" (Heinrich Steiner, Augsburg, 1534). Pro zobrazení Zuzany v lázni byla použita rytina Pietera van der Heydena, kterou v roce 1556 vytiskl Hieronymus Cock. Pro vedlejší Soud nad starci pak byla předlohou rytina Bernarda Salomona (EXODE V.) z knihy ilustrací ke Starému zákonu ("Quadrins historiques de la Bible"), vydané Jeanem de Tournes v Lyonu v roce 1558 (mohla jí být ale i smaltovaná mísa na ovoce s vyobrazením Mojžíše před faraónem, která vznikla kolem po roce 1550 v Limoges, v dílně Pierra Reymonda, pro kterou byla výše uvedená rytina vzorem). Z této francouzské Bible byly pravděpodobně přejaty i některé drobné detaily a postavy i pro další výjevy na fasádě (EXODE XVIII. – trůn Thébského soudu, pravá postava v pohybu u Kambýsova soudu; IIII. ROIS XXV. – trůn Šalamounova soudu i král Šalamoun a částečně i postava vojáka vedle něho).  

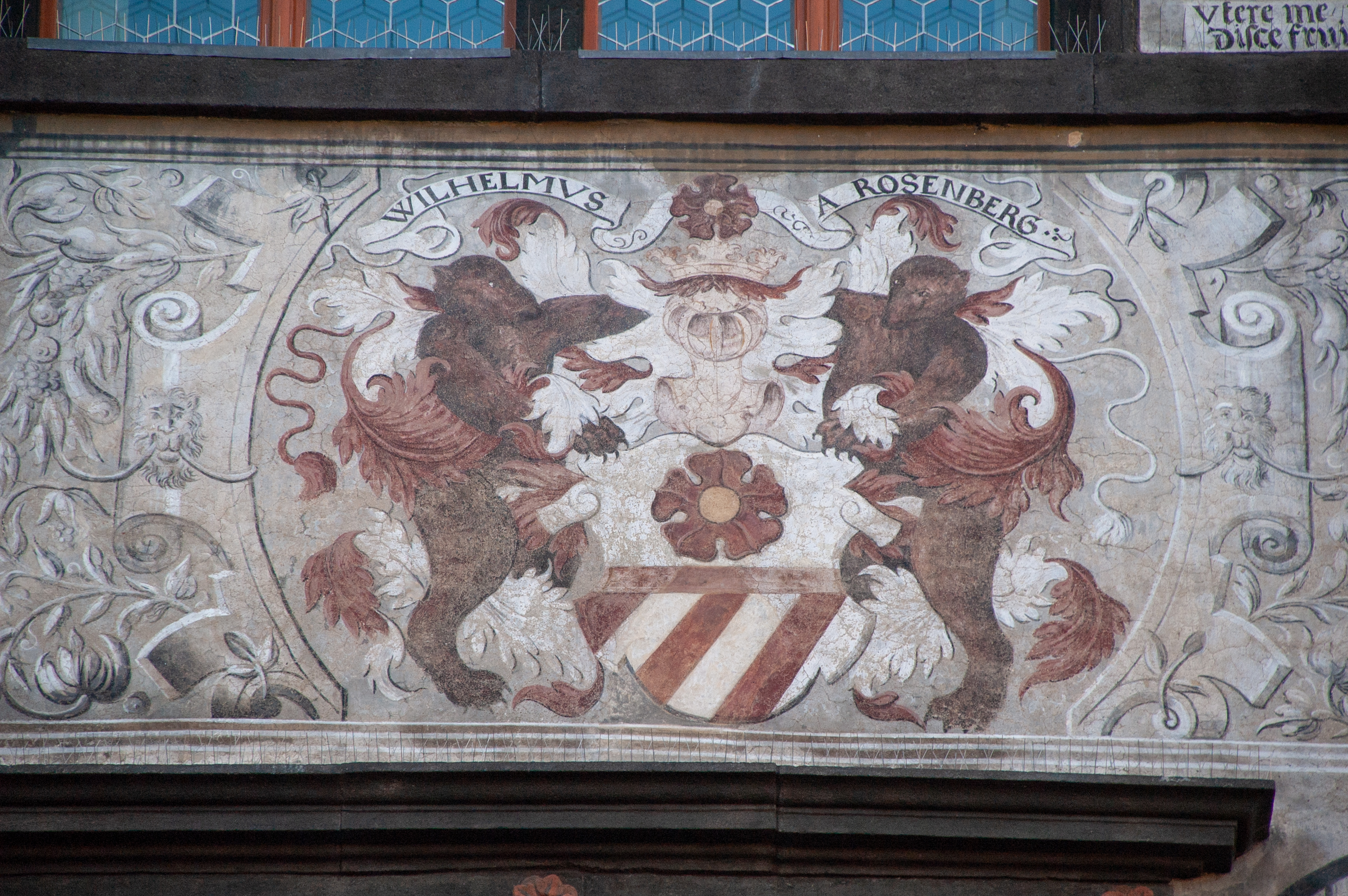
Stará radnice, erb Viléma z Rožmberka
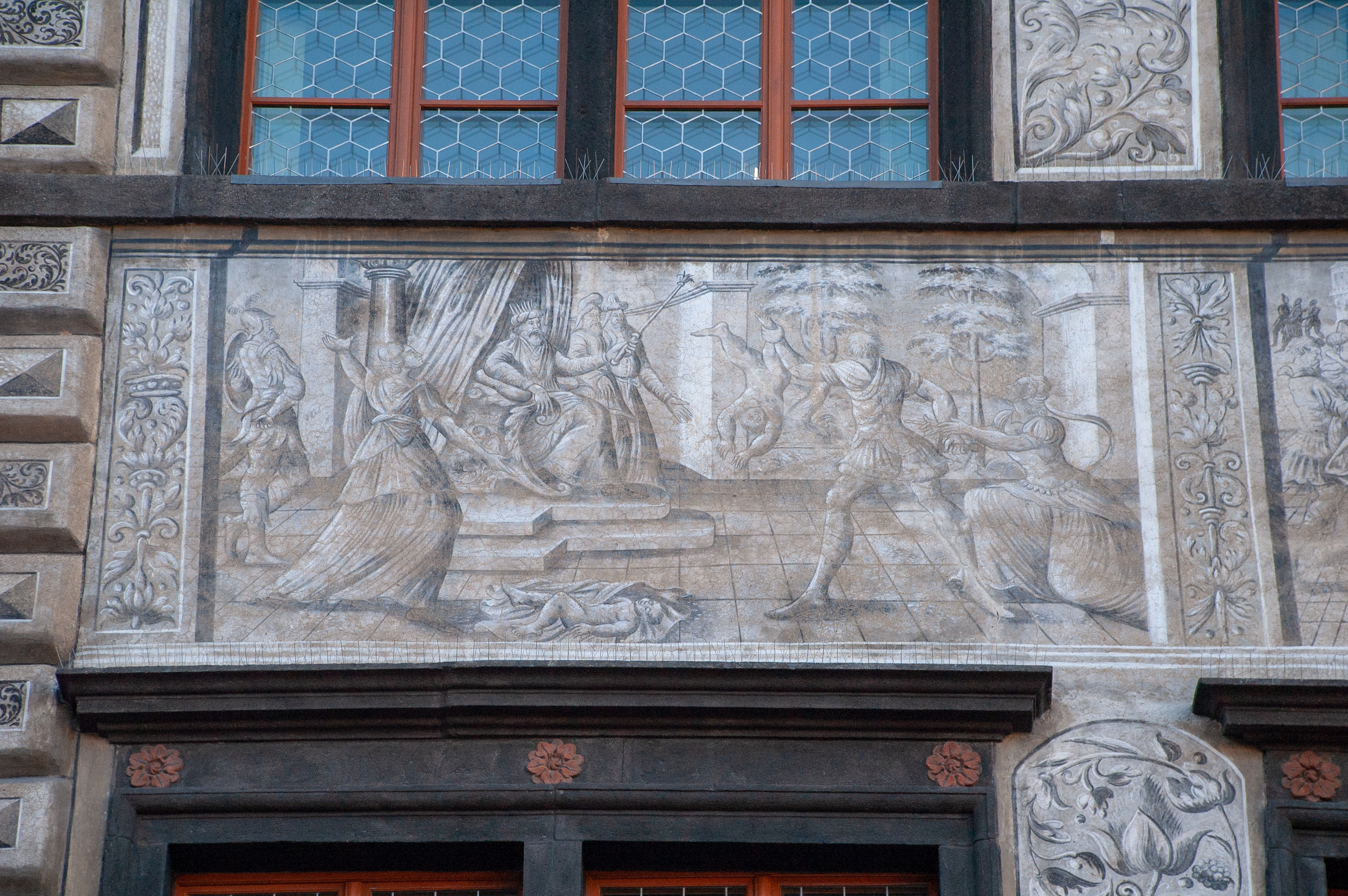
Stará radnice, Šalamounův soud
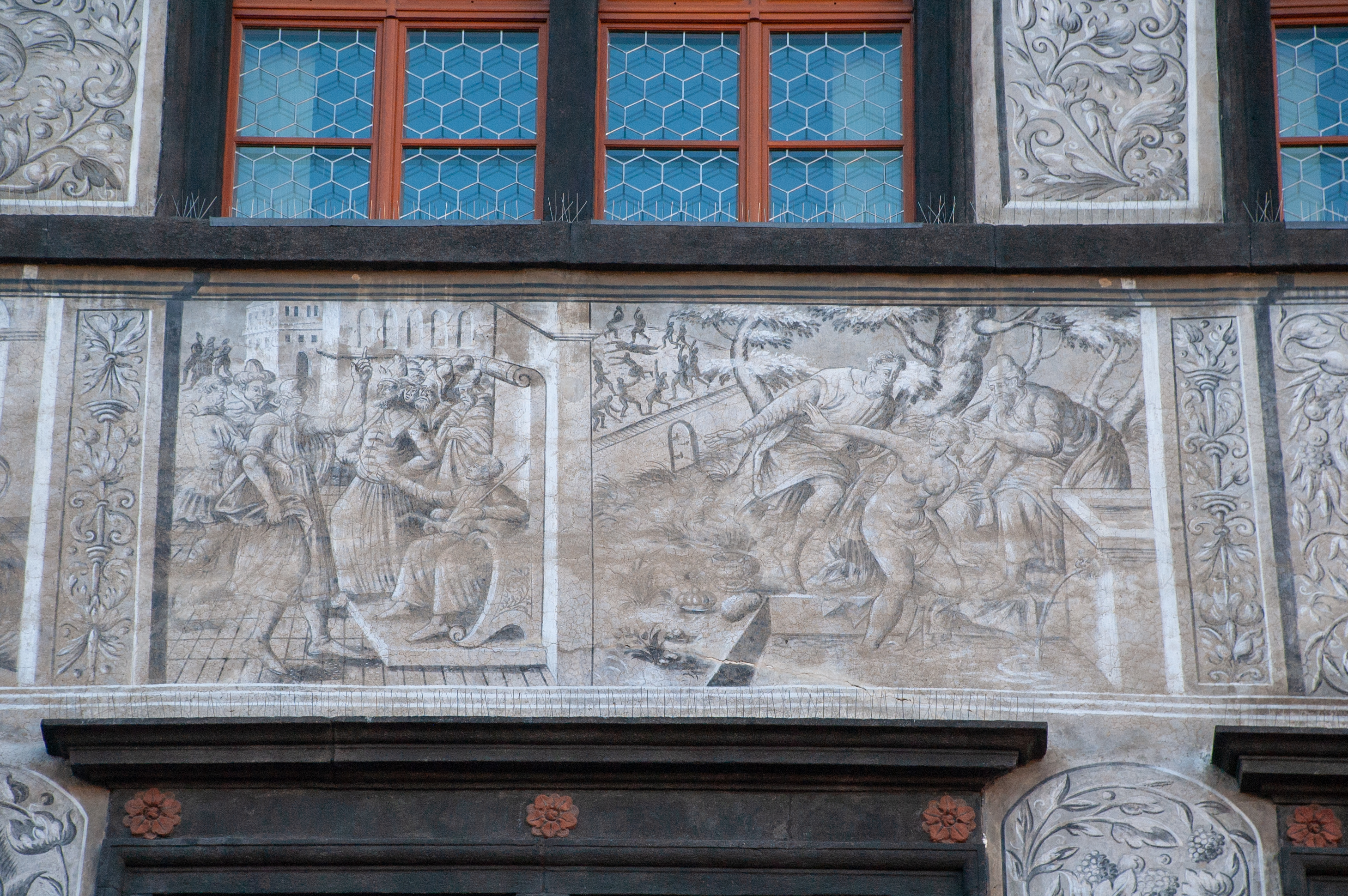
Stará radnice, Pokušení Zuzany, Soud nad starci a Ukamenování starců
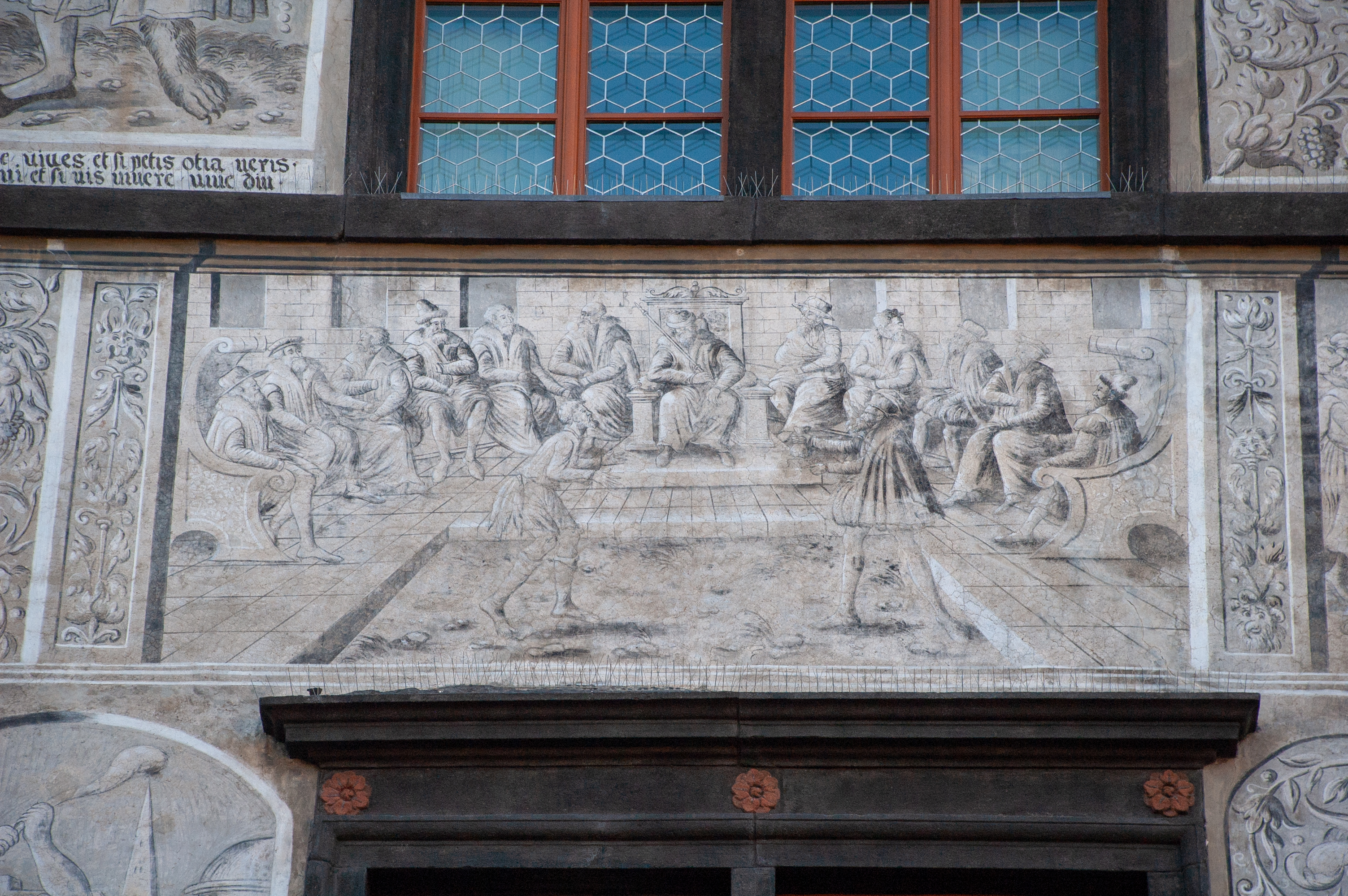
Stará radnice, Thébský soud
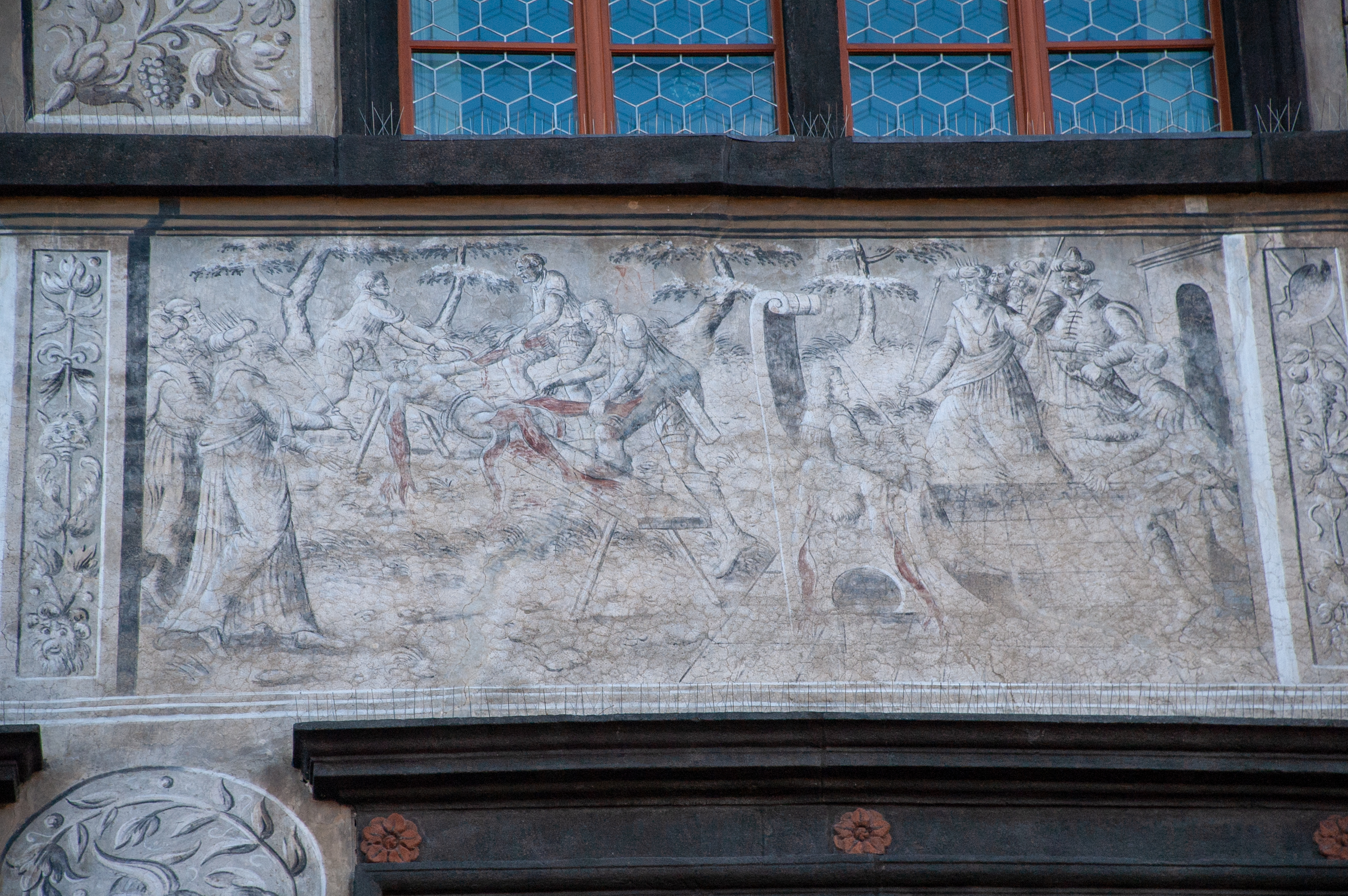
Stará radnice, Kabýzův soud
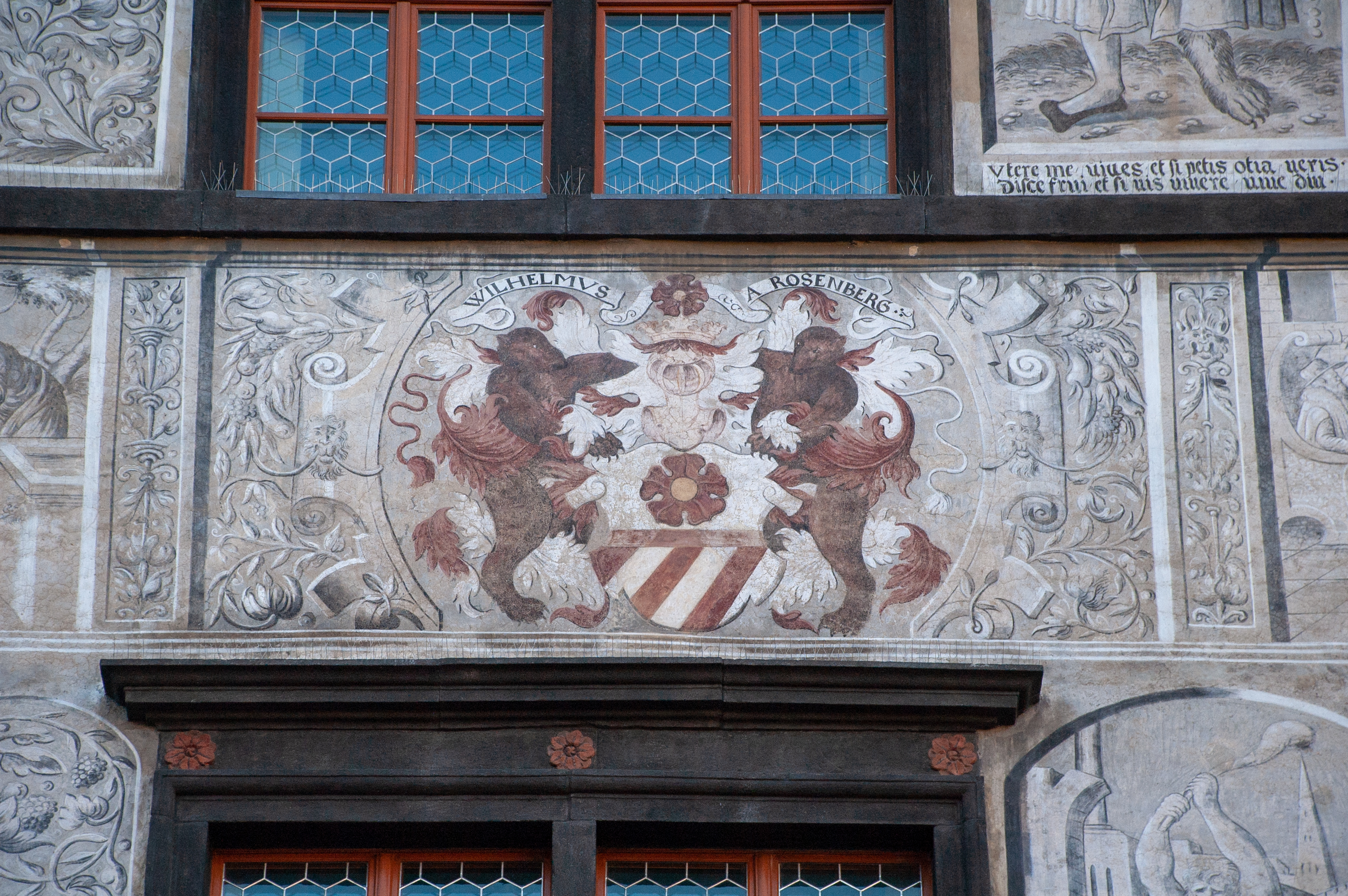
Stará radnice, mezi prvním a druhým patrem, erb Viléma z Rožmberka

### Pátý pás fasádní výzdoby
Vyplňují převážně velká sdružená okna druhého patra, meziokenní prostory jsou pak vyplněny dekorem s pnoucí vinnou révou. V centru horizontálního pásu se pak se nachází orámovaný figurální obraz s obloukovým zakončením. Obraz znázorňuje postavu vousatého muže, v ústech držícího meč a lilii, na prsou má lví hlavu a v pravici drží plný měšec, zatímco z druhé levé svěšené ruky trousí mince. Pravou nohu má lidskou a levou medvědí. Postava zobrazuje grafický přepis humanistické básně Ulricha von Huttena „VIR BONUS“ („Dobrý muž“). Pod postavou je namalován nápis, který je citací 31. a 32. verše z výše zmiňované Huttenovi básně Vir bonus a pro jeho porozumění je vhodné jej doplnit i o dva následující verše: 
"Utere me, vives, et si petis otia veris / Disce frui, et si vis vivere, vive diu / Nulla salus, corrupta quies, insana cupido / Est animo vitiis criminibusque dato" (ve volném překladu: "Raduj se z přátelství se mnou, a jestliže toužíš po odpočinku / uč se radovat z pravd, a / jestliže si přeješ žít, žij je každým dnem. / Žádné bezpečí, falešný klide, divoká touha / zločiny a hříchy pro duši, jež ti byla dána)"

Básník nás tedy nabádá k pravdě a varuje nás před inklinací ke hříchu. Text pouze doplňuje postavu o atributy, které nejsou zobrazeny přímo na obraze. Báseň a obraz na fasádě oslavují ctnosti Dobrého muže, který umí naslouchat (dopředu natočené a na vrch hlavy posunuté uši), který víc naslouchá a méně mluví, který sluchem dokáže rozlišovat pravdu od lži. V ústech má muž, podobně jako na některých středověkých zobrazeních Krista, lilii a meč, symboly milosti a trestu, soudu a spravedlnosti. Lilie, symbolizuje mírnost a rozvážnost soudu Dobrého muže, který svým slovem tiší, nabádá a také vzdělává. Dobrý muž musí být dobrým řečníkem. Mečem pak muž špatné trestá a dobré chrání. Lví hlava na hrudi muže je symbolem statečnosti, kterou musí dobrý a spravedlivý muž vládnout. Medvědí noha je pak, pro svou šíři, symbolem pevnosti a stálost názorů. K dobré správě věcí veřejných, k šetrnosti a zároveň také adekvátní štědrosti poukazuje ruka s měšcem a ruka trousící peníze. Zobrazení Dobrého muže je tedy určitým manuálem dobrého muže, který koná v duchu etiky a je ideálem ctnostného života v raně novověké společnosti a zároveň zde také specifikuje ideální požadavky na výběr zastupitelů obce (republiky). Vzorem pro zobrazení „Vir bonus“na fasádě radnice se stal grafický list dřevořezu H. S. Behama, otištěného ve zmiňované knize Ulricha von Huttena Vir Bonus, vydané ve Frankfurtu n. M. v roce 1538. První knižní vydání básně pochází ale již z roku 1513, grafické vyobrazení Vir Bonus je zde mírně odlišné a zřejmě posloužilo i jako vzor pro pozdější grafický list H. S. Behama. Vyobrazení Dobrého muže navazuje na citáty druhého horizontálního pásu, týkajících se Dobrého občana, vztahem mezi Dobrým občanem a Dobrým mužem se ve své Politice zabývá Aristotelés (Dobrý občan nemusí být Dobrým mužem, Dobrý občan respektuje zákony státu, Dobrý muž vyniká navíc ctnostmi). Ideu Vir Bonus dále rozvíjí římští stoikové jako Cicero (zejména v De officiis), Cato a Quintilianus. Pouze Dobrým můžům by měla být svěřována správa věcí veřejných.

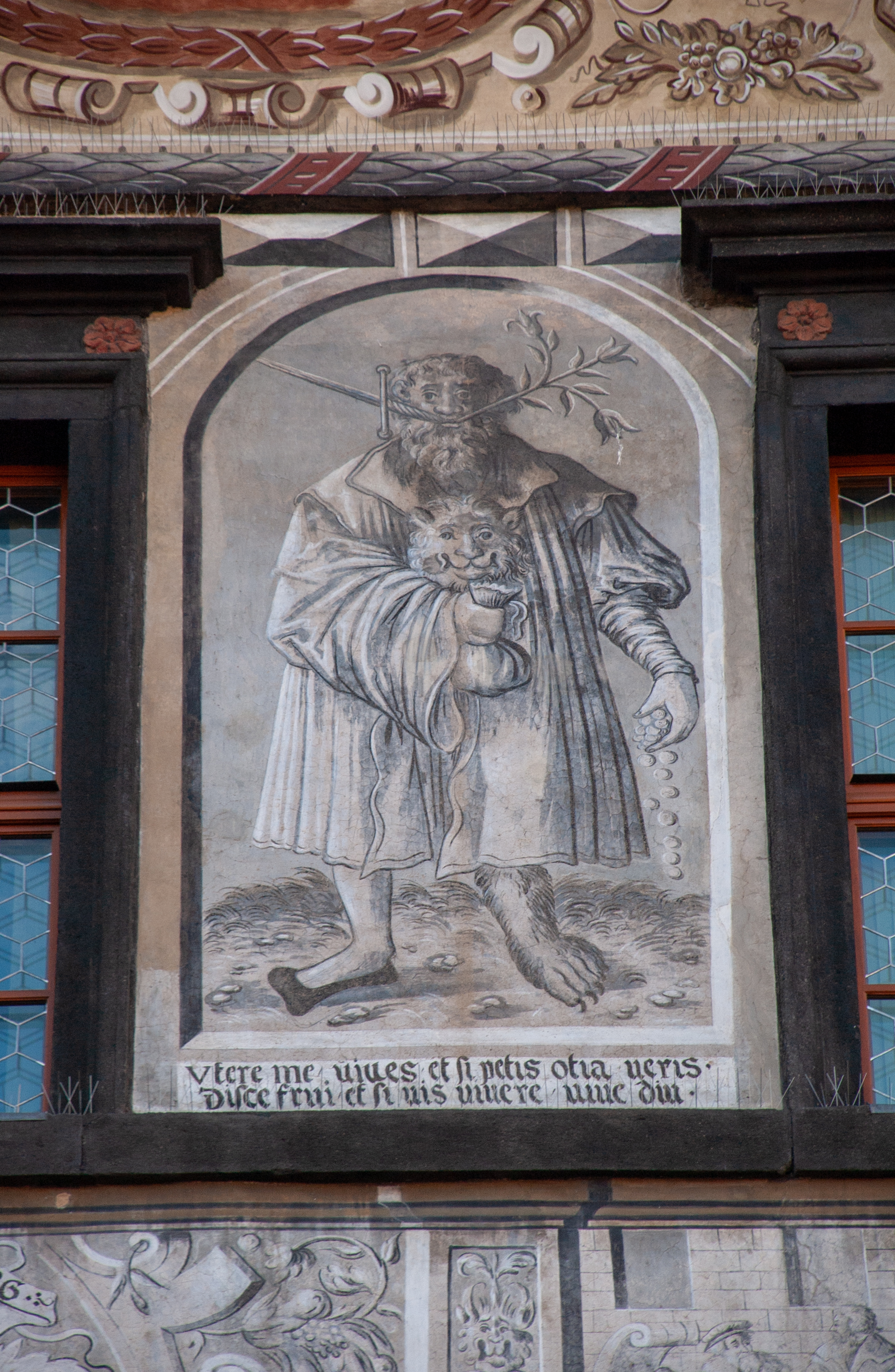
Stará radnice, VIR BONUS (Dobrý muž)
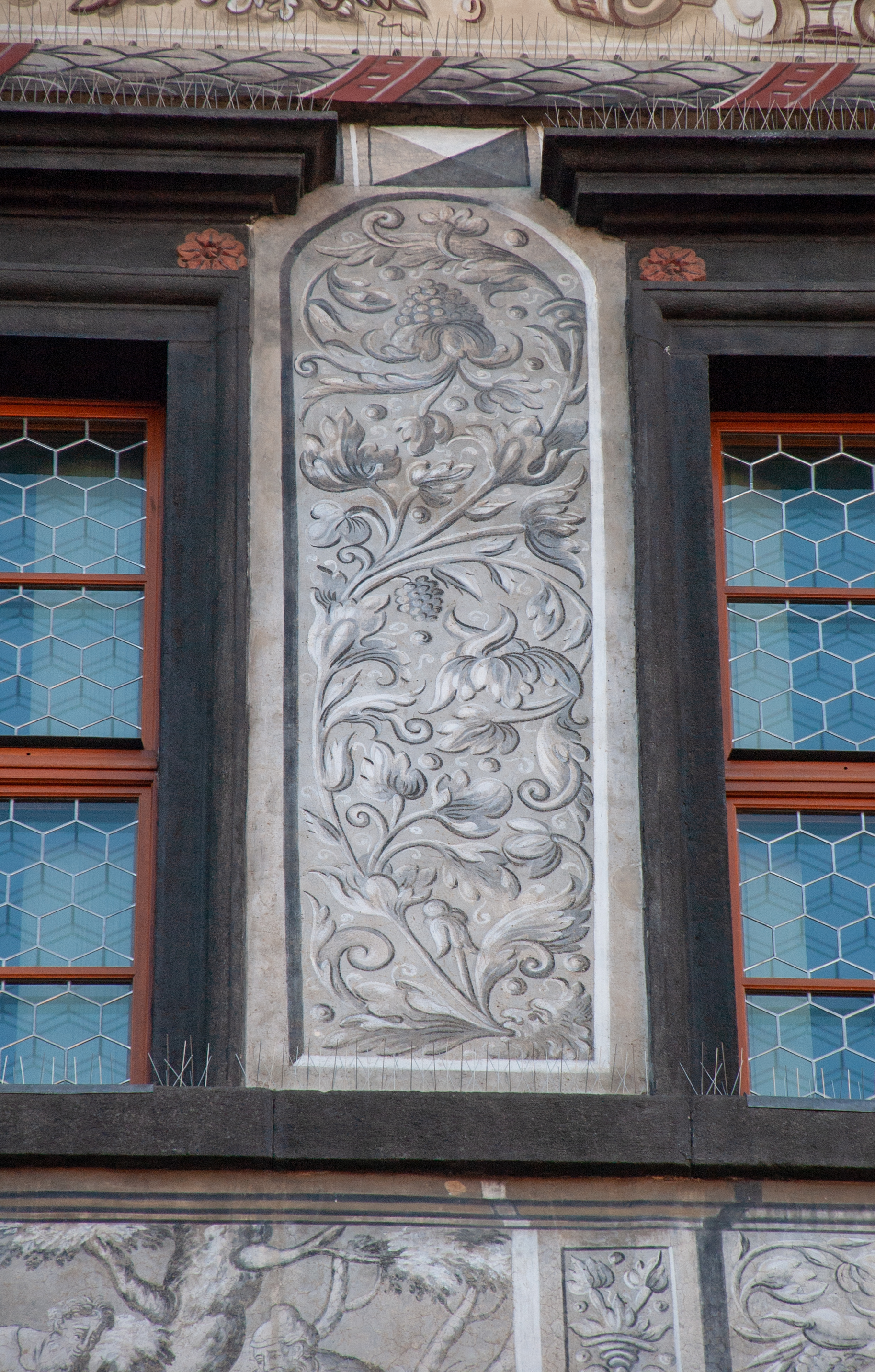
Stará radnice, dekor s vinnou révou mezi okny druhého patra

### Vyobrazení na fabionové římse
Na ploše fabionové římsy s červenými svitkovými rámci jsou vymalovány sedící ženské postavy ctností s nápisovými štítky. Zcela vlevo začíná pásmo postavou Patientia (trpělivost - žena s beránkem), následuje Prudentia (opatrnost, rozumnost, obezřetnost - žena se zrcadlem), Caritas (láska - žena natahující ruce k dětem), Justitia (spravedlnost - žena s mečem a vahami), Fides (víra - žena s křížem a kalichem), Spes (naděje - žena připoutaná ke sloupu), Fortitudo (statečnost - žena s přilbou, kopím, štítem a lvem) a Temperantia (střídmost - žena nalévající vodu do mísy, ze které pije pes). Mezi medailony s postavami jsou vloženy maskarony a festony. 
 

Malby na dřevěné, pouze omítkou a rákosem kryté a při požáru v roce 1832 poškozené, fabionové římse jsou rekonstrukcí z roku 1843, kdy byl "znovuzřízen a s použitím starých motivů malován fabion". Malby provedl technikou secco Jacob Faber, na obou bočních okrajích je vidět původní boční prohnutí renesanční fabionové římsy, která tak původně pokračovala i na boční fasády radnice (původní střecha byla valbová, dnes je sedlová). Opětovná oprava fabionové římsy a rekonstrukce maleb na fabionové římse proběhla v roce 2016. Co se týče určení vzorových grafických listů pro postavy ctností (nevíme však do jaké míry malíř Faber respektoval původní Březnického předlohu a jak moc byly původní malby požárem poškozeny), zdá se, že původní grafickou předlohou mohly být rytiny Edouarda van Hoeswinckela z cyklu ctností, vytištěné někdy po roce 1565 v Antverpách (shoda je zejména ve spodní polovině těl postav ctností, horní polovina většiny medailonů byla zřejmě požárem z větší části zničena).

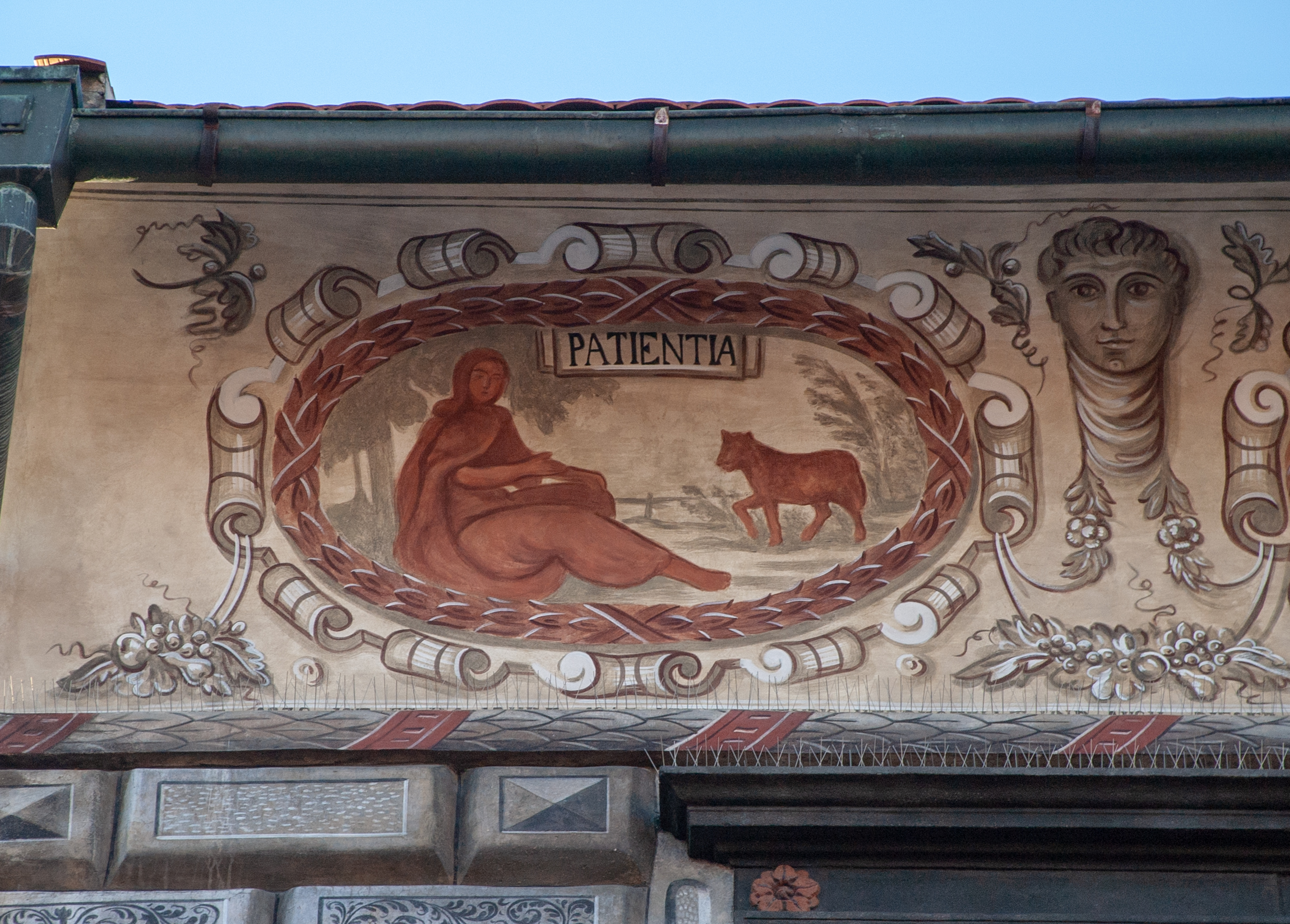
Stará radnice Prachatice – detaily fresek – alegorie – římsa – PATIENTIA
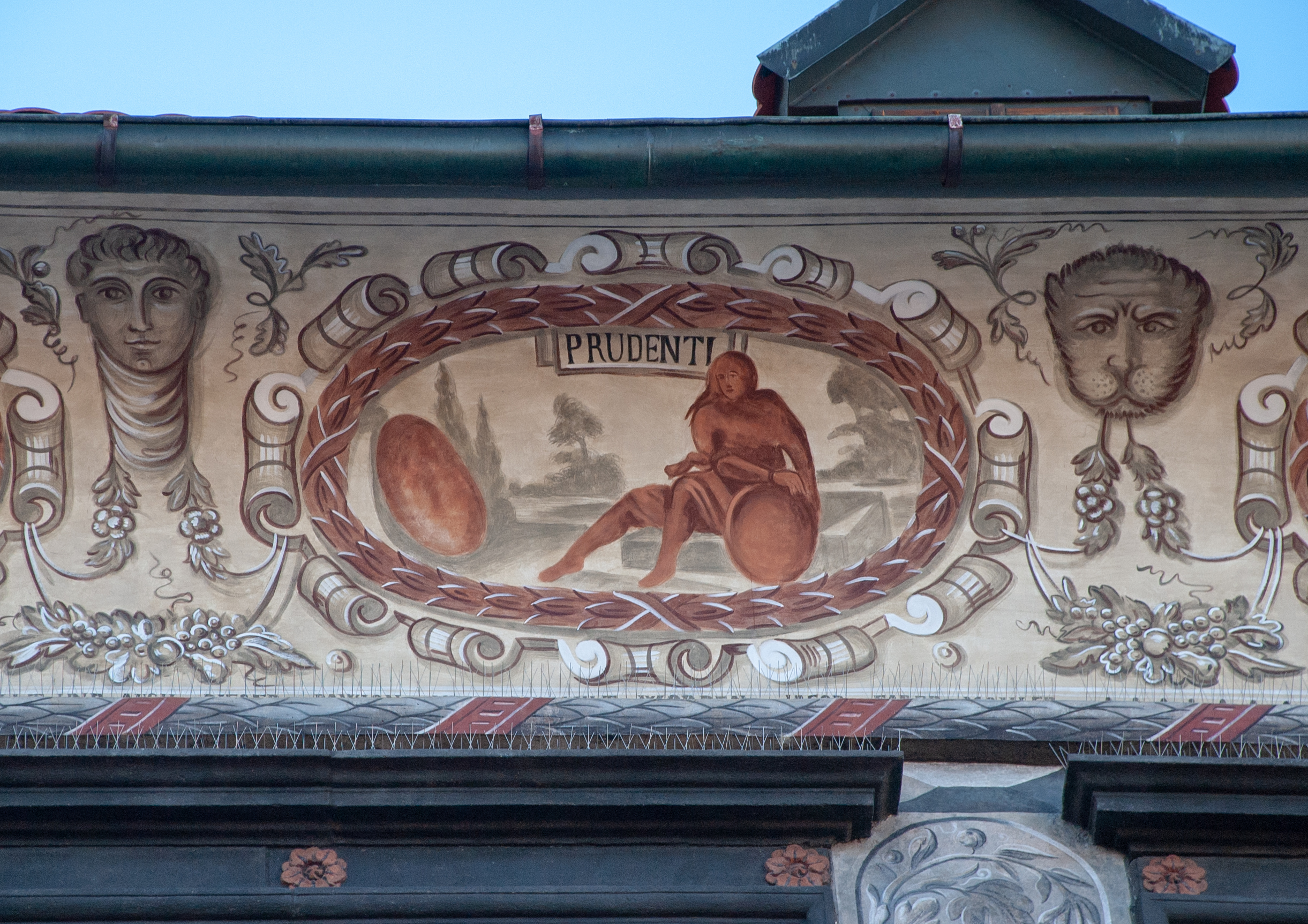
Stará radnice Prachatice – detaily fresek – alegorie – římsa – PRUDENTIA
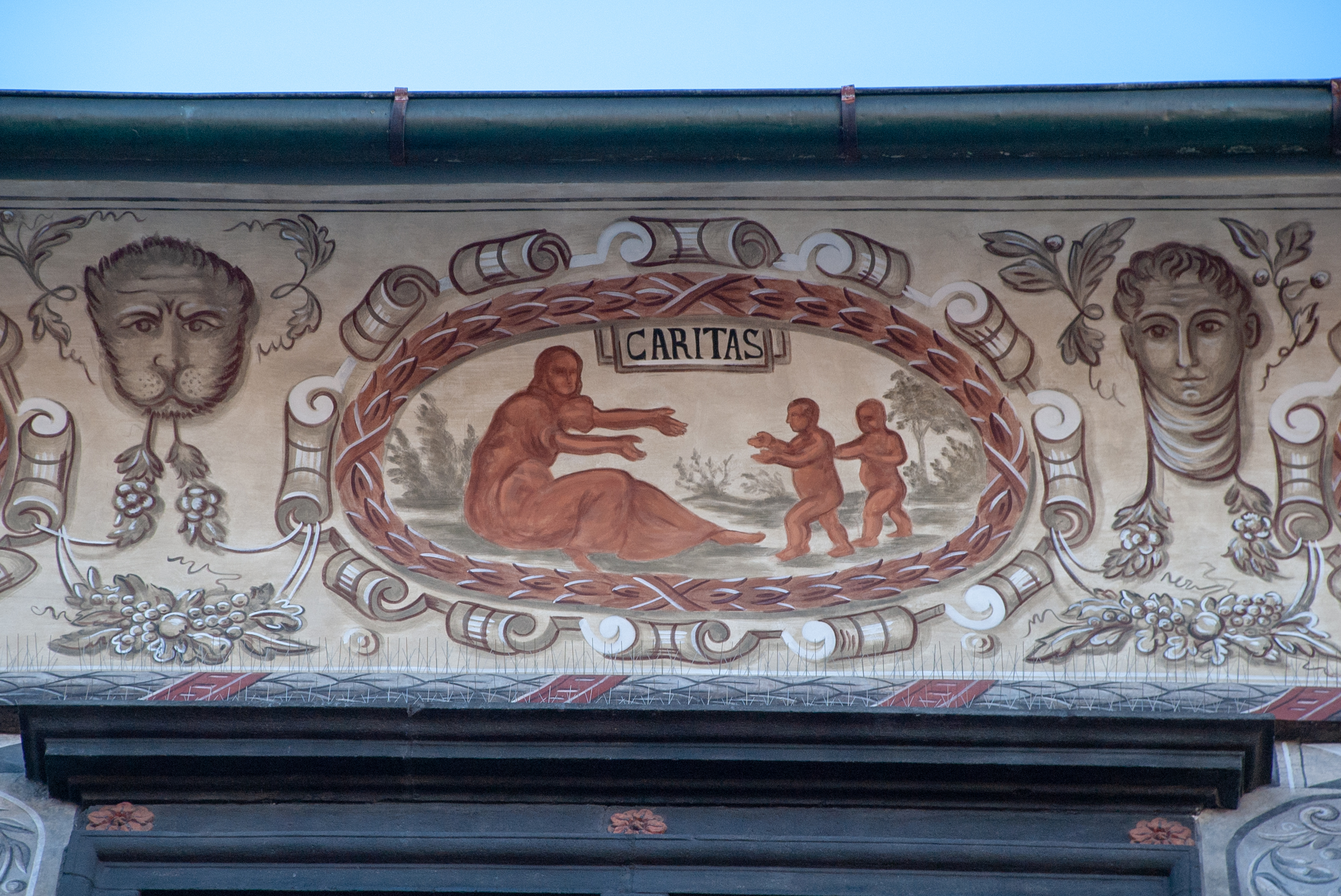
Stará radnice Prachatice – detaily fresek – alegorie – římsa – CARITAS
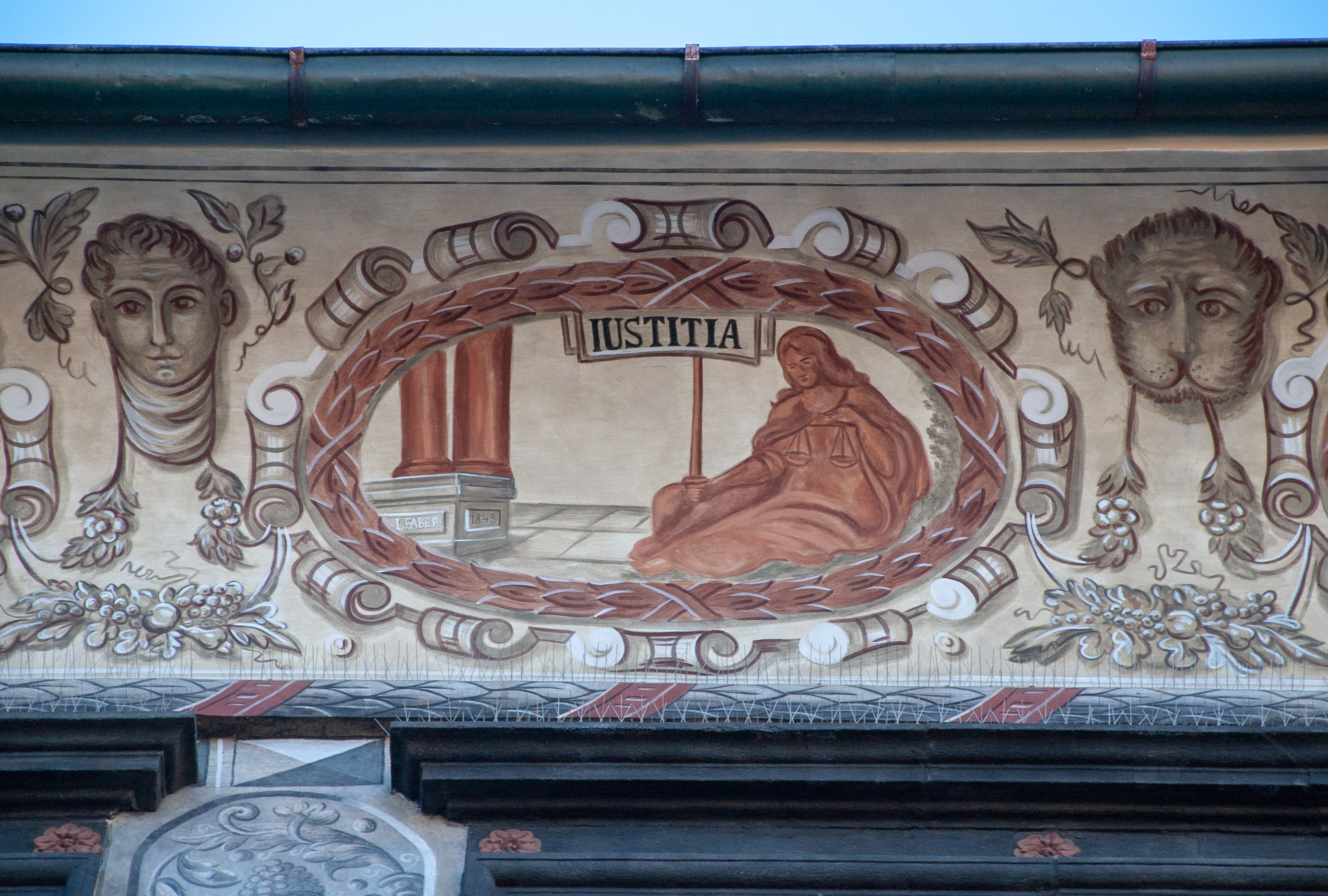
Stará radnice Prachatice – detaily fresek – alegorie – římsa – JUSTITIA
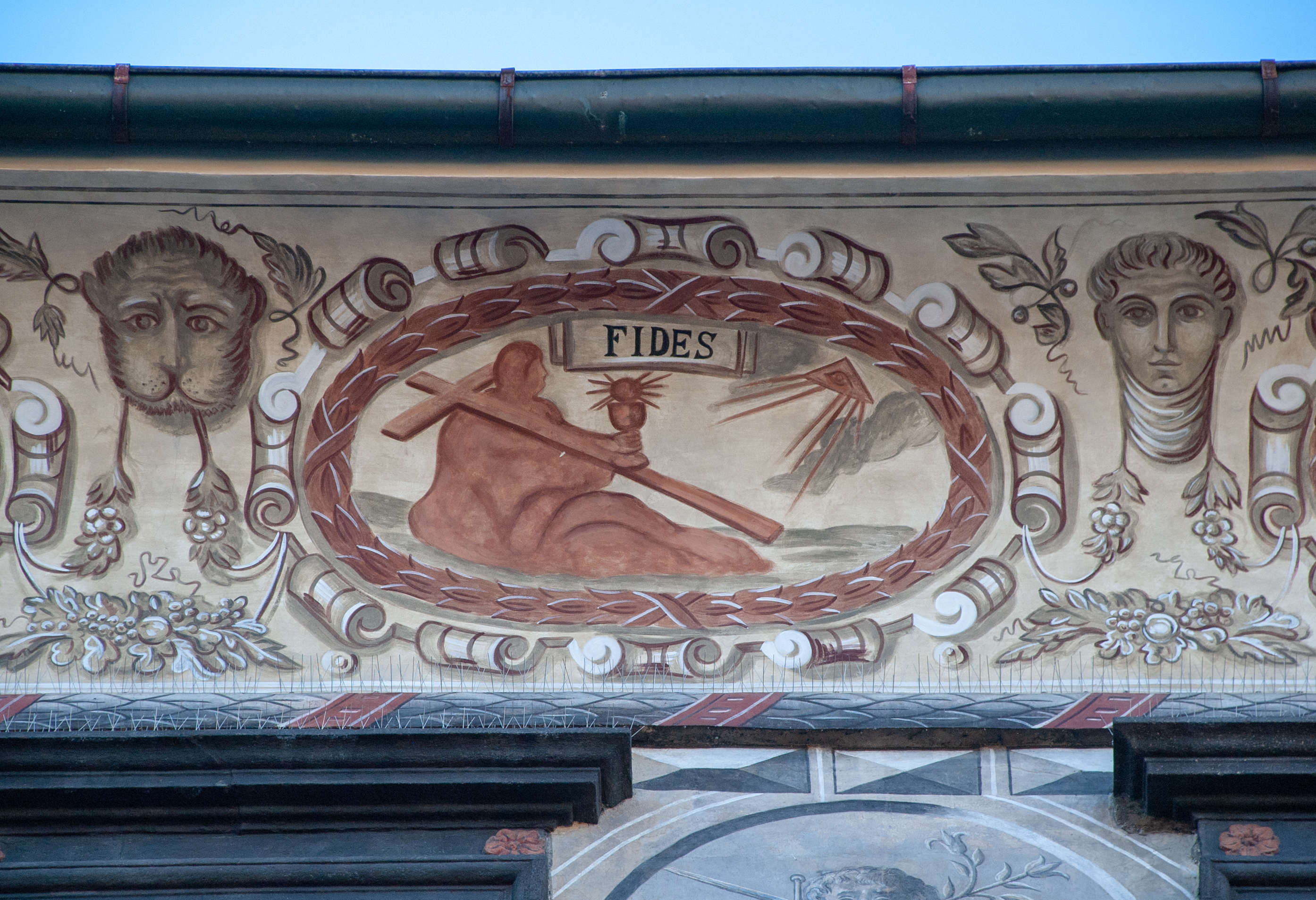
Stará radnice Prachatice – detaily fresek – alegorie – římsa – FIDES
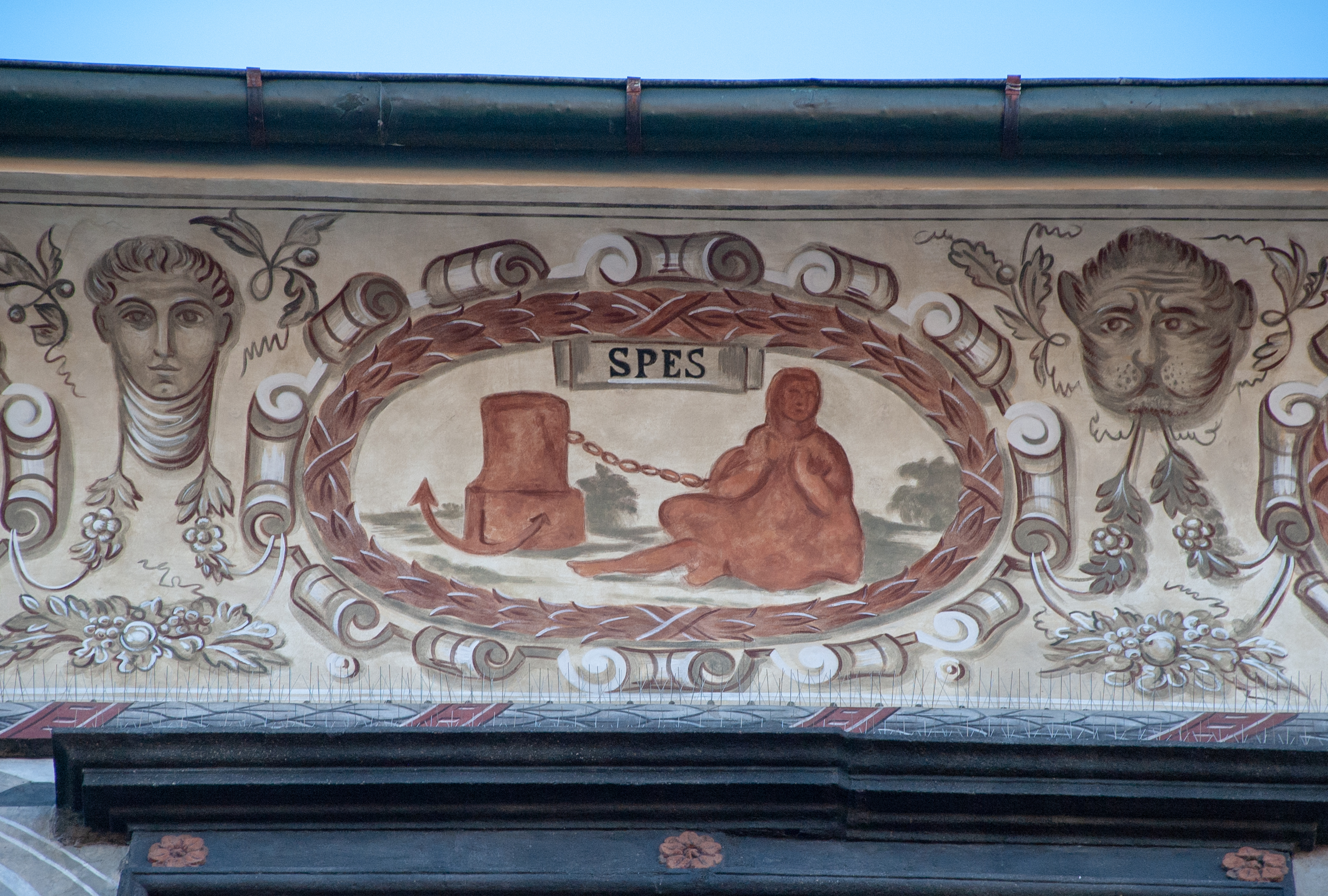
Stará radnice Prachatice – detaily fresek – alegorie – římsa – SPES
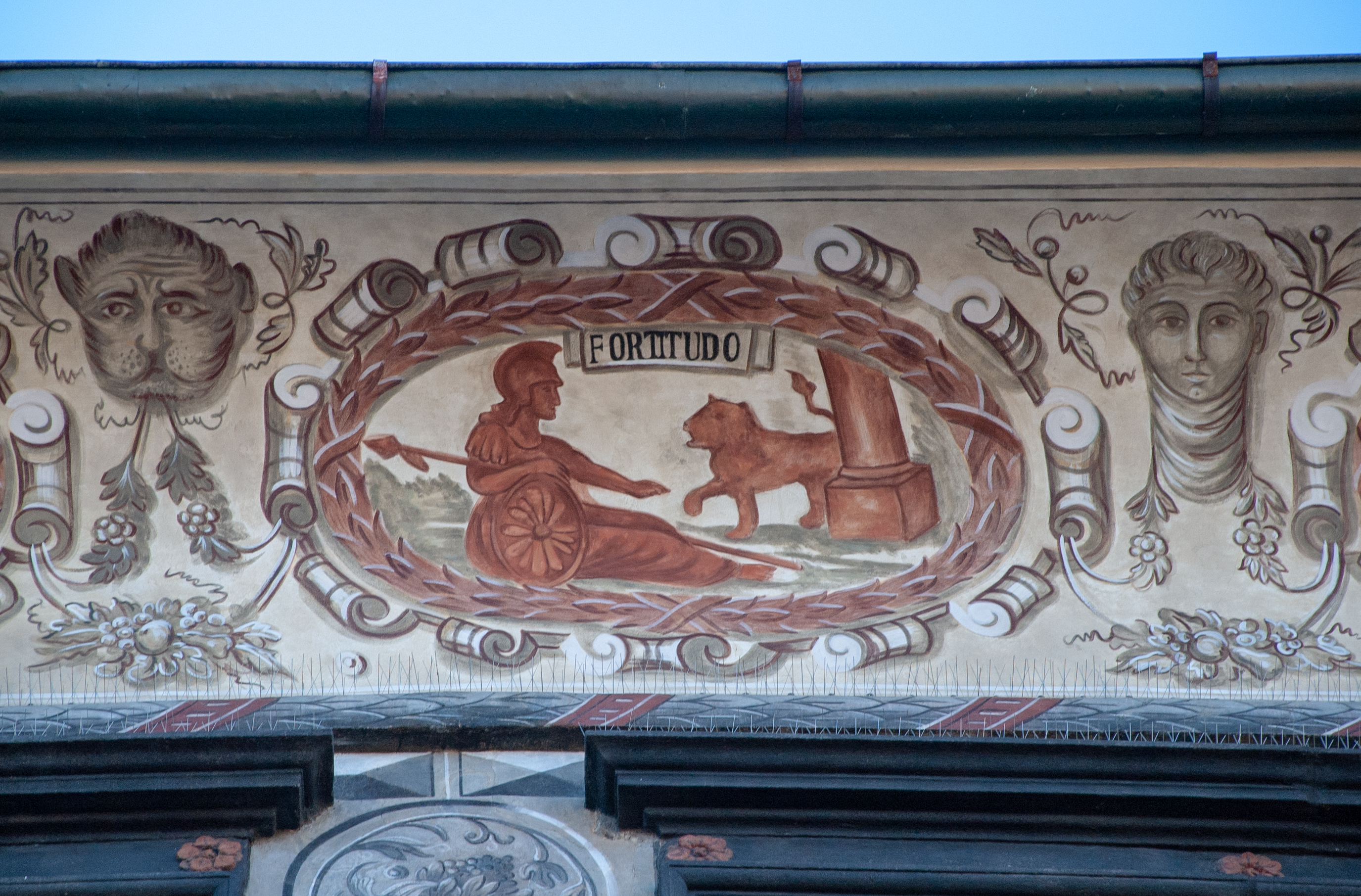
Stará radnice Prachatice – detaily fresek – alegorie – římsa – FORTITUDO
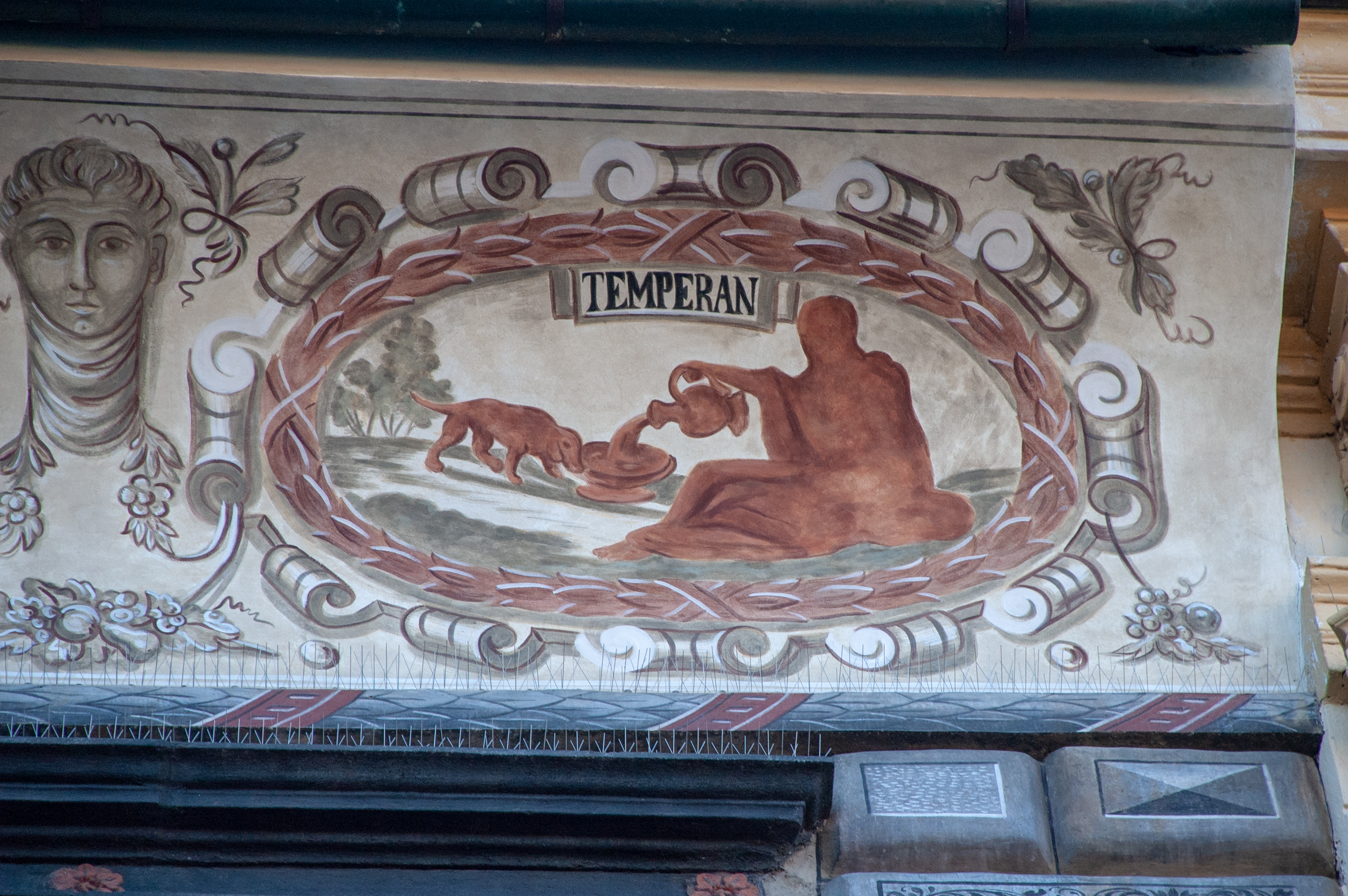
Stará radnice Prachatice – detaily fresek – alegorie – římsa – TEMPERANTIA

### Výzdoba nádvoří
Sgrafitová výzdoba ve formě sgrafitové rustiky pokrývá celou plochu nádvorní fasády i venkovního schodiště do prvního patra, které je podepřené v přízemí dvěma kamennými toskánskými sloupy. Nad zastřešeným schodištěm pod okny druhého patra se nachází malovaný bosovaný pás. Na středním pilíři arkád je ve sgrafitu provedený iluzivní sloup, do kterého se iluzivně opírají oblouky lemující arkády.
Na severním bočním křídle je na fasádě mezi okny druhého patra ve sgrafitu orámovaný staročeský nápis:
„Léta *1571* / na den mistra Jana / husy upadl geden wlach / weza koleczko cyhel / tyto weisky dolu“.

Součástí výzdoby nádvoří radnice je i malba na schodišti do prvního patra. Venkovní schodiště, kryté šindelovou stříškou, bývalo původně otevřené do nádvoří, dnes je z klimatických důvodů zaskleno. V nadpraží vstupu do prvního patra radnice je zobrazena kartuš, orámována groteskovou a florální výzdobou, na jejímž rámu leží mladý muž v antikizujícím šatu. Před sebou má lebku, o kterou opírá svůj loket ruky, kterou si podpírá hlavu, za ním stojí přesýpací hodiny, v pozadí se pak nachází obraz s krajinomalbou. Jde o zobrazení Vanitas (pomíjivosti). 

Na stěně pod klenbou schodiště bylo při opravách nádvoří v roce 2022 nalezeno sgrafito se symbolem jelena s krucifixem mezi parožím. Jde pravděpodobně o symbol znovuzrození a Ježíše Krista (legenda o sv. Eustachovi).

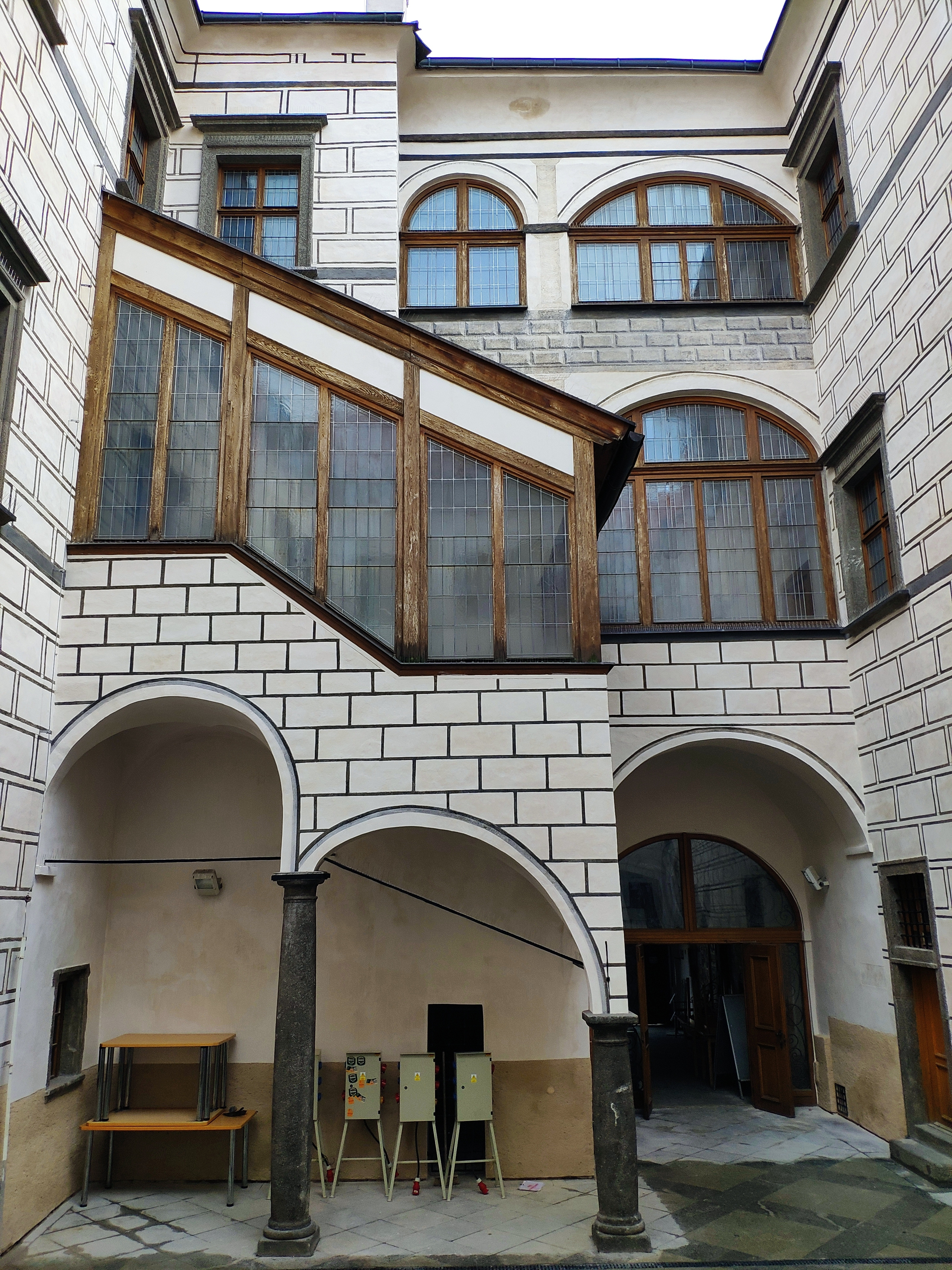
Stará radnice, arkády ve dvoře
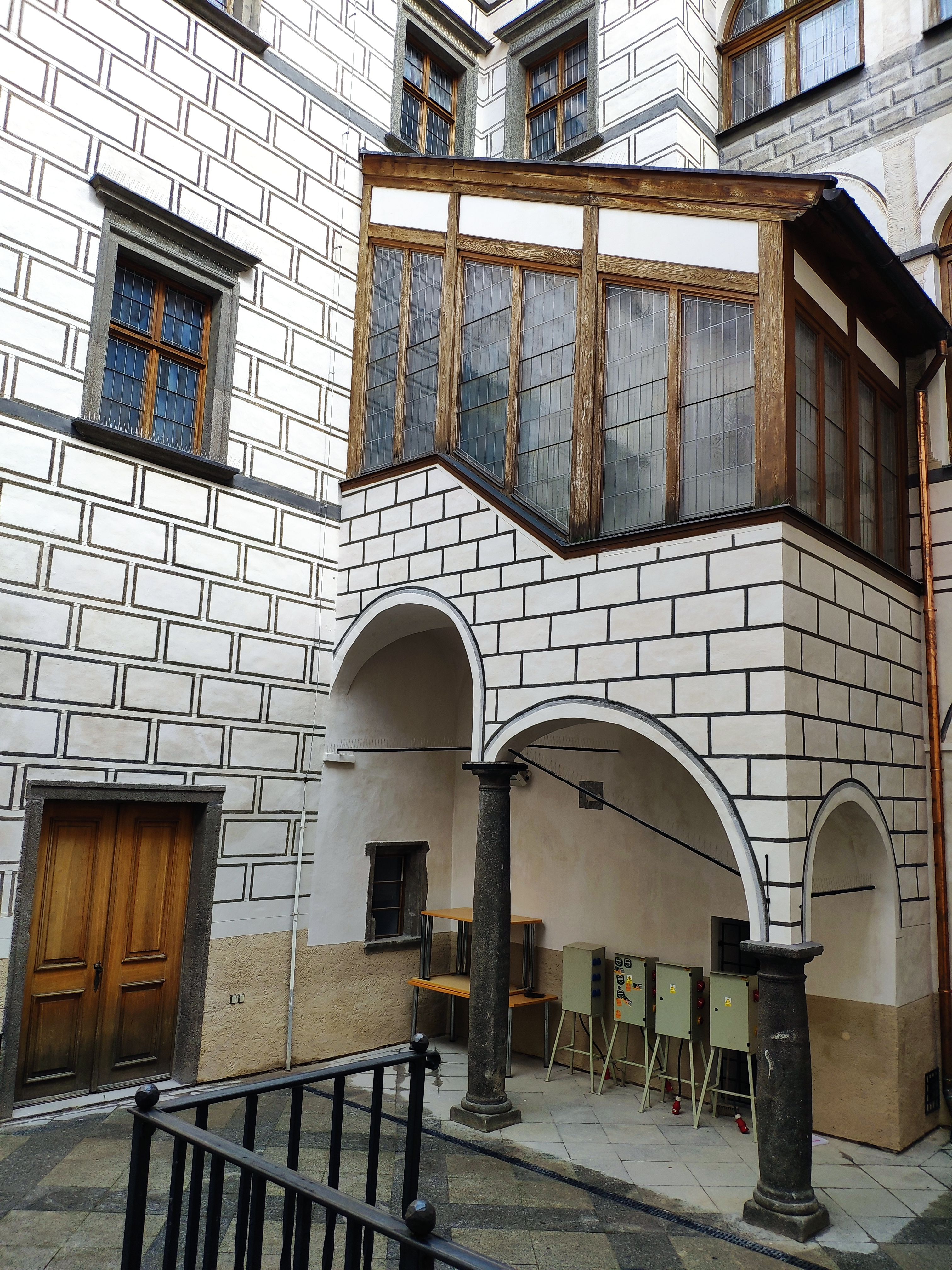
Stará radnice, venkovní schodiště na nádvoří
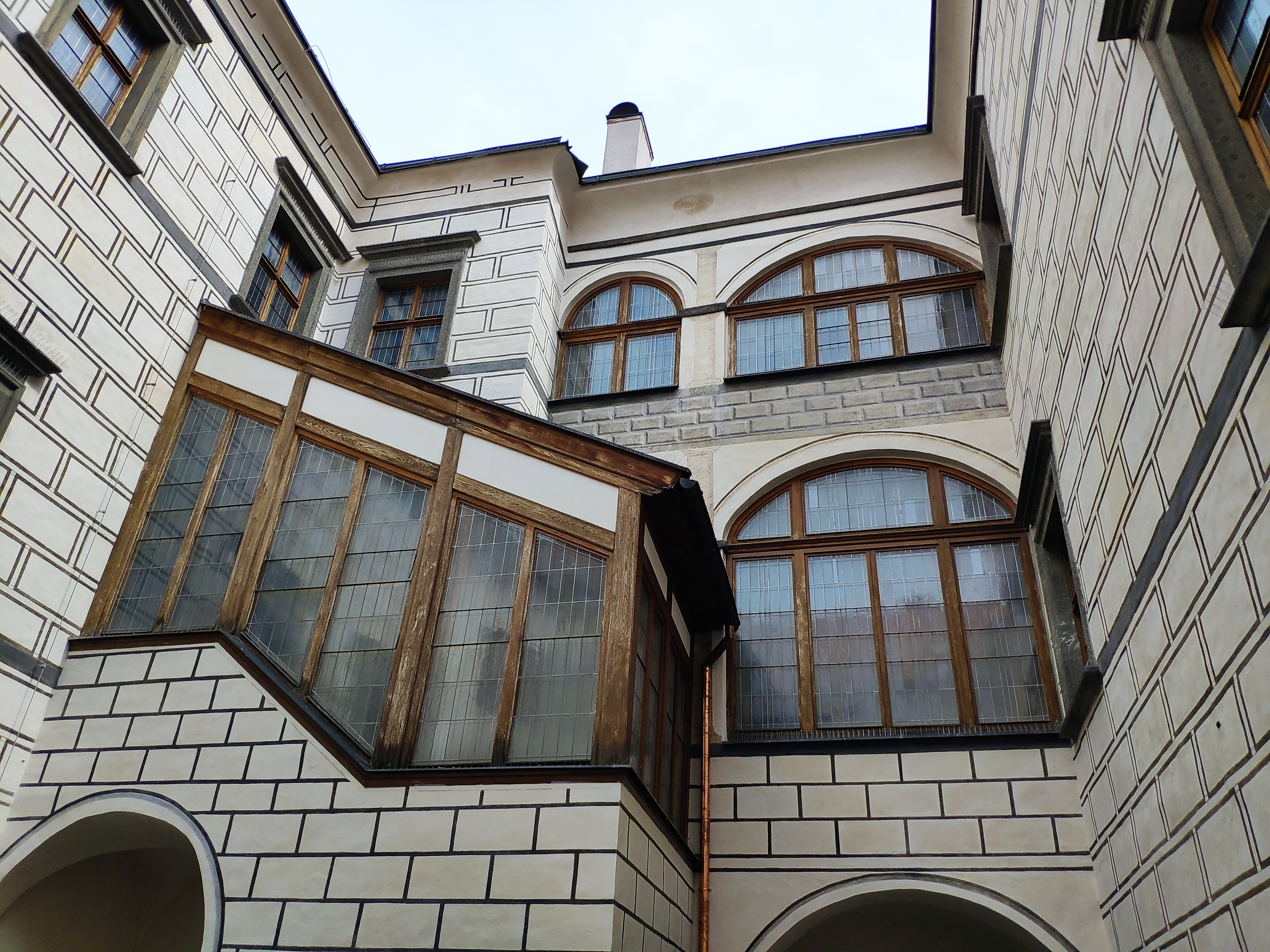
Stará radnice, zasklené arkády a venkovní schodiště
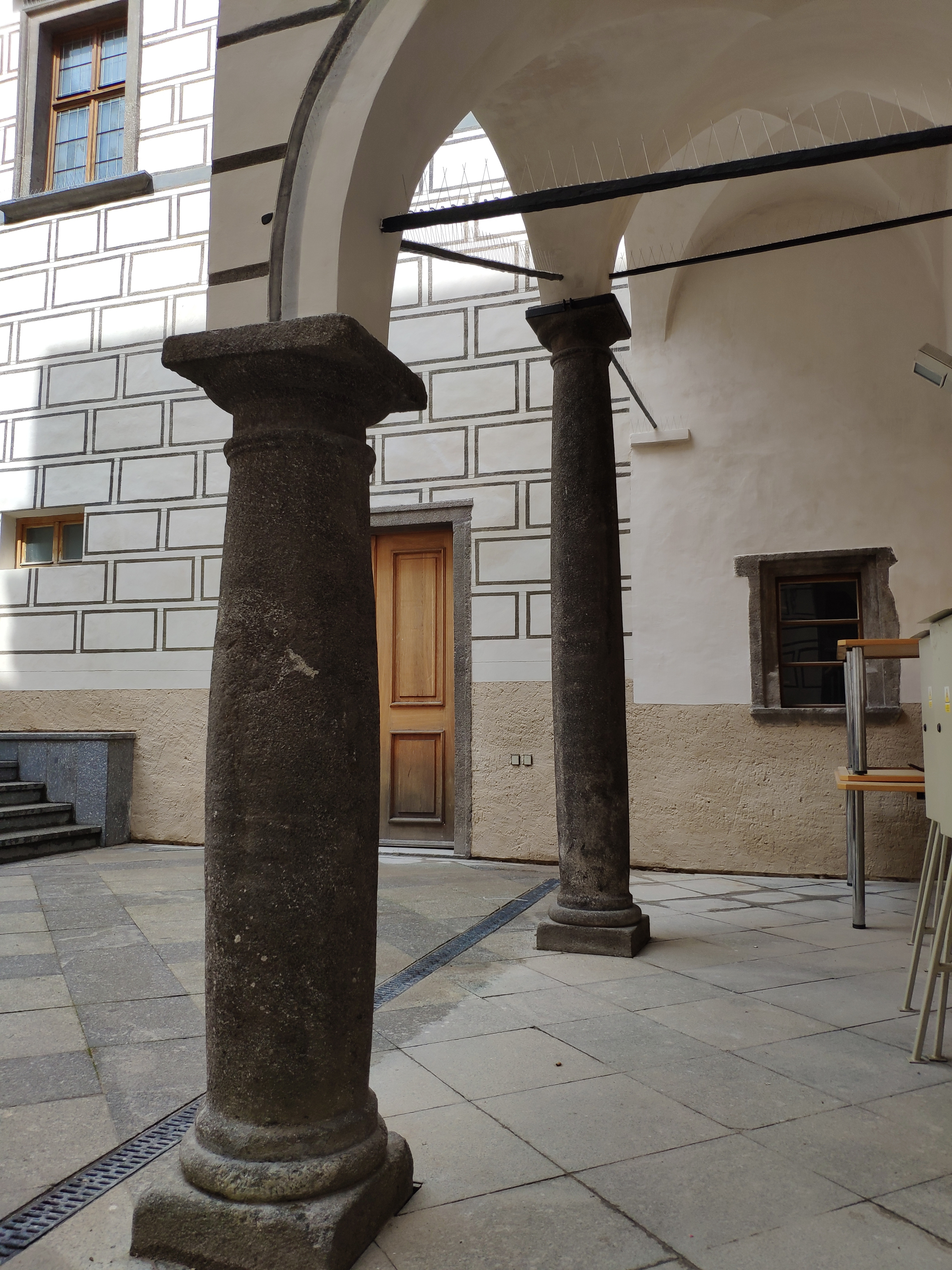
Stará radnice, sloupy venkovního schodiště na nádvoří
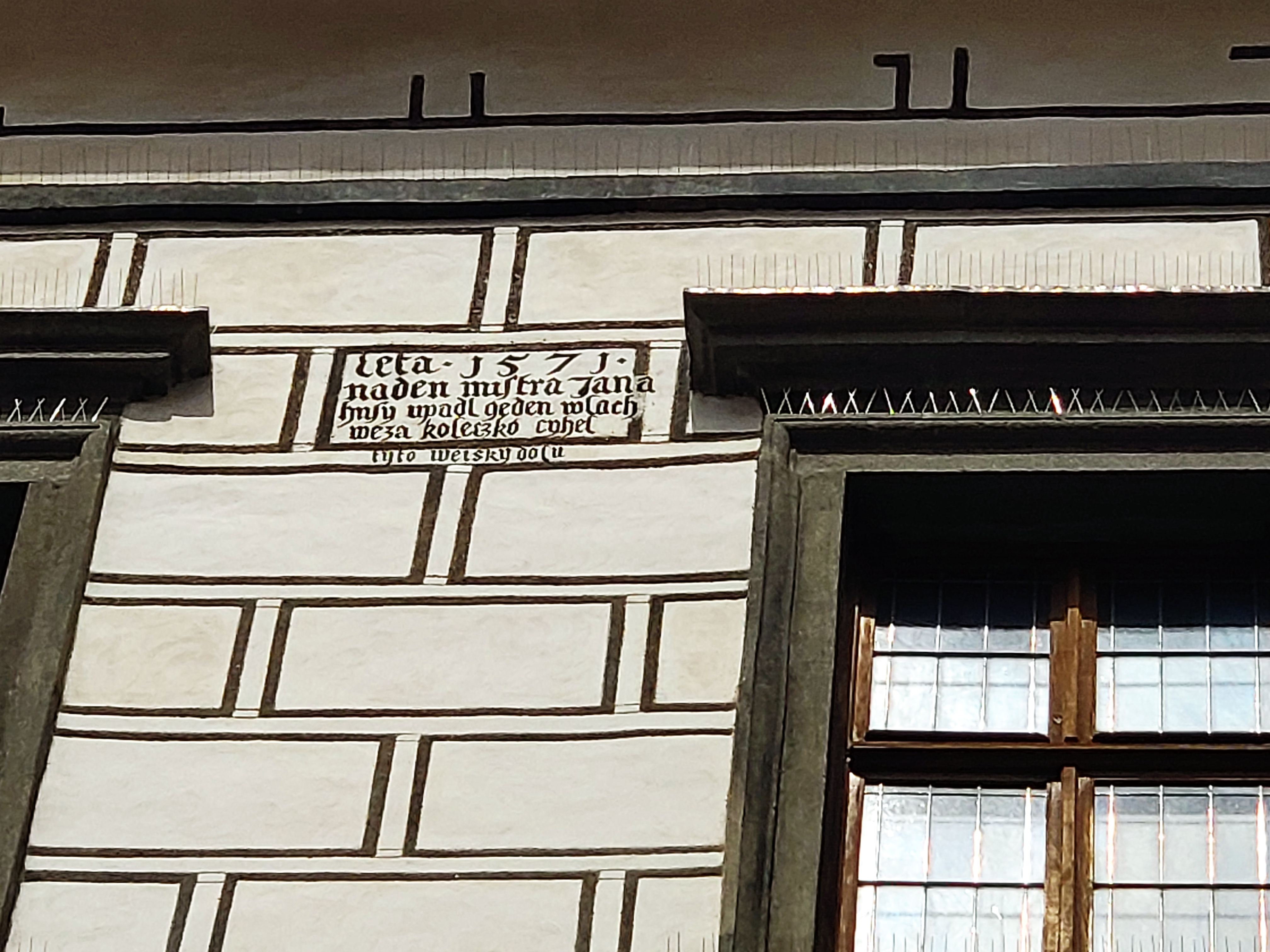
Stará radnice, nápis mezi okny pravého křídla radnice na nádvoří
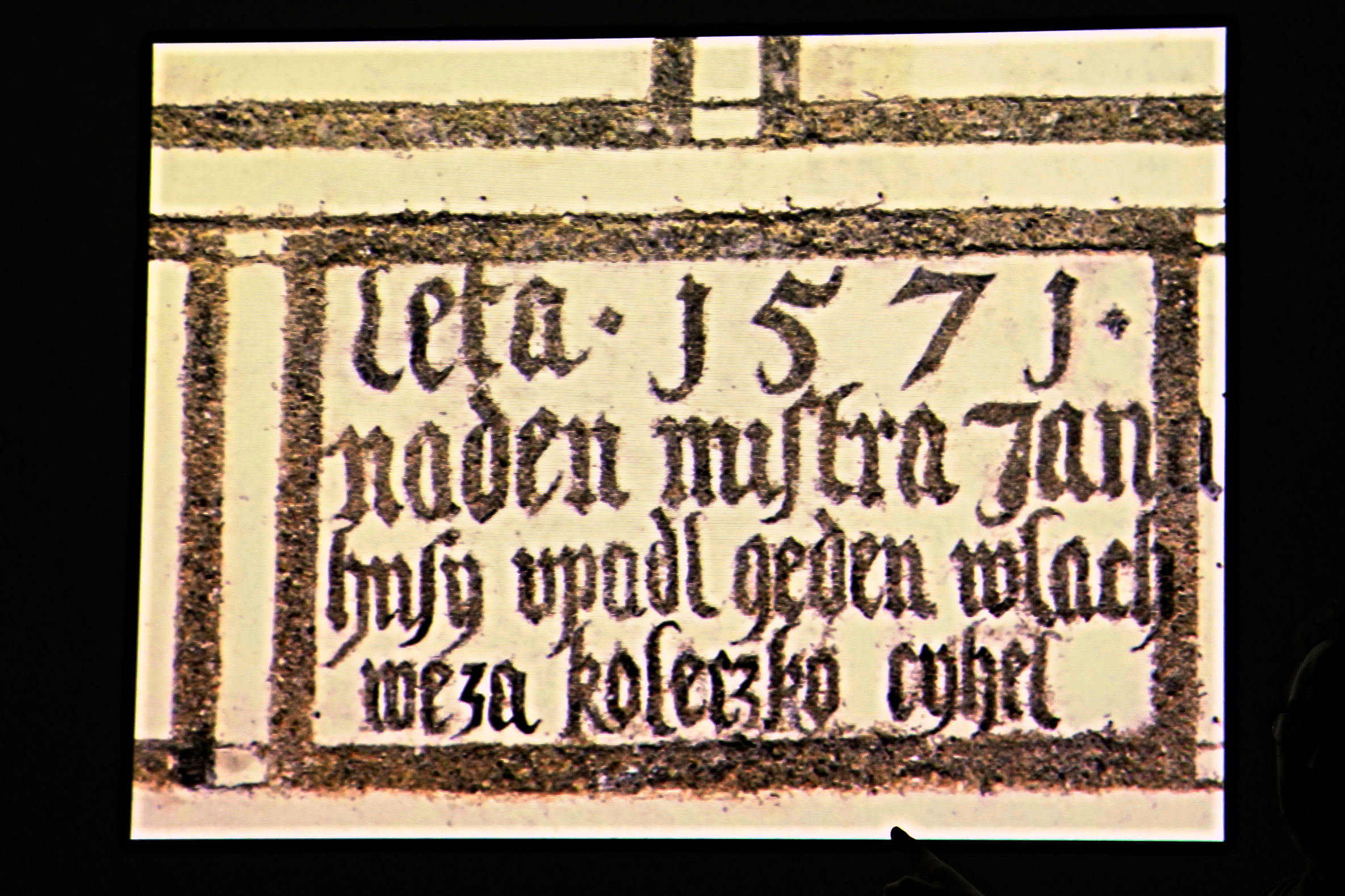
Nápis na dvoře Staré radnice
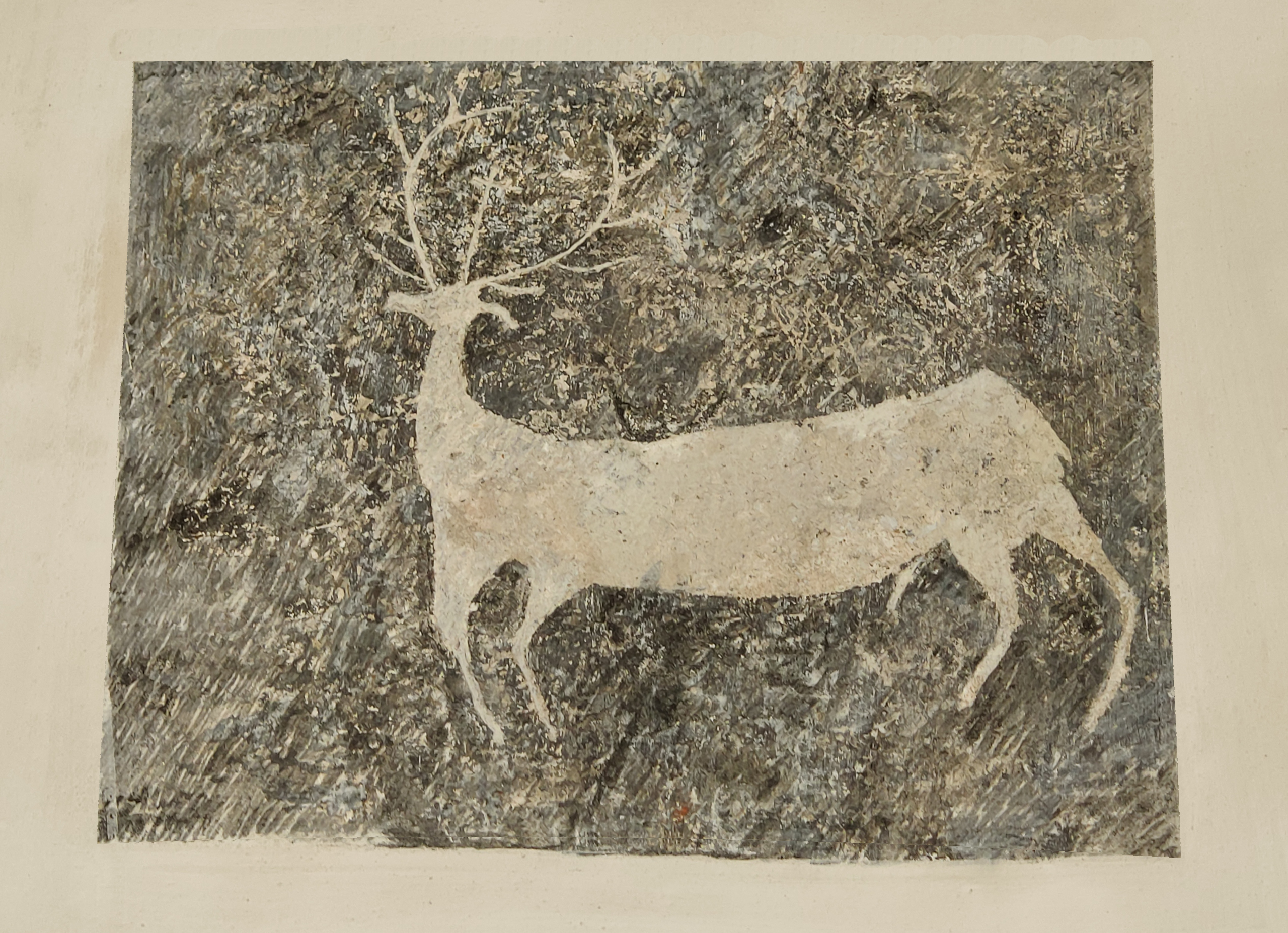
Stará radnice, sgrafito s jelenem na venkovní stěně pod schodištěm, symbol znovuzrození a Ježíše Krista (legenda o sv. Eustachovi)
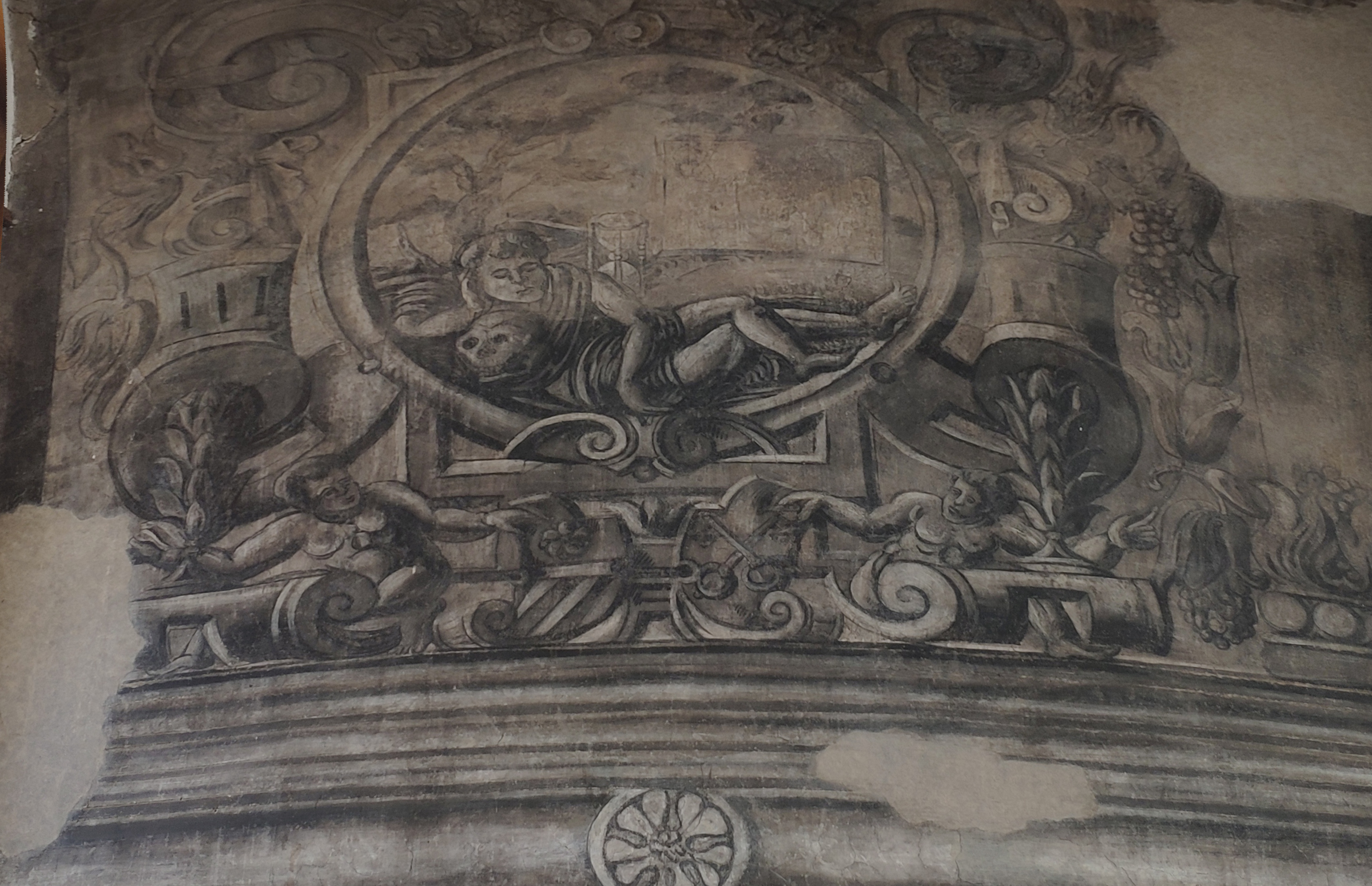
Zobrazení "Vanitas" na schodišti nad vstupem do prvního patra Staré radnice.

## Vstupní síň, infocentrum
V přízemí radniční budovy je umístěno Infocentrum.

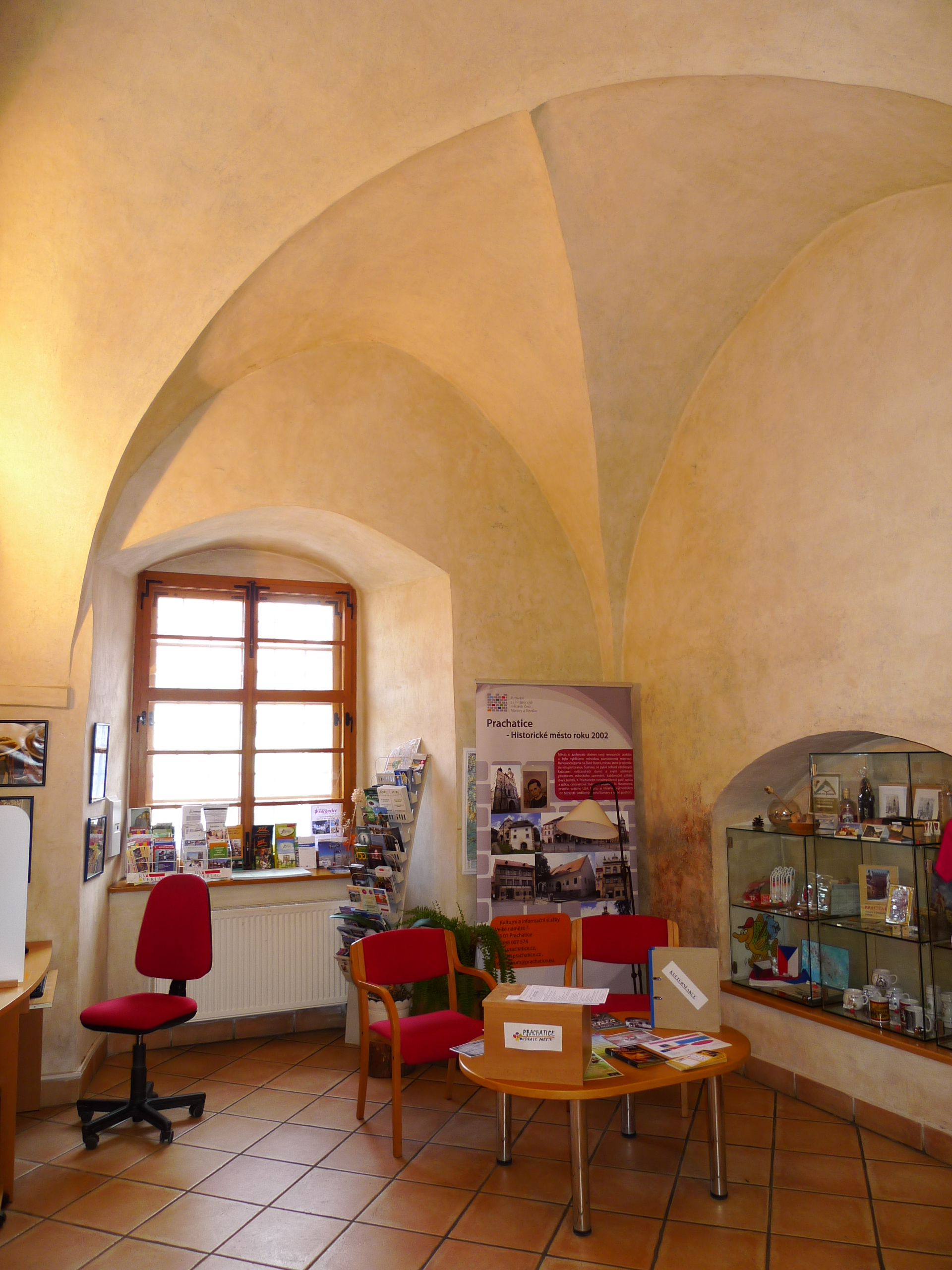
Stará radnice – přízemí, infocentrum
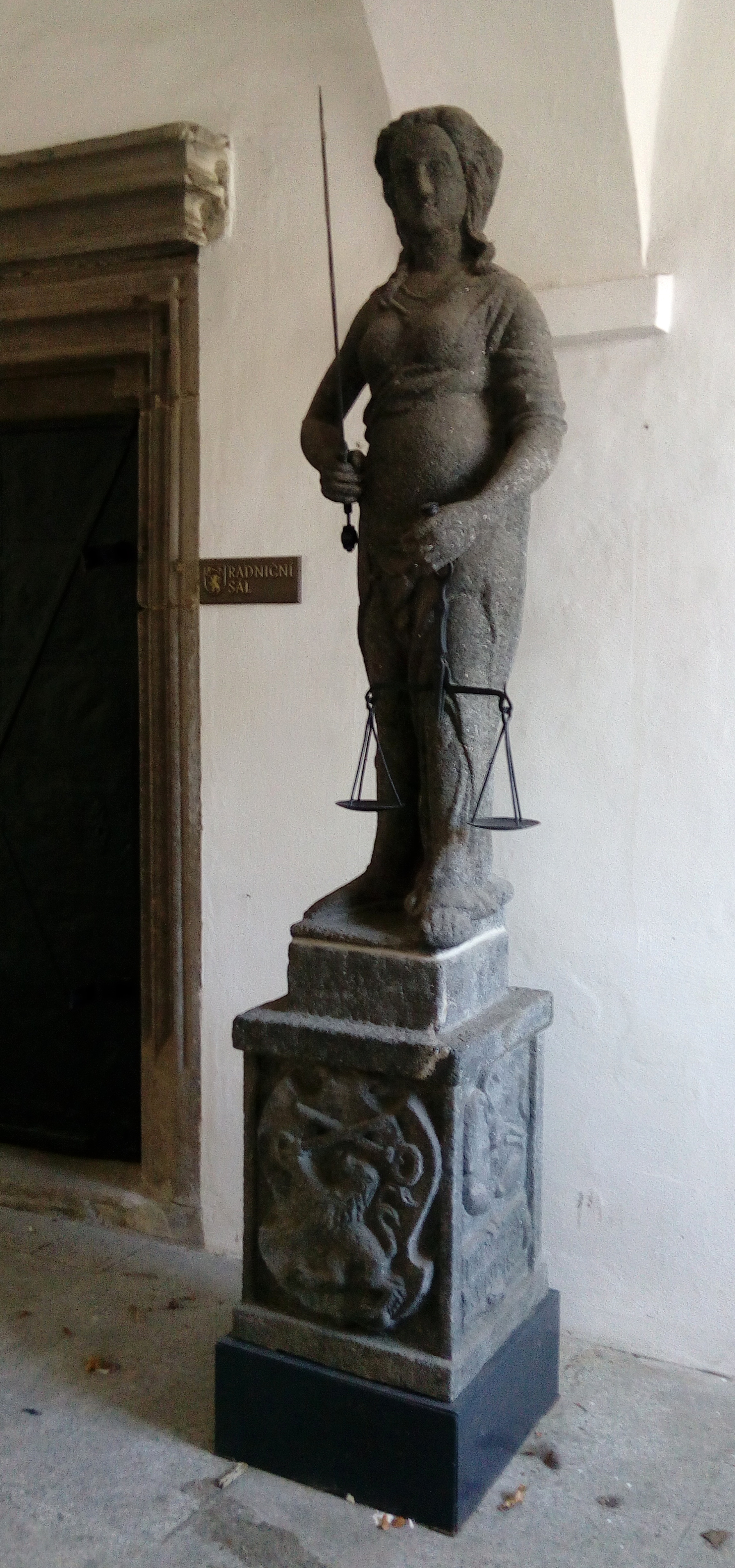
Stará radnice – socha spravedlnosti, originál sochy z městské kašny v přízemí radnice
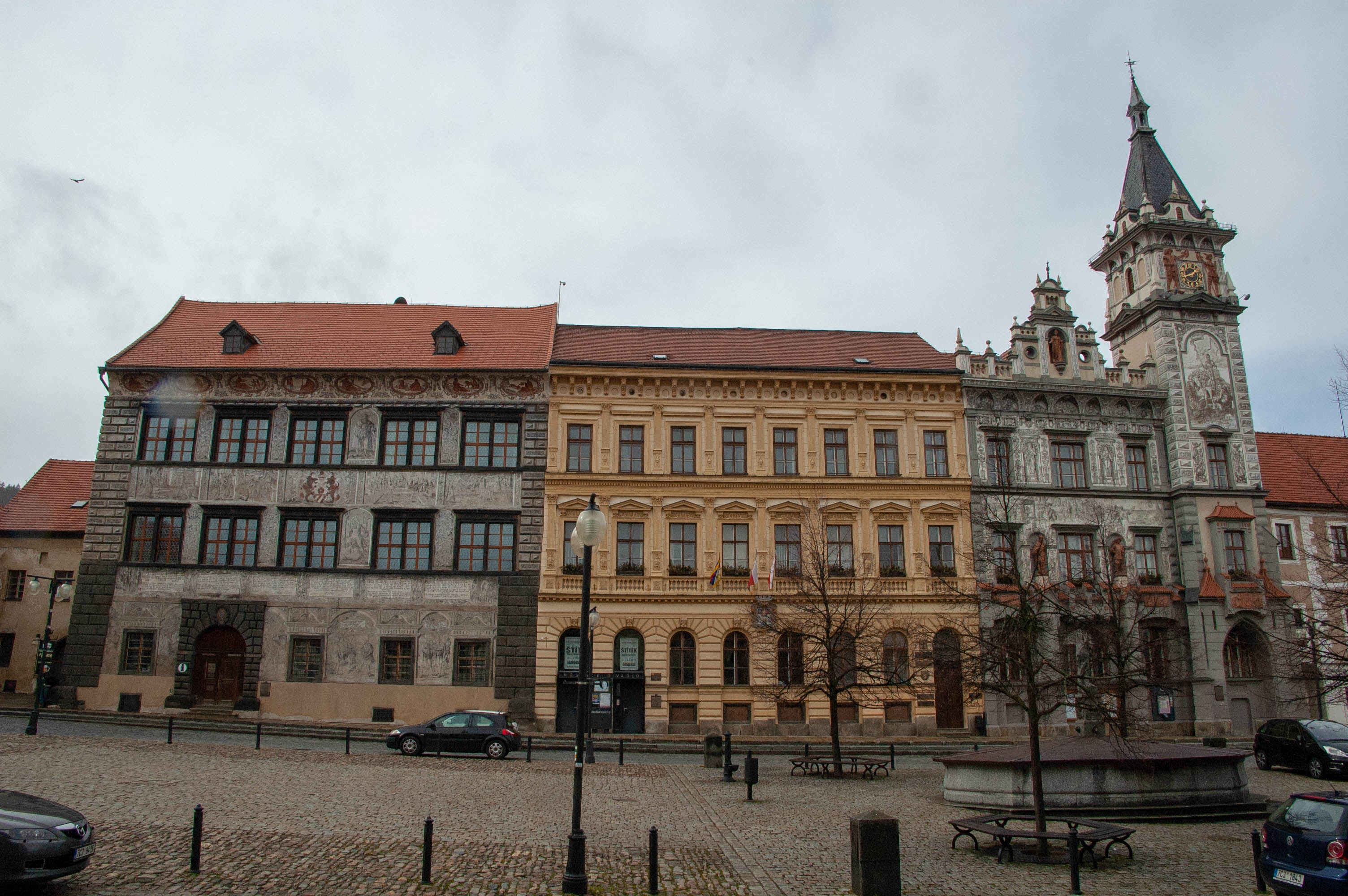
Stará a Nová radnice na Velkém náměstí v Prachaticích